# Voies vertes et chemins sur anciennes voies ferrées en France
Voies vertes et chemins sur anciennes voies ferrées en France recense les voies vertes aménagées et les chemins pédestres ou cyclables existant sur le parcours d'anciennes lignes de chemins de fer, classées par région française.
Les chemins et voies fermées à la circulation des véhicules à moteur existant sur les lignes ferroviaires déclassées ou inutilisées sont distinguées en trois catégories suivant la nature de leur surface :
- Voies vertes au revêtement « stabilisé » (sable compacté, gravier…) voies accessibles aux VTT, VTC (vélos tous chemins), impraticables aux rollers, parcours difficile aux vélos à pneus fins ;
- Voies vertes au revêtement en « enrobé » (goudron, béton) ouvertes à toutes pratiques. Cependant certaines voies goudronnées dégradées ou mal entretenues ne permettent pas la pratique du patinage à roulettes ;
- Chemins non revêtus (non répertoriés comme voies vertes). Leur surface est très variable, du sentier étroit herbeux accessible aux seuls piétons, aux chemins non aménagés mais dont la surface permet le parcours cycliste VTT même VTC dans les meilleurs cas. Quelques tronçons font partie d'itinéraires de randonnée pédestre.

| Région                     | Enrobé   | Stabilisé | Chemin   | Total    |
| -------------------------- | -------- | --------- | -------- | -------- |
| Auvergne-Rhône-Alpes       | 260 km   | 157 km    | 258 km   | 675 km   |
| Bourgogne-Franche-Comté    | 380 km   | 75 km     | 104 km   | 559 km   |
| Bretagne                   | 37 km    | 490 km    | 117 km   | 644 km   |
| Centre-Val de Loire        | 32 km    | 107 km    | 145 km   | 284 km   |
| Grand-Est                  | 333 km   | 86 km     | 261 km   | 680 km   |
| Hauts-de-France            | 177 km   | 199 km    | 130 km   | 506 km   |
| Île-de-France              | 41 km    | 50 km     | 42 km    | 133 km   |
| Normandie                  | 309 km   | 393 km    | 28 km    | 730 km   |
| Nouvelle Aquitaine         | 665 km   | 194 km    | 372 km   | 1 231 km |
| Occitanie                  | 283 km   | 403 km    | 152 km   | 838 km   |
| Pays-de-la-Loire           | 87 km    | 311 km    | 101 km   | 499 km   |
| Provence-Alpes-Côte d’Azur | 251 km   | 19 km     | 0 km     | 270 km   |
| Total                      | 2 855 km | 2 478 km  | 1 710 km | 7 043 km |

Ce total de 7 043 km en août 2025 est à mettre au regard des 38 000 km de voies ferrées abandonnées à la même date comprenant 18 000 km de lignes d'intérêt général et 20 000 km de lignes d'intérêt local (chemins de fer départementaux) auxquels il faut ajouter plusieurs centaines de kilomètres de lignes minières et industrielles.
La majorité des lignes d'intérêt local (plus des 2/3), la plupart fermées de longue date (des années 1930 aux années 1950), a totalement disparu, un grand nombre de ces voies ayant été établies en accotement de routes utilisé pour leur élargissement. Les voies vertes sont aménagées en majorité sur d'anciennes lignes d'intérêt général, une minorité sur les lignes d'intérêt local.
La quasi-totalité des voies vertes aménagées, soit 5 333 km, sont répertoriées, principalement d’après le site de l'AF3V, accessoirement, d'après celui des inventaires ferroviaires (et plusieurs centaines de kilomètres supplémentaires sont en construction ou en projet en 2025) mais la longueur des chemins sur anciennes voies ferrées est plus importante que les 1 705 km recensés. La majorité des parcours de plus d'une dizaine de kilomètres ont probablement été identifiés mais non la plupart des sections plus courtes  difficiles à individualiser, soit une multitude de tronçons compris entre portions de routes ou parties disparues (terrains devenus propriétés privées, exploitations agricoles ou bâtiments).

## Auvergne-Rhône-Alpes

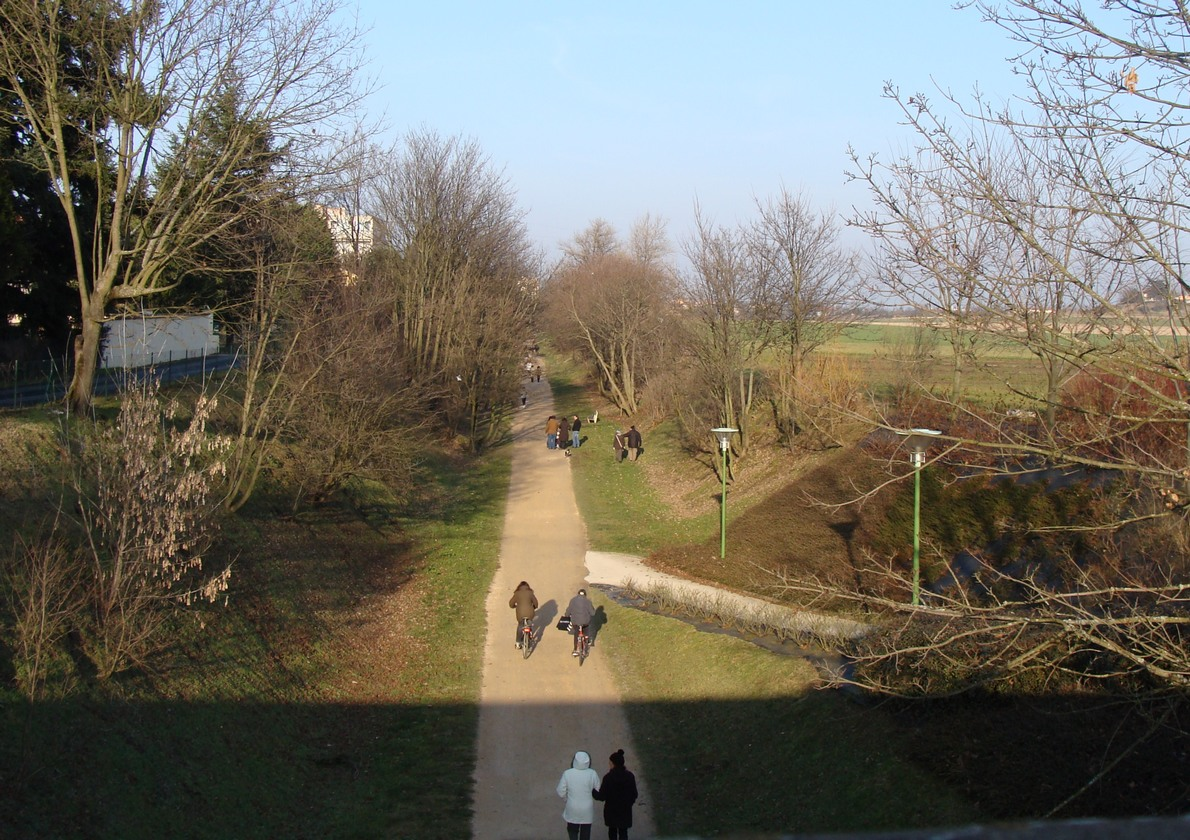
Voie verte de la Dombes
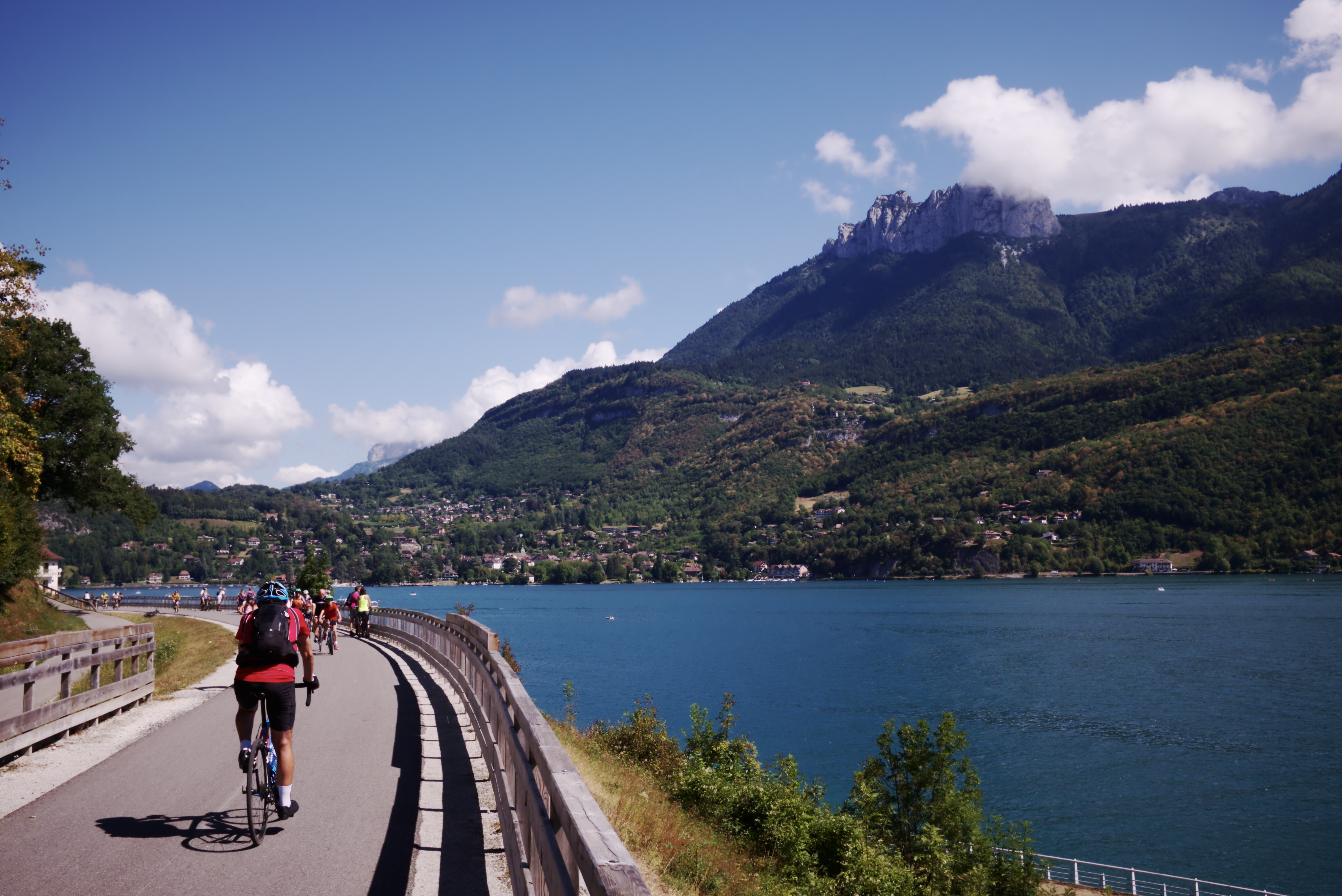
Voie verte du lac d'Annecy
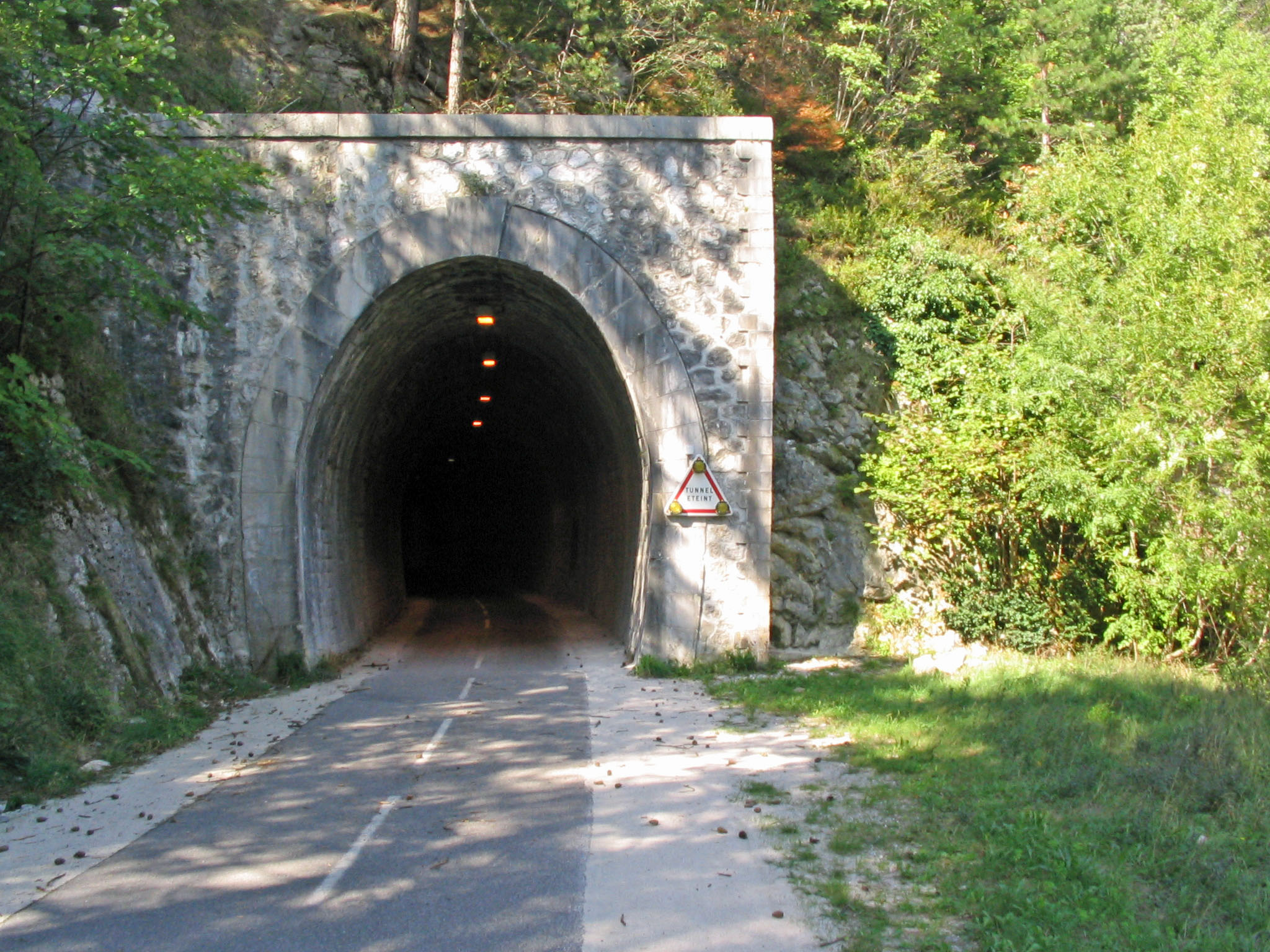
Tunnel de la piste cyclable du lac d'Annecy à Duingt
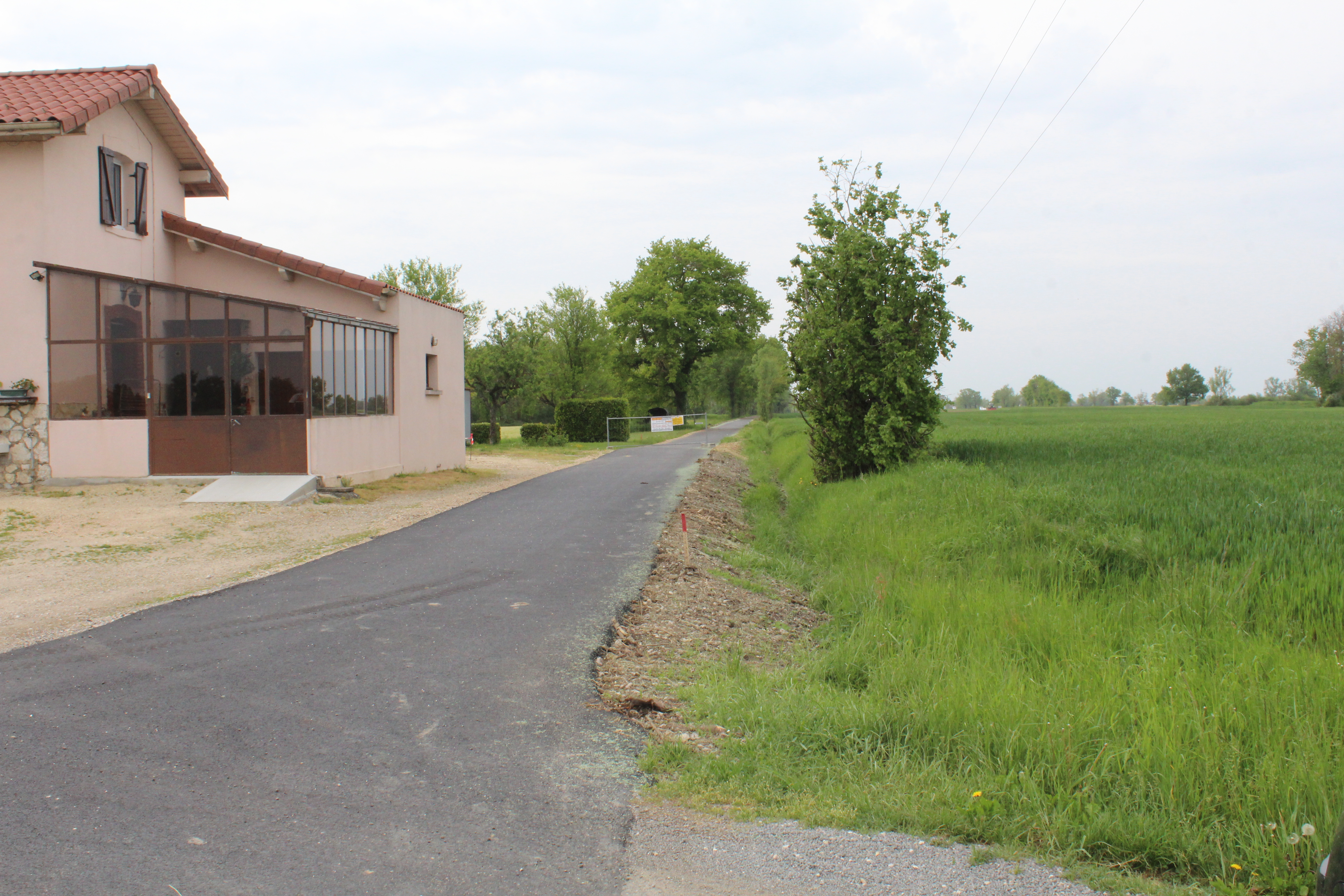
La Traverse

| Ligne ferroviaire désaffectée                         | Nom de la voie ou du chemin                                   | Localisation                                               | Longueur | Surface      | Remarque                                              |
| ----------------------------------------------------- | ------------------------------------------------------------- | ---------------------------------------------------------- | -------- | ------------ | ----------------------------------------------------- |
| Bonson à Sembadel                                     |                                                               | de Saint-Marcellin-en-Forez à Estivareilles                | 28 km    | chemin       |                                                       |
| Bort-les-Orgues à Neussargues                         | Piste verte en Sumène-Artense                                 | De Bassignac à Vebret                                      | 14 km    | enrobé lisse |                                                       |
| Bort-les-Orgues à Neussargues                         | Voie verte Cantal-Mauriac                                     | de Vendes à Mauriac                                        | 8 km     | stabilisé    |                                                       |
| Montluçon à Gouttières                                |                                                               | de Montluçon à Néris-les-Bains                             | 6 km     | stabilisé    |                                                       |
| Montluçon à Gouttières                                | Promenade de la Cellette-Bouchauds                            | de Montluçon à La Cellette                                 | 6 km     | chemin       |                                                       |
| Ligne du Puy à Langogne                               | Voie verte du Velay                                           | de Brives-Charensac à Costaros                             | 25 km    | enrobé       |                                                       |
| Ligne transcévenole                                   |                                                               | de Coubon à Présailles                                     | 25 km    | chemin       |                                                       |
| Réseau ferré secondaire de l’Allier                   | Ligne de Dompierre à Lapalisse                                | de Vaumas à Jaligny-sur-Besbre                             | 12 km    | chemin       |                                                       |
| Réseau ferré secondaire de l’Allier                   | Ligne Digoin-Trézelles                                        | de Bert à Trézelles                                        | 12 km    | chemin       |                                                       |
| Réseau ferré secondaire de l'Allier                   | Ligne Bénézet-Commentry-Marcillat                             | De Commentry à Marcillat                                   | 19 km    | chemin       |                                                       |
| Réseau ferré secondaire de l'Allier                   | Ligne de Moulins à Cosne sur Allier                           | de Gipcy à Buxières-les Mines                              | 10 km    | chemin       |                                                       |
| Réseau ferré secondaire de l'Allier                   |                                                               | de Montvicq à Montmarault                                  | 11 km    | chemin       |                                                       |
| Réseau ferré secondaire de l'Allier                   | Ligne Chantelle-Bénezet                                       | Saint-Pourçain-sur-Sioule à Fourilles                      | 13 km    | chemin       |                                                       |
| Société des Chemins de fer du Centre                  |                                                               | De Régny à Saint-Symphorien-de-Lay                         | 6 km     | chemin       |                                                       |
| Ligne de La Ferté-Hauterive à Gannat                  | Voie verte de la vallée de la Sioule                          | De Gannat à Saint-Pourçain-sur-Sioule                      | 17 km    | enrobé       | sur un total de 26 km                                 |
| Ligne minière                                         | Chemin de fer à ficelle                                       | de Montluçon (La Croix blanche) à Néris-les-Bains          | 8 km     | chemin       |                                                       |
| Ligne de Pouilly-sous-Charlieu à Clermain             |                                                               | De Pouilly-sous-Charlieu à Charlieu                        | 15 km    | enrobé       |                                                       |
| Chemin de fer du Beaujolais                           | ligne de Villefranche-sur-Saône à Tarare                      | de Liergues à Sarcey                                       | 20 km    | chemin       |                                                       |
| Chemin de fer du Beaujolais                           | Chemin du tacot de Montsols                                   | de Saint-Bonnet-des-Bruyères à Montsols                    | ̞8 km     | chemin       |                                                       |
| Chemins de fer départementaux de Rhône Saône et Loire | Chemin du tacot de Montsols                                   | de Montsols aux Ardillats                                  | 9 km     | chemin       |                                                       |
| Ligne d'Annecy à Albertville                          | voie verte du Lac d’Annecy                                    | d’Annecy à Ugine                                           | 36 km    | enrobé       |                                                       |
| Ligne de Belleville à Beaujeu                         | Voie verte du Beaujolais                                      | de Belleville à Beaujeu                                    | 13 km    | enrobé       |                                                       |
| Ligne de Chalon-sur-Saône à Bourg-en-Bresse           | La Traverse                                                   | de Saint-Trivier-de-Courtes à Attignat (lieu-dit Vacagnole | 24 km    | enrobé       |                                                       |
| Tramway Fourvière - Loyasse                           | Chemin du viaduc                                              | De la basilique de Fourvière au cimetière de Loyasse       | 1 km     | chemin       |                                                       |
| Fourvière Ouest-Lyonnais                              | Voie verte du Fol                                             | de Grézieu-la-Varenne à Vaugneray                          | 2 km     | enrobé       |                                                       |
| Fourvière Ouest-Lyonnais                              | ligne Lyon-Mornant                                            | de Genilac à Saint-Maurice-sur-Dargoire                    | 12 km    | chemin       |                                                       |
| Chemins de fer départementaux de Rhône et Loire       | Ligne Saint-Symphorien-sur-Coise-Messimy. Voie verte Le tacot | de Saint-Martin-en-Haut à Larajasse                        | 6 km     | enrobé       |                                                       |
| Ligne de Lyon-Croix-Rousse à Trévoux                  | Voie de la Dombes                                             | de Sathonay-Camp à Caluire-et-Cuire                        | 12 km    | enrobé       |                                                       |
| Ligne Nyon – Crassier – Divonne                       |                                                               | De Divonne-les-Bains à la frontière                        | 3 km     | enrobé lisse |                                                       |
| Ligne du Pouzin à Privas                              | Voie de la Payre                                              | du Pouzin à Privas                                         | 21 km    | enrobé       |                                                       |
| Ligne de Pressins à Virieu-le-Grand                   | ViaRhôna                                                      | De Peyrieu à Murs-et-Gélignieux                            | 6 km     | enrobé       |                                                       |
| Ligne de Firminy à Saint-Rambert-d'Albon              | Via Fluvia                                                    | de Champagne à Annonay                                     | 16 km    | chemin       | Voie verte projetée                                   |
| Ligne de Firminy à Saint-Rambert-d'Albon              | Via Fluvia                                                    | d'Annonay à Bourg-Argental                                 | 13 km    | enrobé       | tronçons de routes                                    |
| Ligne de Firminy à Saint-Rambert-d'Albon              | Via Fluvia                                                    | de Tracol à Dunières                                       | 9 km     | enrobé       | tronçons de routes                                    |
| CFD Réseau du Vivarais                                | Via Fluvia                                                    | de Dunières à Bessamorel par Yssingeaux                    | 25 km    | enrobé       | tronçons de routes                                    |
| CFD Réseau du Vivarais                                | Via Fluvia                                                    | de Bessamorel à Lavoûte-sur-Loire                          | 11 km    | stabilisé    | tronçons de routes et tronçon de voie verte en projet |
| CFD Réseau du Vivarais                                | Dolce Via                                                     | de La Voulte-sur-Rhône à Saint-Agrève par Le Cheylard      | 59 km    | stabilisé    | tronçons de routes                                    |
| CFD Réseau du Vivarais                                | Dolce Via                                                     | de Le Cheylard à Lamastre                                  | 18 km    | stabilisé    |                                                       |
| Ligne de Saint-Sernin à Largentière                   | Via Ardèche                                                   | de Saint-Sernin à Largentière                              | 12 km    | stabilisé    | dont 4 km en projet                                   |
| Ligne de Vogüé à Lalevade-d'Ardèche                   | Via Ardèche                                                   | Nord d'Aubenas                                             | 2 km     | enrobé       |                                                       |
| Ligne de Vogüé à Lalevade-d'Ardèche                   | Via Ardèche                                                   | d'Aubenas à Vogüé                                          | 2 km     | stabilisé    |                                                       |
| Ligne du Teil à Alès                                  | Via Ardèche                                                   | de Vogüé à Gagnières                                       | 41 km    | stabilisé    |                                                       |
| Tramways de l'Ain                                     | Ligne Saint-Martin du Frêne-Hauteville                        | De Lantenay à Corcelles                                    | 4 km     | chemin       |                                                       |
| Tramways de l'Ouest du Dauphiné                       | Ligne Lyon Saint-Marcellin                                    | De Saint-Siméon-de-Bressieux à Saint-Marcellin             | 42 km    | chemin       |                                                       |
| Tramway Grenoble-Villard-de-Lans                      |                                                               | De Seyssins à Saint-Nizier-du-Moucherotte                  | 12 km    | chemin       |                                                       |

| Enrobé | Stabilisé | Chemin | Total  |
| ------ | --------- | ------ | ------ |
| 260 km | 157 km    | 258 km | 675 km |

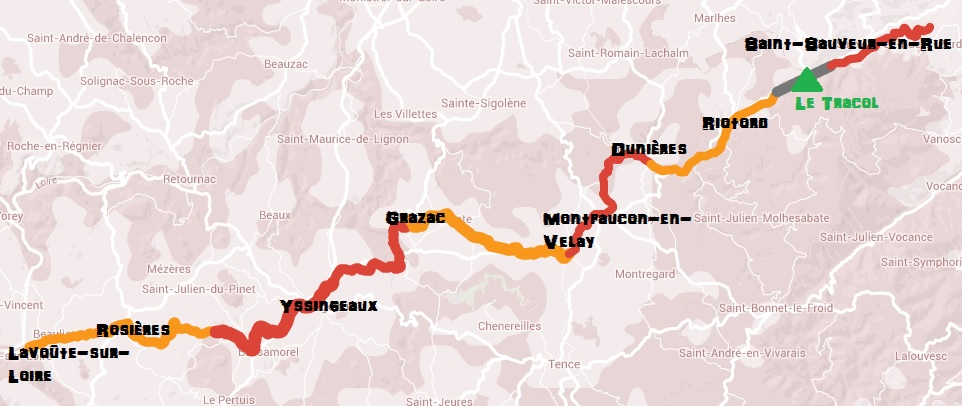
Tracé Via Fluvia
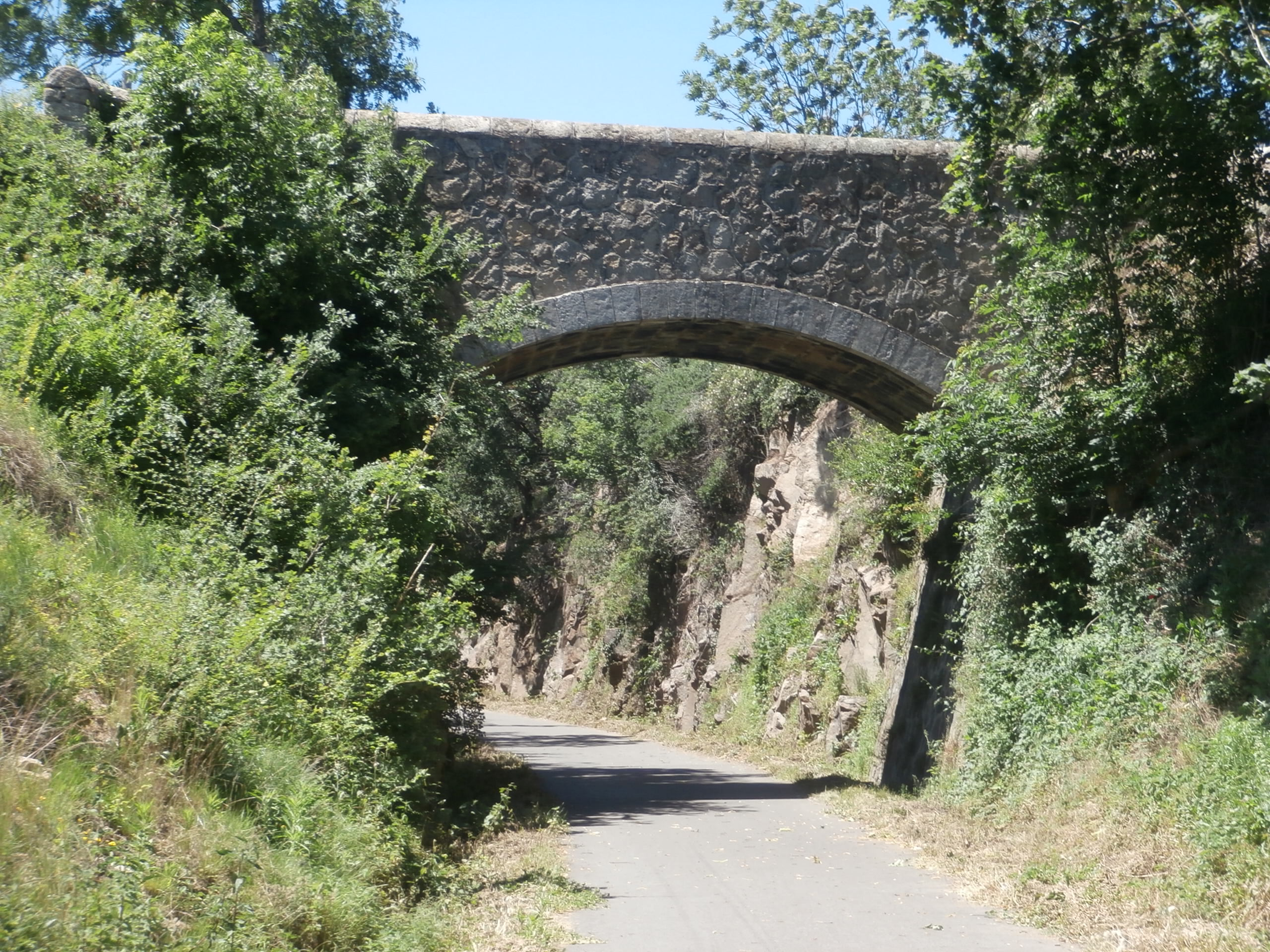
Via Fluvia à Annonay
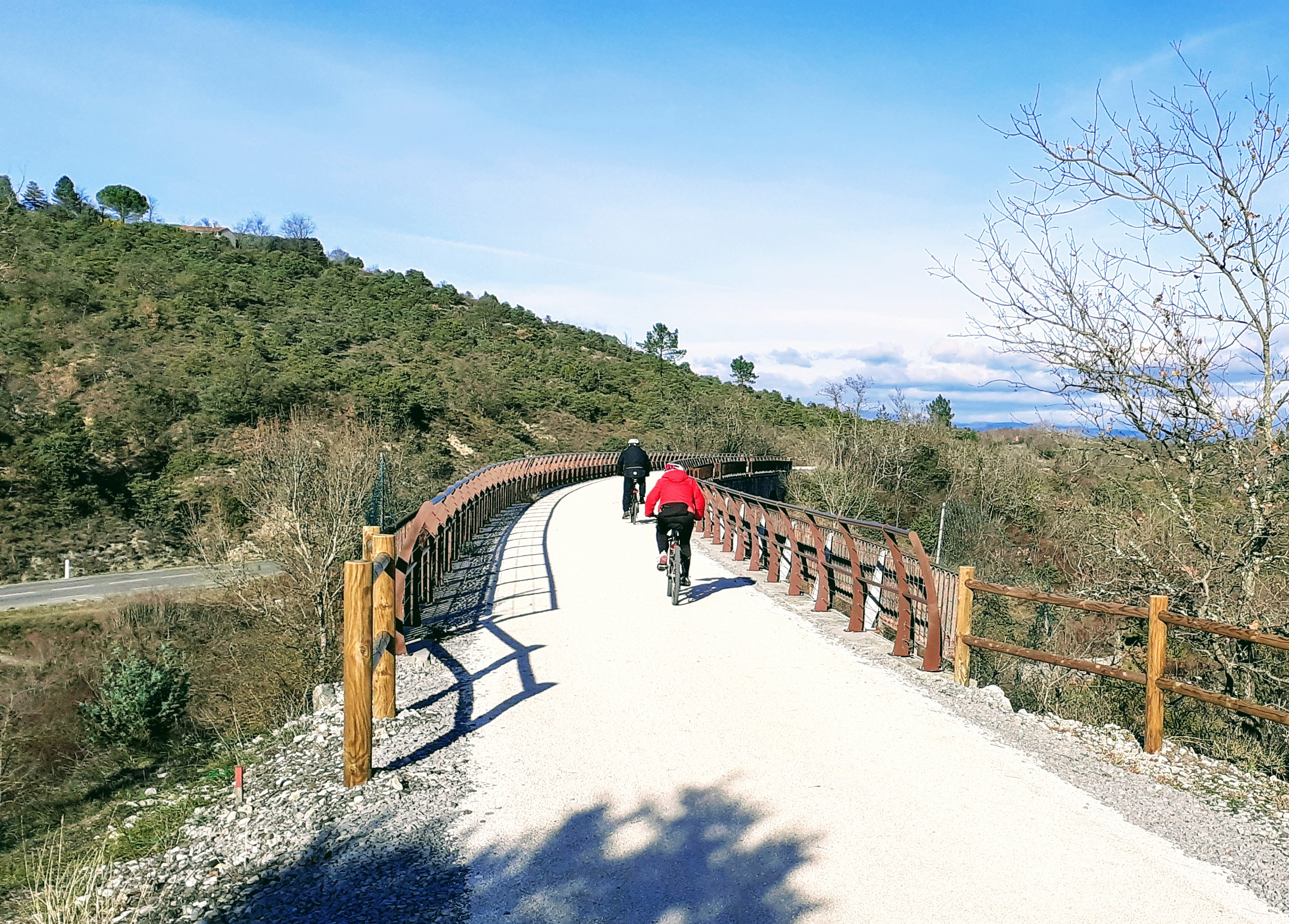
Via Ardèche sud Vogüé
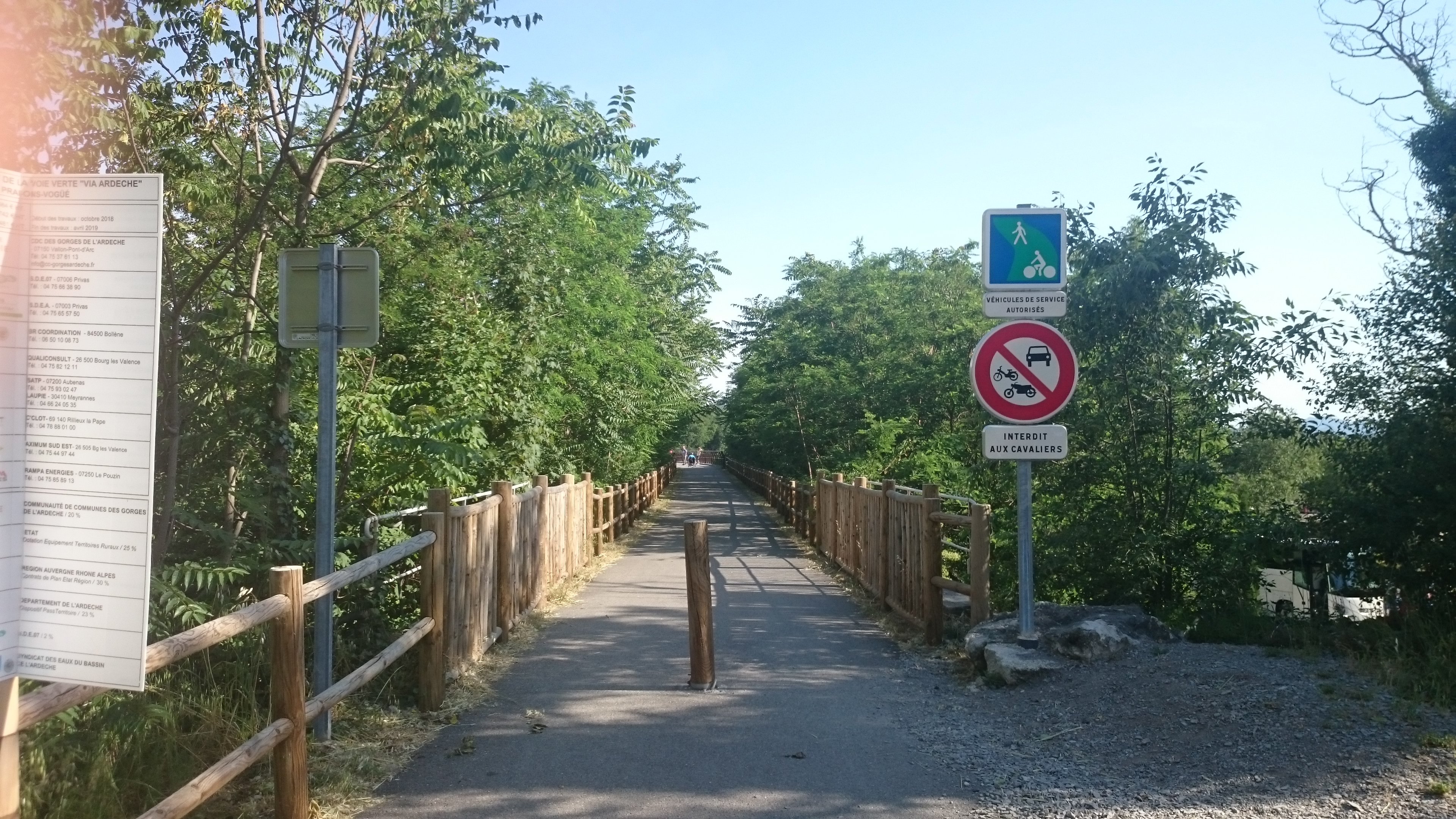
Viaduc de Vogüé

## Bourgogne-Franche-Comté

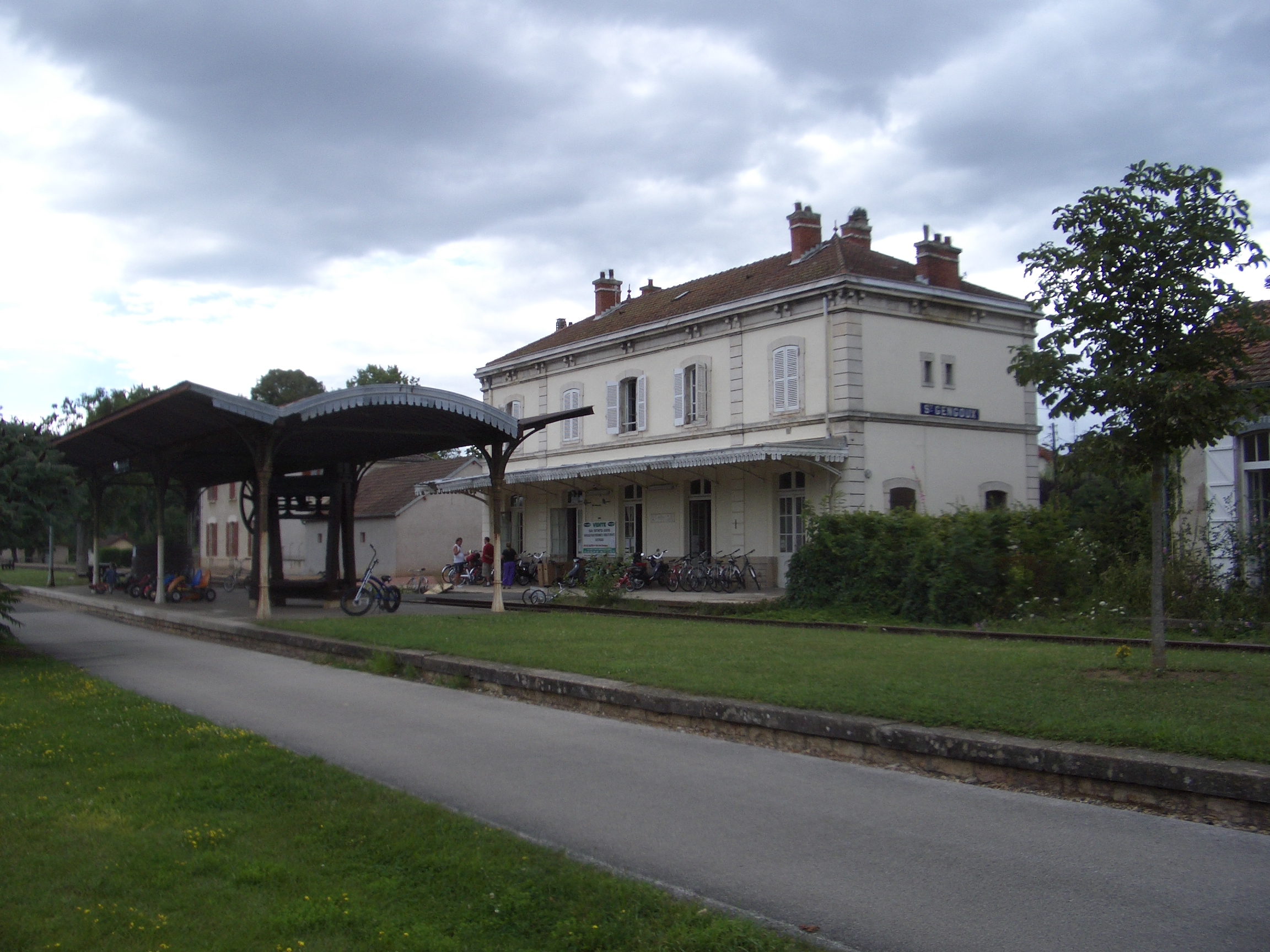
Gare de Saint-Gengoux sur la coulée verte de Bourgogne du sud
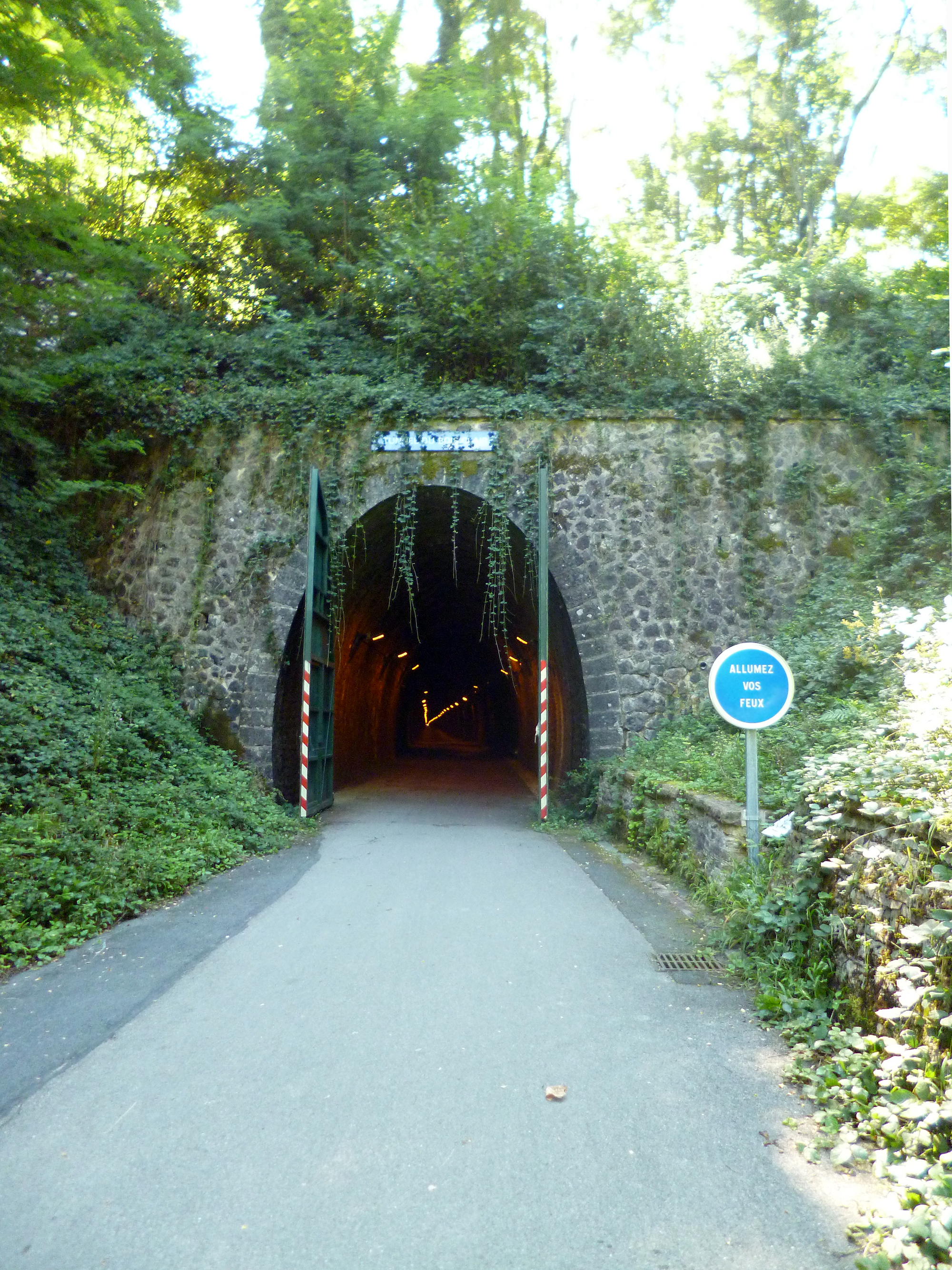
Tunnel du Bois Clair. Val Lamartinien
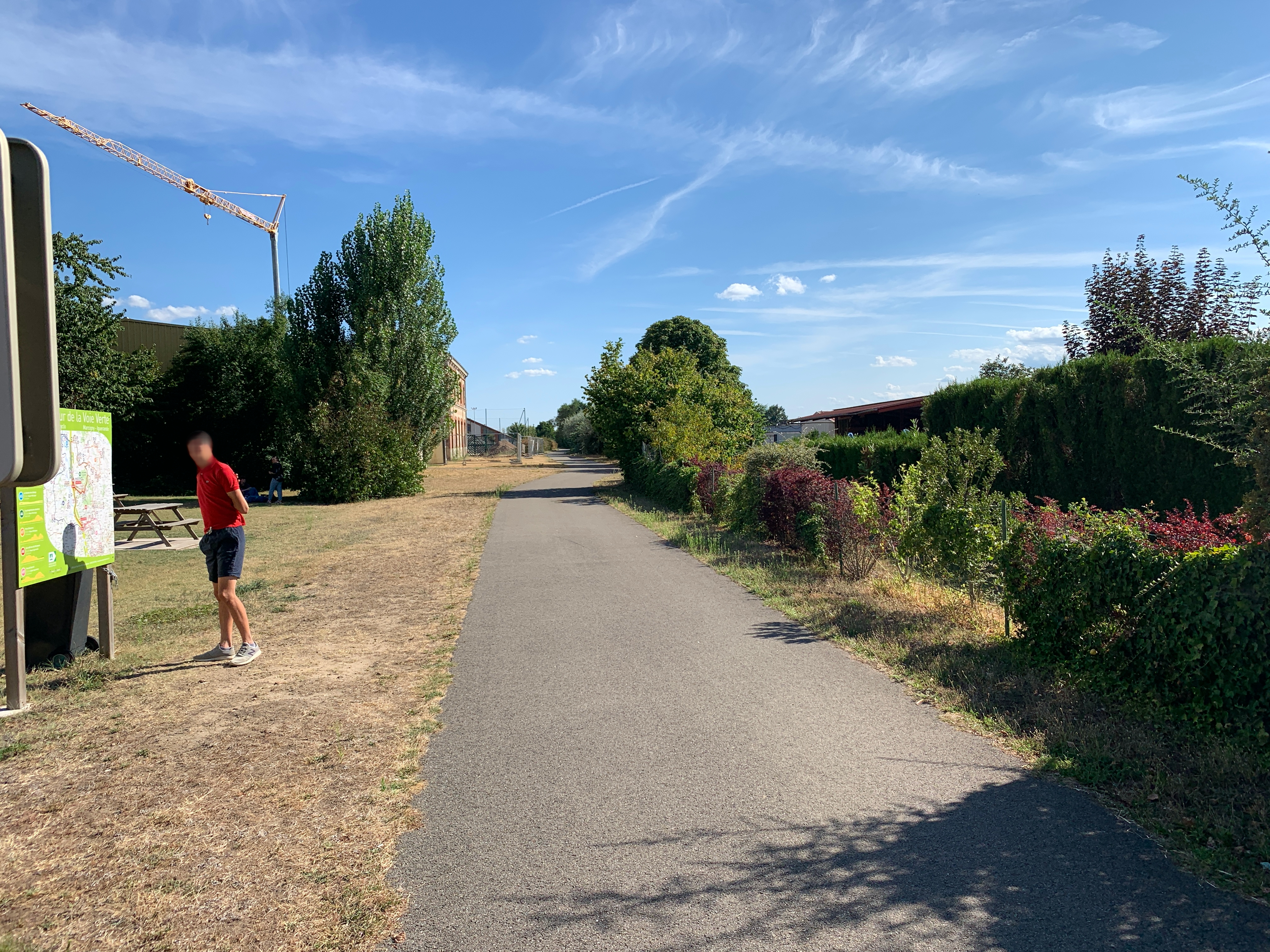
Voie verte de Paray-le-Monial à Roanne
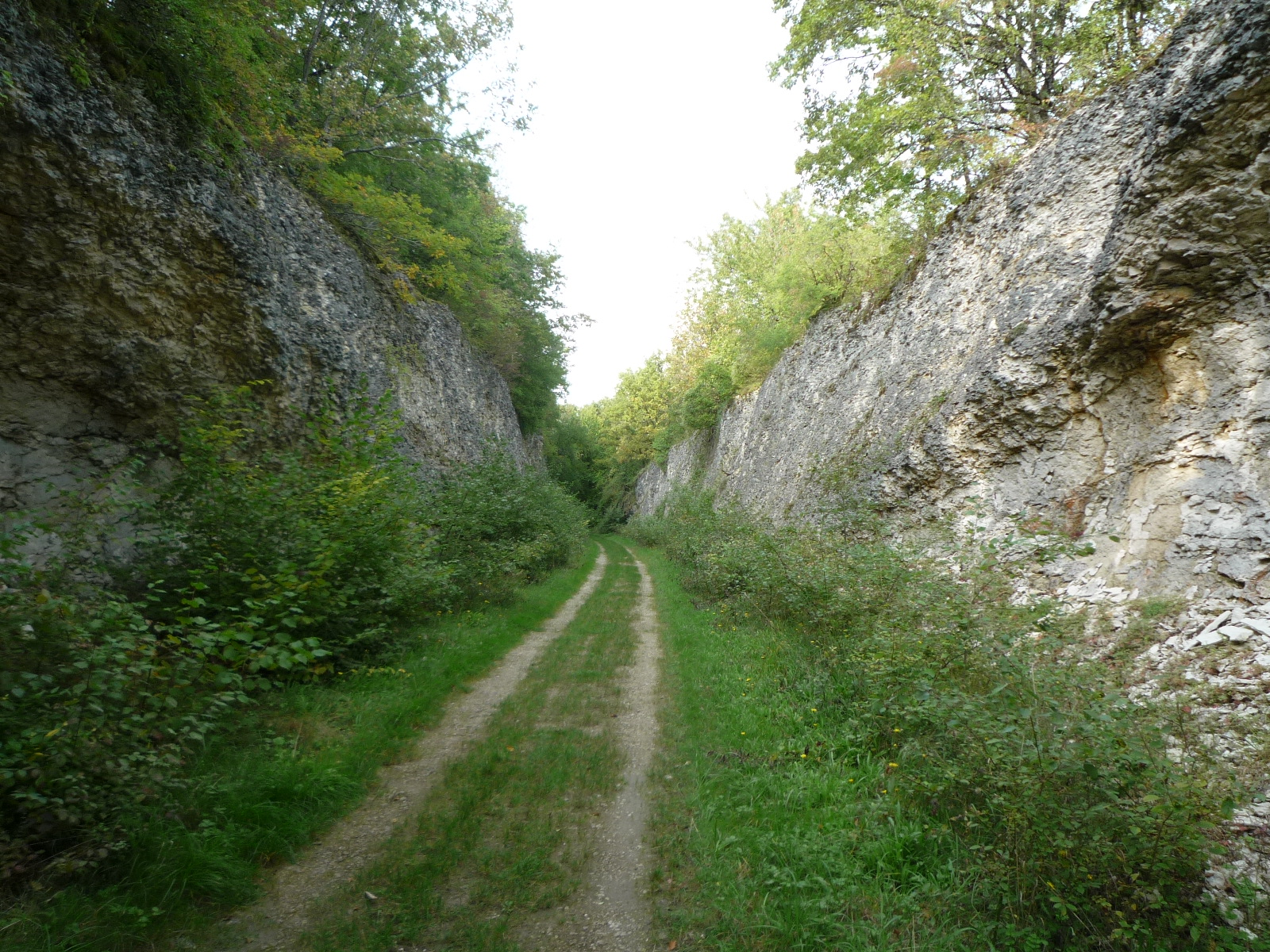
Ligne de Triguères à Surgy

| Ligne ferroviaire désaffectée                          | Nom de la voie ou du chemin                             | Localisation                                                   | Longueur | Surface      | Remarque |
| ------------------------------------------------------ | ------------------------------------------------------- | -------------------------------------------------------------- | -------- | ------------ | --- |
| Ligne de Clamecy à Gilly-sur-Loire                     | Voie verte des bords de Loire                           | de Bourbon-Lancy à Gilly-sur-Loire                             | 12 km    | enrobé       | |
| Ligne de Moulins à Mâcon                               | Voie verte du Val Lamartinien                           | de Cluny à Charnay-lès-Mâcon                                   | 19 km    | enrobé       | Reliée à la coulée verte de Bourgogne du sud, ensemble de Chalon à Mâcon. Tunnel du Bois-Clair fermé en hiver (contournement routier) |
| Ligne du Coteau à Montchanin                           |                                                         | De Paray-le-Monial à Roanne                                    | 53 km    | enrobé       | |
| Ligne d'Épinac à Pouillenay                            | Voie verte du Dinay                                     | De Thury à Épinac                                              | 5 km     | enrobé       | |
| Ligne d'Étang à Santenay (via Autun)                   | Voie verte de la Cosanne                                | de Santenay à Nolay                                            | 15 km    | enrobé       | |
| Ligne d'Étang à Santenay (via Autun)                   | Vélochemin de la Dracéenne                              | De Dracy-Saint-Loup à Épinac                                   | 19 km    | chemin       | |
| Ligne d'Étiveau à Montchanin                           | Chemin ferroviaire de la reculée culloise               | de Culles-les-Roches à Saint-Boil                              | 3 km     | chemin       | Relié à la coulée verte de Bourgogne du Sud                                                                                           |
| Ligne de Cluny à Chalon-sur-Saône                      | Coulée verte de Bourgogne du Sud                        | De Cluny à Chalon-sur-Saône                                    | 50 km    | enrobé lisse | Reliée à la voie verte du Val Lamartinien, ensemble de Chalon à Mâcon                                                                 |
| Ligne de Saint-Florentin - Vergigny à Monéteau - Gurgy |                                                         | De Gurgy à Pontigny                                            | 12 km    | chemin       | |
| Réseau de la Nièvre                                    | Ligne Corbigny-Saulieu                                  | d'Arleuf à La Petite Verrière                                  | 11 km    | stabilisé    | |
| Voie ferrée minière                                    | Piste cyclable des écluses sèches                       | La Machine                                                     | 6 km     | lisse        | |
| Ligne de Triguères à Surgy                             |                                                         | de Druyes-les-Belles-Fontaines à l'ancienne gare de Lain-Thury | 15 km    | chemin       | |
| CFD Réseau de l'Yonne                                  | Ligne de Laroche-Migennes à L'Isle d'Angély par Chablis | De Chablis à Môlay                                             | 15 km    | chemin       | |
| CFD Réseau de l'Yonne                                  | Ligne de Laroche-Migennes à L'Isle d'Angély par Chablis | De Noyers à Massangis                                          | 8 km     | chemin       | |
| Ligne de Besançon-Viotte à Vesoul                      | Le Chemin vert                                          | De Vesoul à Montbozon                                          | 30 km    | enrobé lisse | |
| Ligne de Besançon-Viotte à Vesoul                      | Voie verte de la vallée de l'Ognon                      | De Rigney à Devecey                                            | 12 km    | enrobé       | |
| Ligne de Chagny à Dole-Ville                           | Voie verte de la Bresse jurassienne                     | de Molay à Chaussin                                            | 10 km    | enrobé       | |
| Ligne de Chagny à Dole-Ville                           | Chemin de la Dheune                                     | De Corpeau à Saint-Loup-de-la-Salle                            | 10 km    | chemin       | |
| Ligne de Chagny à Dole-Ville                           | Chemin bressan                                          | De Authumes à Saint-Bonnet-en-Bresse                           | 12 km    | chemin       | |
| Ligne de Chagny à Dole-Ville                           | Chemin de la Dheune                                     | De Corpeau à Saint-Loup-de-la-Salle                            | 10 km    | chemin       | |
| Ligne de Champagnole à Lons-le-Saunier                 | Le chemin du tacot ou voie PLM                          | de Champagnole à Crotenay                                      | 7 km     | enrobé       | |
| Ligne de Champagnole à Lons-le-Saunier                 | Le chemin du tacot ou voie PLM                          | de Crotenay à Pont-du-Navoy                                    | 3 km     | stabilisé    | |
| Ligne de Champagnole à Lons-le-Saunier                 | Le chemin du tacot ou voie PLM                          | de Châtillon (Jura) à Perrigny                                 | 15 km    | stabilisé    | Nombreux tunnels dont un passage en escalier                                                                                          |
| Ligne de Chaugey à Lons-le-Saunier                     | Voie verte de la Bresse jurassienne                     | de Chaumergy à Commenailles                                    | 40 km    | enrobé       | Prolongement projeté jusqu'à Lons-le-Saunier par Courlans                                                                             |
| Ligne de Dole-Ville à Poligny                          | Voie verte Jules Grévy                                  | de Dole à Mont-sous-Vaudrey                                    | 19 km    | enrobé       | |
| Ligne de Chalon-sur-Saône à Bourg-en-Bresse            | Voie verte de la traverse de Bresse en Revermont        | de Saint-Trivier-de-Courtes à Viriat                           | 17 km    | enrobé       | |
| Ligne de Pontarlier à Gilley                           | Le chemin du train                                      | de Pontarlier à Gilley                                         | 20 km    | enrobé       | |
| Ligne de Montbozon à Lure                              |                                                         | de Lure à Fontenois-lès-Montbozon                              | 21 km    | enrobé       | dont 5 km en projet en 2022 |
| Ligne de L'Hôpital-du-Grosbois à Lods                  | Voie verte d’Ornans au plateau du Doubs                 | de L'Hôpital-du-Grosbois à Bonnevaux-le-Prieuré                | 8 km     | stabilisé    | |
| Ligne de L'Hôpital-du-Grosbois à Lods                  | Voie verte d’Ornans au plateau du Doubs                 | de Bonnevaux-le-Prieuré à Ornans                               | 4 km     | enrobé       | se prolonge de 4 km jusqu'à Vuillafans sur petite route très tranquille                                                               |
| Ligne de Mouchard à Salins-les-Bains                   | Voie des salines                                        | Salins-les-Bains                                               | 3 km     | enrobé       | |
| Ligne de Montagney à Miserey                           | Voie verte de Marnay à Emagny                           | De Marnay à Émagny                                             | 7 km     | stabilisé    | |
| Ligne de Montbéliard à Morvillars                      | Piste cyclable des bois Daslois                         | de Montbéliard à Fesches-le-Châtel                             | 14 km    | enrobé       | |
| Ligne de Saint-Germain-du-Plain à Lons-le-Saunier      | La voie bressanne                                       | de Lons-le-Saunier à Courlaoux                                 | 8 km     | stabilisé    | |
| Ligne de Saint-Germain-du-Plain à Lons-le-Saunier      | La voie bressanne                                       | de Courlaoux à Louhans                                         | 20 km    | enrobé       | |
| Ligne de Saint-Germain-du-Plain à Lons-le-Saunier      | La voie bressanne                                       | de Louhans à Montret                                           | 7 km     | stabilisé    | |
| Ligne de Saint-Germain-du-Plain à Lons-le-Saunier      | La voie bressanne                                       | de Saint-Étienne-en-Bresse à Saint-Germain-du-Plain            | 5 km     | stabilisé    | |
| Ligne de Chalon-sur-Saône à Bourg-en-Bresse            | La voie bressanne                                       | de Saint-Germain-du-Plain à Épervans                           | 11 km    | stabilisé    | |
| Ligne de Vaivre à Gray                                 | La trace du Courlis                                     | Vaivre-et-Montoille                                            | 3 km     | enrobé       | |

| Enrobé | Stabilisé | Chemin | Total  |
| ------ | --------- | ------ | ------ |
| 380 km | 75 km     | 104 km | 159 km |

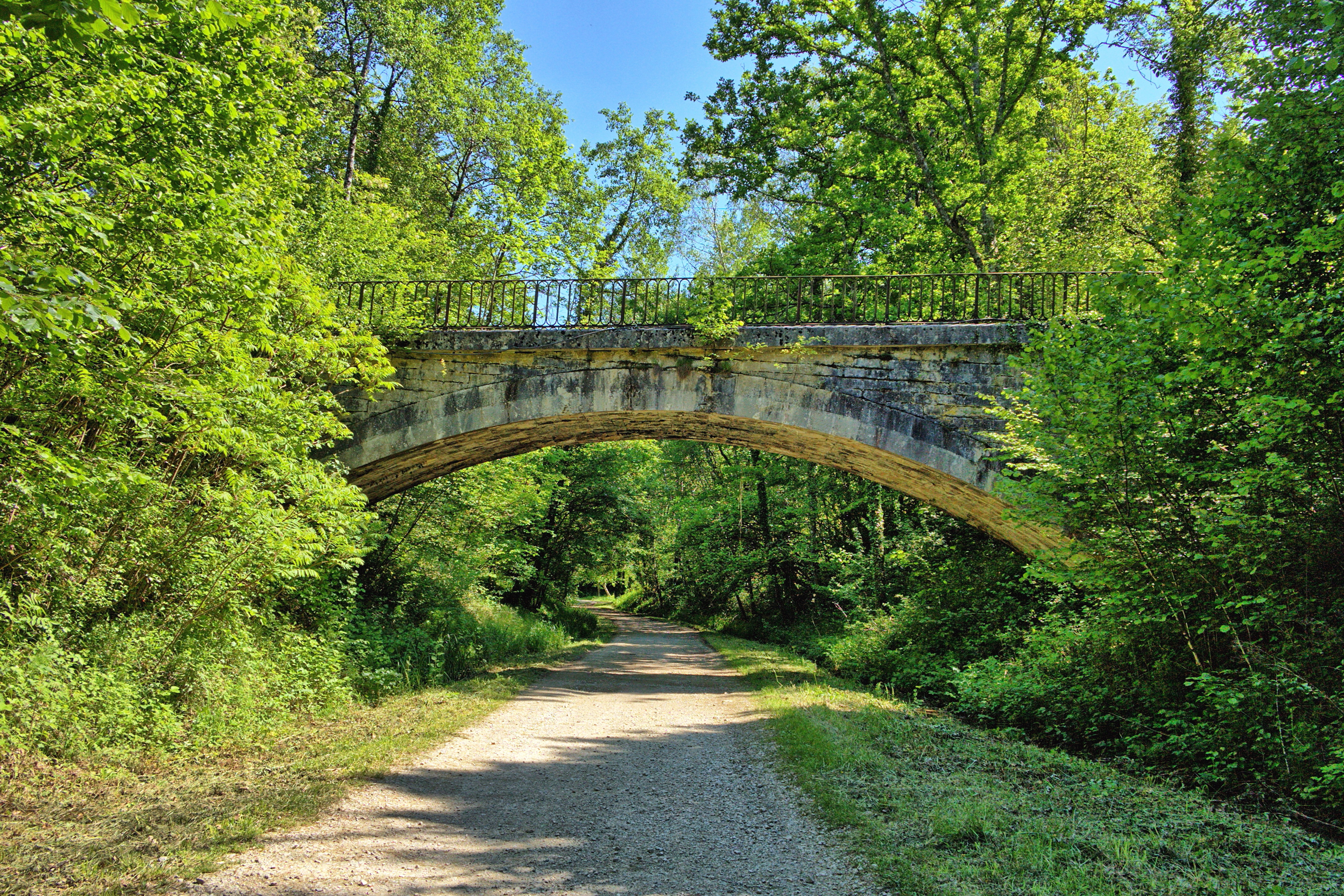
Voie verte d’Ornans au plateau du Doubs
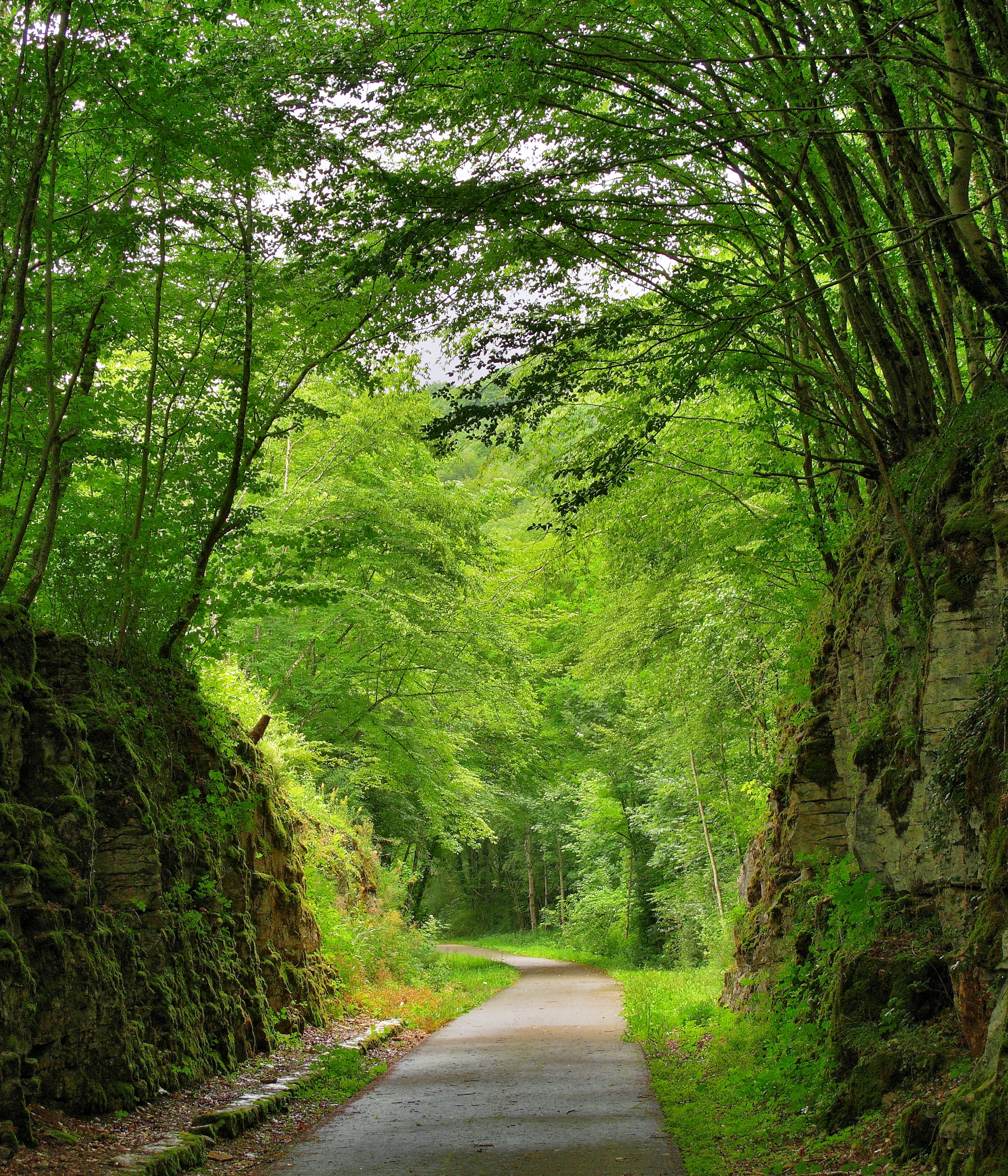
Voie verte d’Ornans au plateau du Doubs
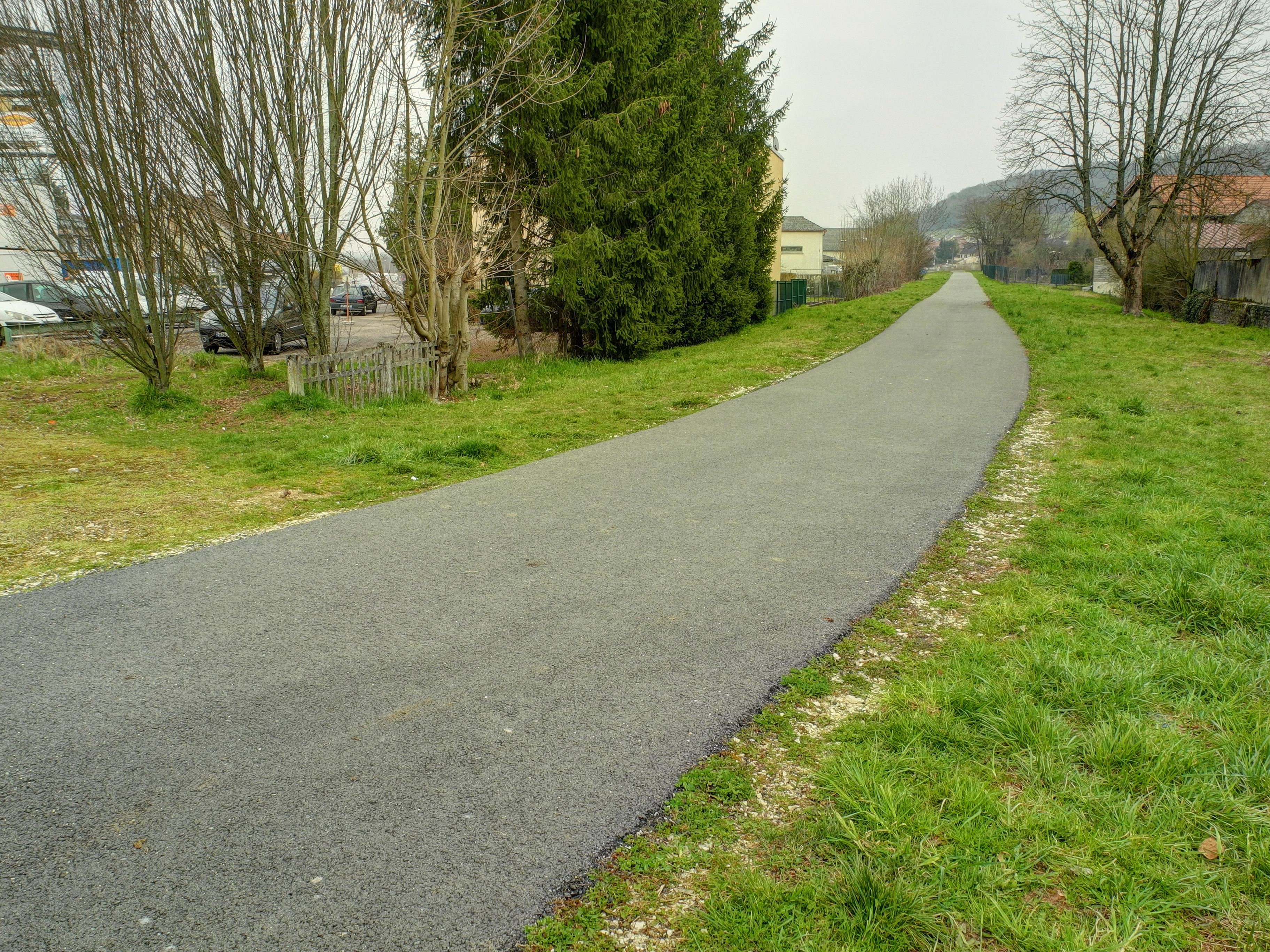
Le Chemin vert près de Vesoul
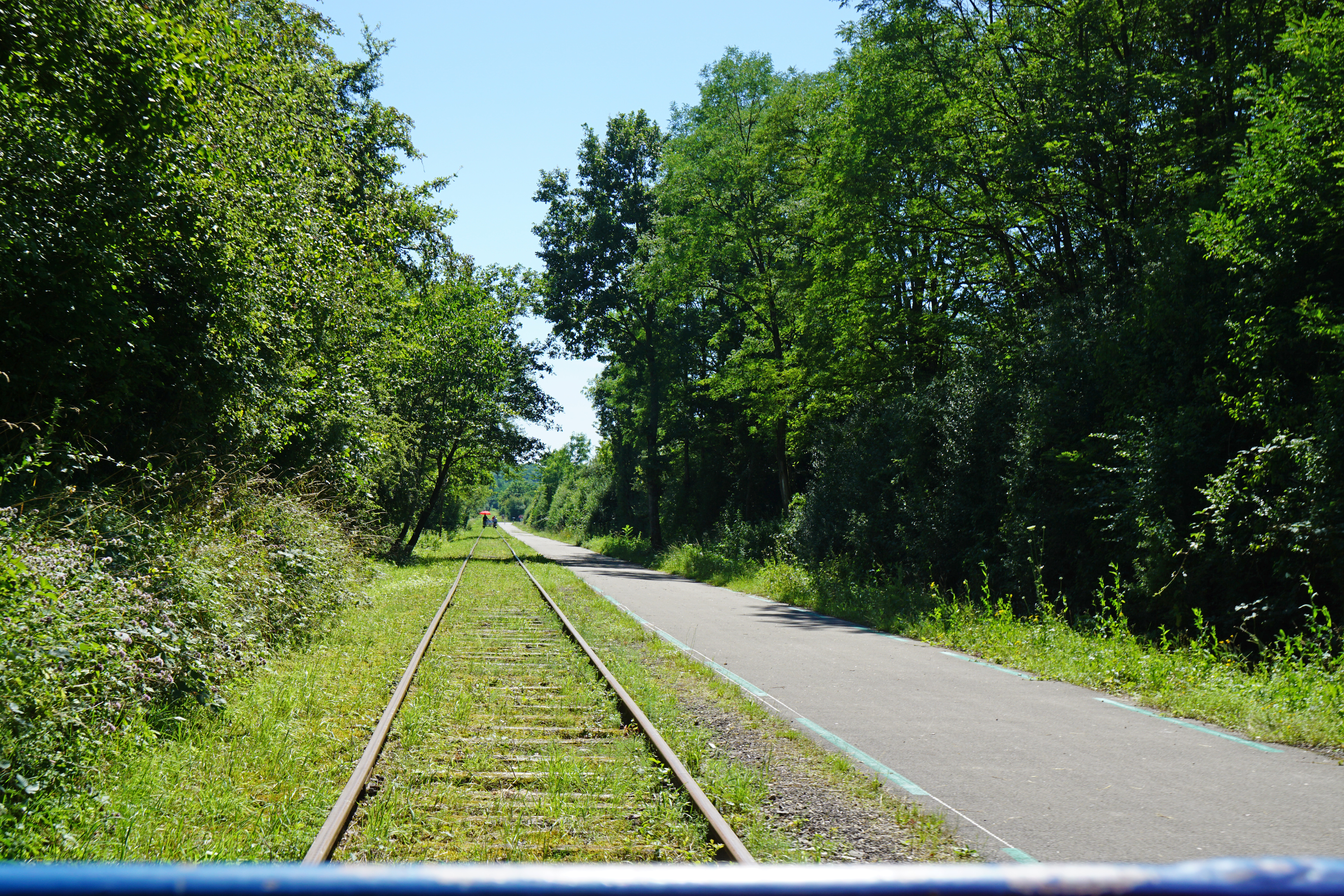
La trace du Courlis

## Bretagne

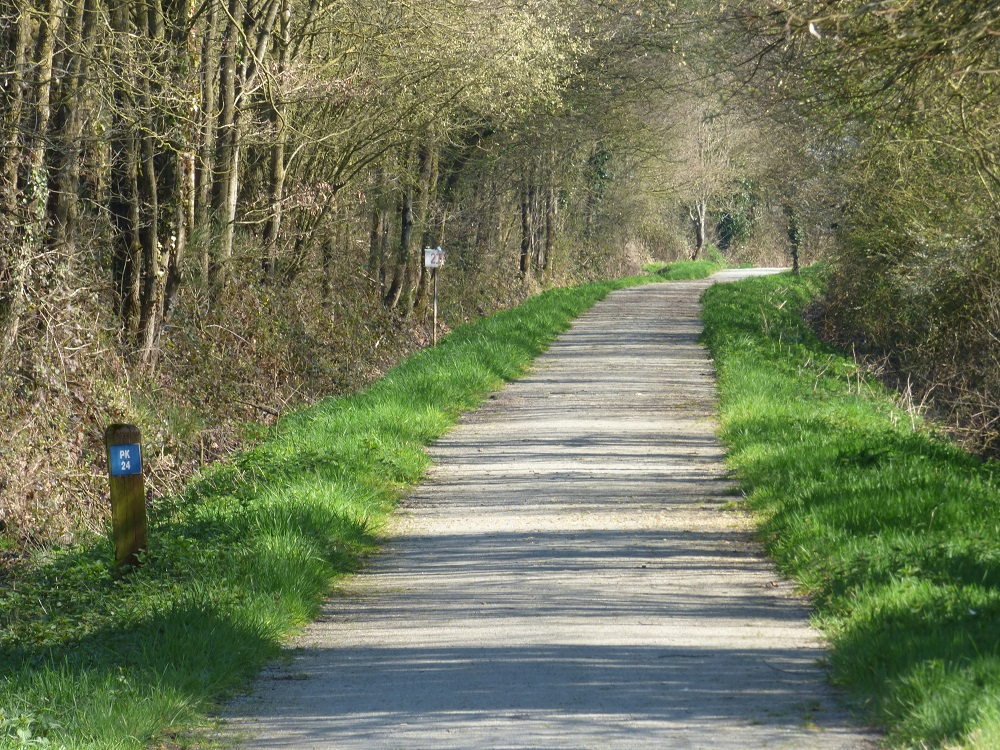
Voie verte Vitré-Moutiers
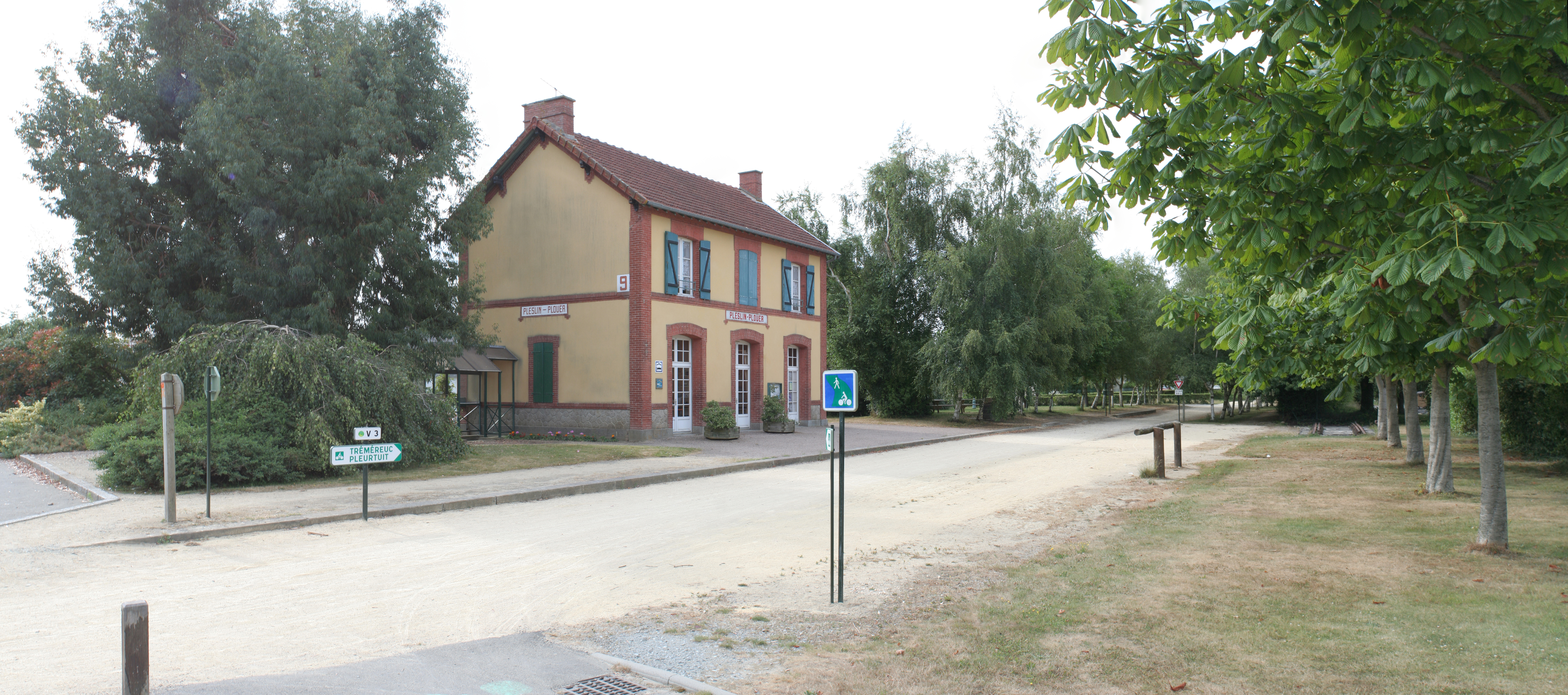
Voie verte Dinard-Saint-Samson
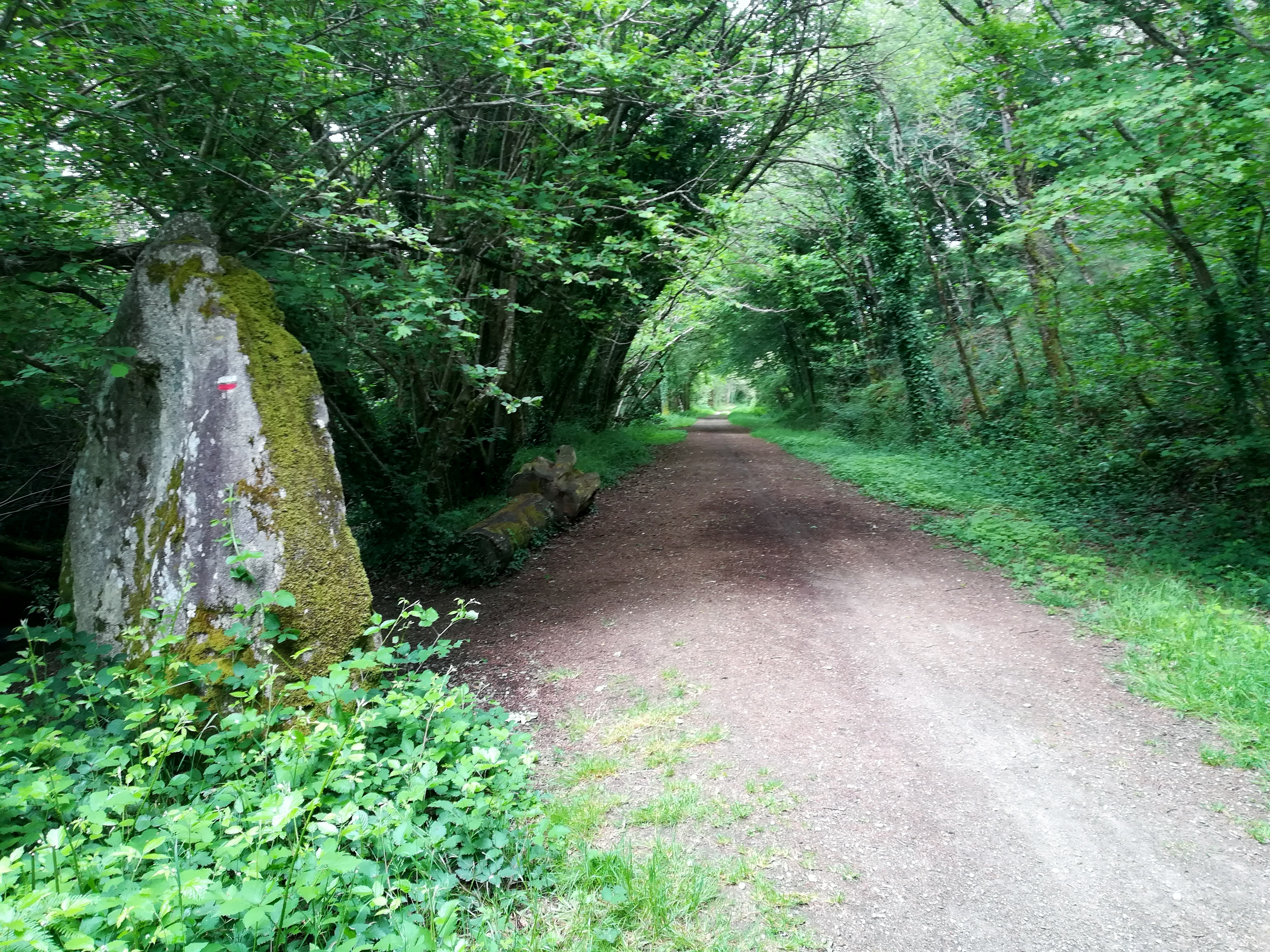
Voie verte Quimper-Pont-L’Abbé
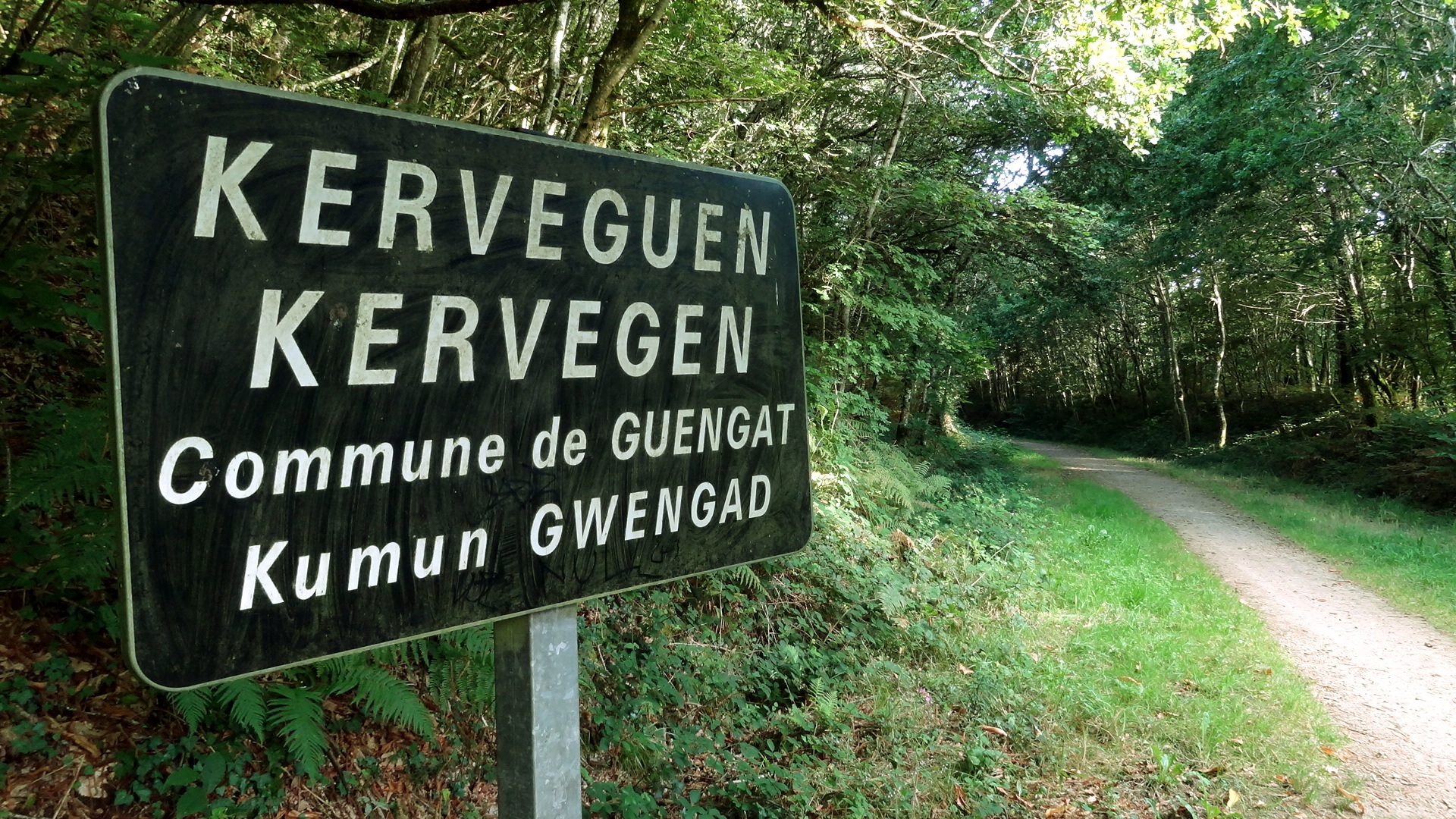
Panneau bilingue sur voie verte Guengat-Douarnemez

| Ligne ferroviaire désaffectée                 | Nom de la voie ou du chemin                         | Localisation                                       | Longueur | Surface   | Remarque                                                       |
| --------------------------------------------- | --------------------------------------------------- | -------------------------------------------------- | -------- | --------- | -------------------------------------------------------------- |
| Ligne de Châteaubriant à Ploërmel             | Voie verte de Rougé à Messac                        | de Rougé à Bain-de-Bretagne                        | 14 km    | stabilisé | quelques interruptions contournées par voie verte sur sentiers |
| Ligne de Châteaubriant à Ploërmel             | Voie verte du Guerchais                             | de Messac à Ploërmel                               | 48 km    | stabilisé |                                                                |
| Ligne de Dinan à Dinard-Saint-Énogat          | Voie verte de la Rance                              | de Dinan à Dinard                                  | 21 km    | stabilisé |                                                                |
| Ligne de La Brohinière à Dinan                | Voie verte du Hac                                   | de Trévron à Médréac                               | 18 km    | stabilisé |                                                                |
| Ligne de Martigné-Ferchaud à Vitré            |                                                     | de Vitré à Moutiers                                | 19 km    | stabilisé |                                                                |
| Ligne de Questembert à Ploërmel               | Voie verte Mauron Questembert                       | de Mauron à Questembert                            | 33 km    | enrobé    |                                                                |
| Ligne de Quimper à Douarnenez - Tréboul       |                                                     | de Douarnenez à Guengat                            | 18 km    | stabilisé |                                                                |
| Ligne de Quimper à Pont-l’Abbé                |                                                     | De Plufguffan à Plonéour-Lanvern                   | 11 km    | stabilisé |                                                                |
| Ligne de Quimperlé à Concarneau               | Chemin du pays de Pont-Aven                         | De Moëlan-sur-Mer à Concarneau                     | 29 km    | chemin    |                                                                |
| Ligne de Saint-Hilaire-du-Harcouët à Fougères | Voie verte du Sud Manche                            | de la La Selle-en-Luitré aux Loges-Marchis         | 27 km    | stabilisé |                                                                |
| Ligne de Vitré à Pontorson                    | Voie verte du Coglais                               | de Saint-Ouen-la-Rouërie à Saint-Germain-en-Coglès | 27 km    | stabilisé |                                                                |
| Ligne de Vitré à Pontorson                    |                                                     | de Fougères à Vitré                                | 28 km    | stabilisé |                                                                |
| Réseau breton                                 | Voie verte du petit train                           | De Carhaix-Gouarec à Mûr-de-Bretagne               | 52 km    | stabilisé |                                                                |
| Réseau breton                                 | Voie verte du petit train                           | De Mûr-de-Bretagne à Saint-Méen-le-Grand           | 76 km    | stabilisé |                                                                |
| Réseau breton                                 | Ligne de Carhaix à Rosporden                        | de Carhaix à Rosporden                             | 51 km    | stabilisé |                                                                |
| Réseau breton                                 | Ligne de Morlaix à Carhaix                          | Morlaix à Carhaix                                  | 49 km    | stabilisé |                                                                |
| Réseau breton                                 | Ligne de Châteaulin à Carhaix                       | de Châteaulin à Châteauneuf-du-Faou                | 24 km    | chemin    |                                                                |
| Réseau breton                                 | Ligne de Châteaulin à Camaret                       | est de Crozon                                      | 4 km     | enrobé    | projet de prolongement jusqu'à Châteaulin                      |
| Réseau breton                                 | Ligne de Châteaulin à Camaret                       | ouest de Crozon                                    | 3 km     | stabilisé | projet de prolongement jusqu'à Camaret                         |
| Chemins de fer départementaux du Finistère    | Ligne d'Audierne à Douarnenez. Voie verte du Youtar | d'Audierne à Beuzec                                | 12 km    | stabilisé |                                                                |
| Ligne de Rosporden à Concarneau               |                                                     | de Rosporden à Concarneau                          | 16 km    | stabilisé |                                                                |
| Chemins de fer des Côtes-du-Nord              | Ligne Guingamp-Saint-Nicolas                        | De Lanrivain à Saint-Nicolas-du-Pelem              | 9 km     | chemin    |                                                                |
| Chemins de fer du Morbihan                    | Chemin ferroviaire du Tarun                         | De Plumelin à Languidic                            | 16 km    | chemin    |                                                                |
| Chemins de fer du Morbihan                    |                                                     | De Ploërmel à Locminé par Guégon                   | 29 km    | chemin    |                                                                |
| Embranchement minier                          |                                                     | De Lorient à Ploërmeur                             | 10 km    | chemin    |                                                                |

| Enrobé | Stabilisé | Chemin | Total  |
| ------ | --------- | ------ | ------ |
| 37 km  | 490 km    | 117 km | 644 km |

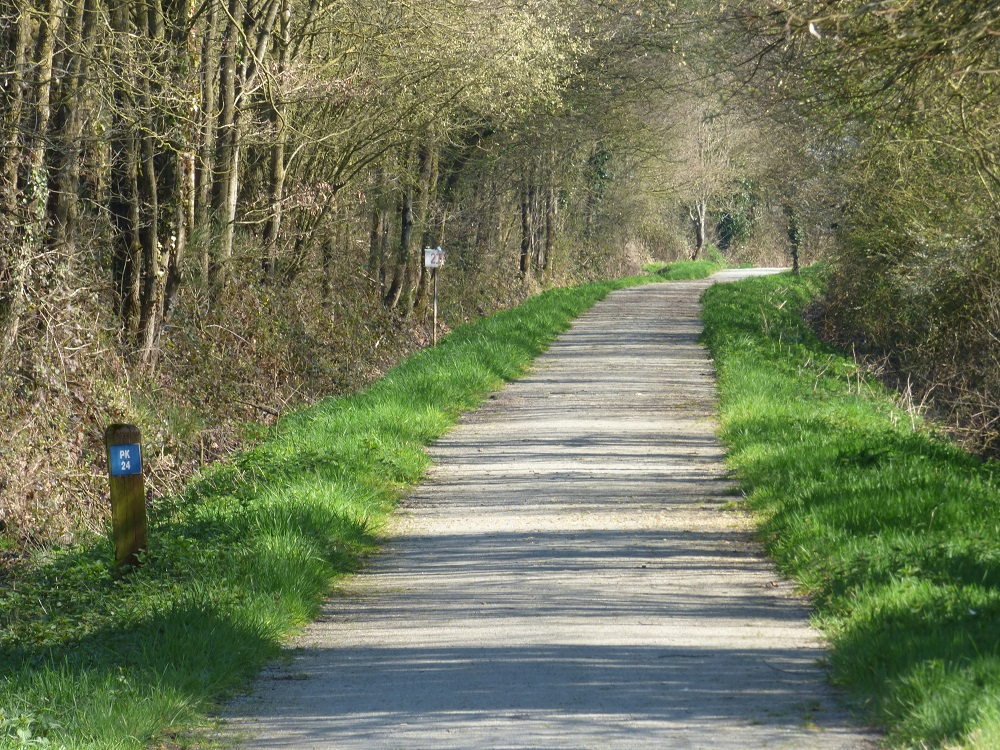
Voie verte Vitré-Moutiers
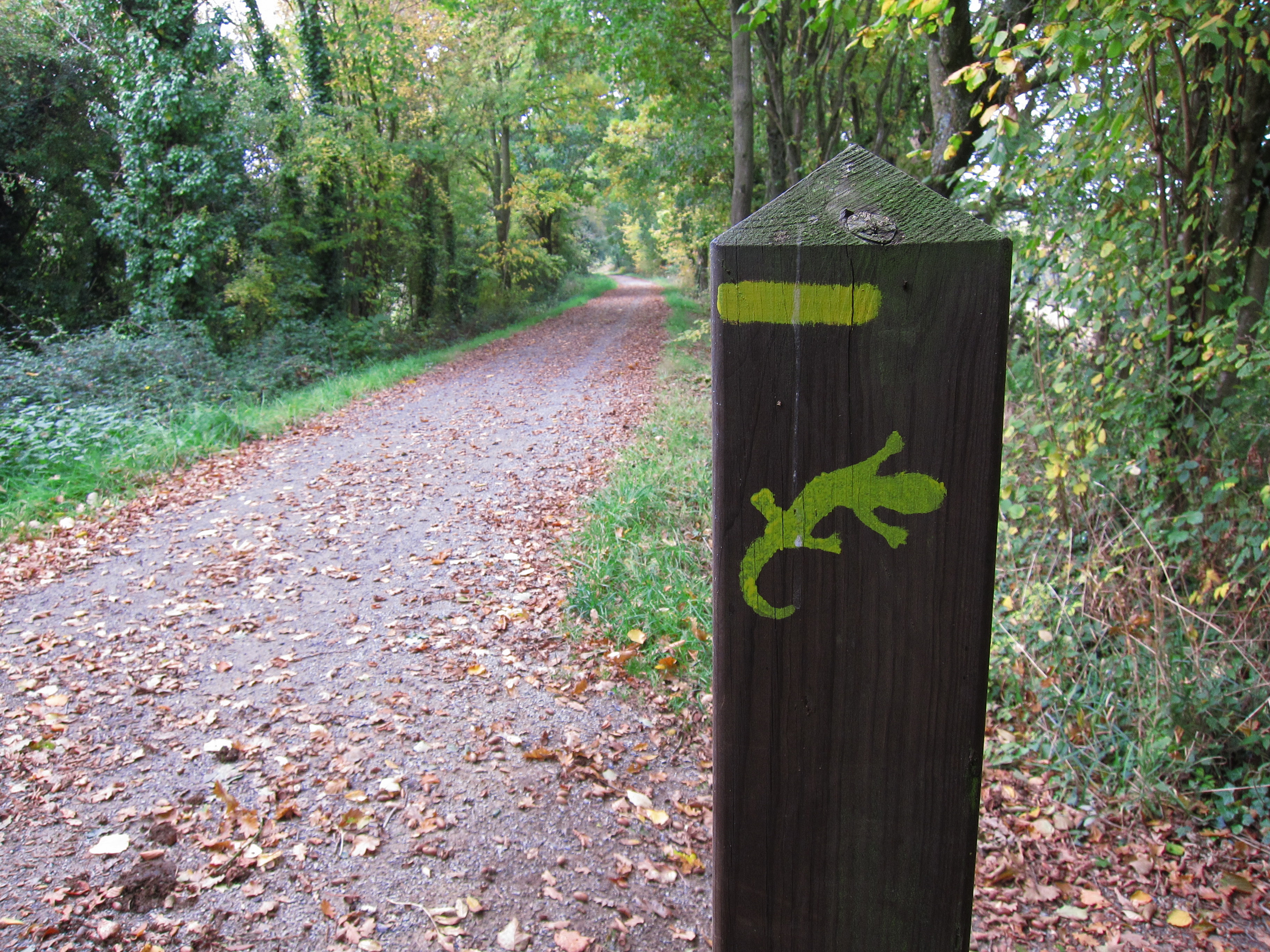
Voie verte Vitré-Moutiers
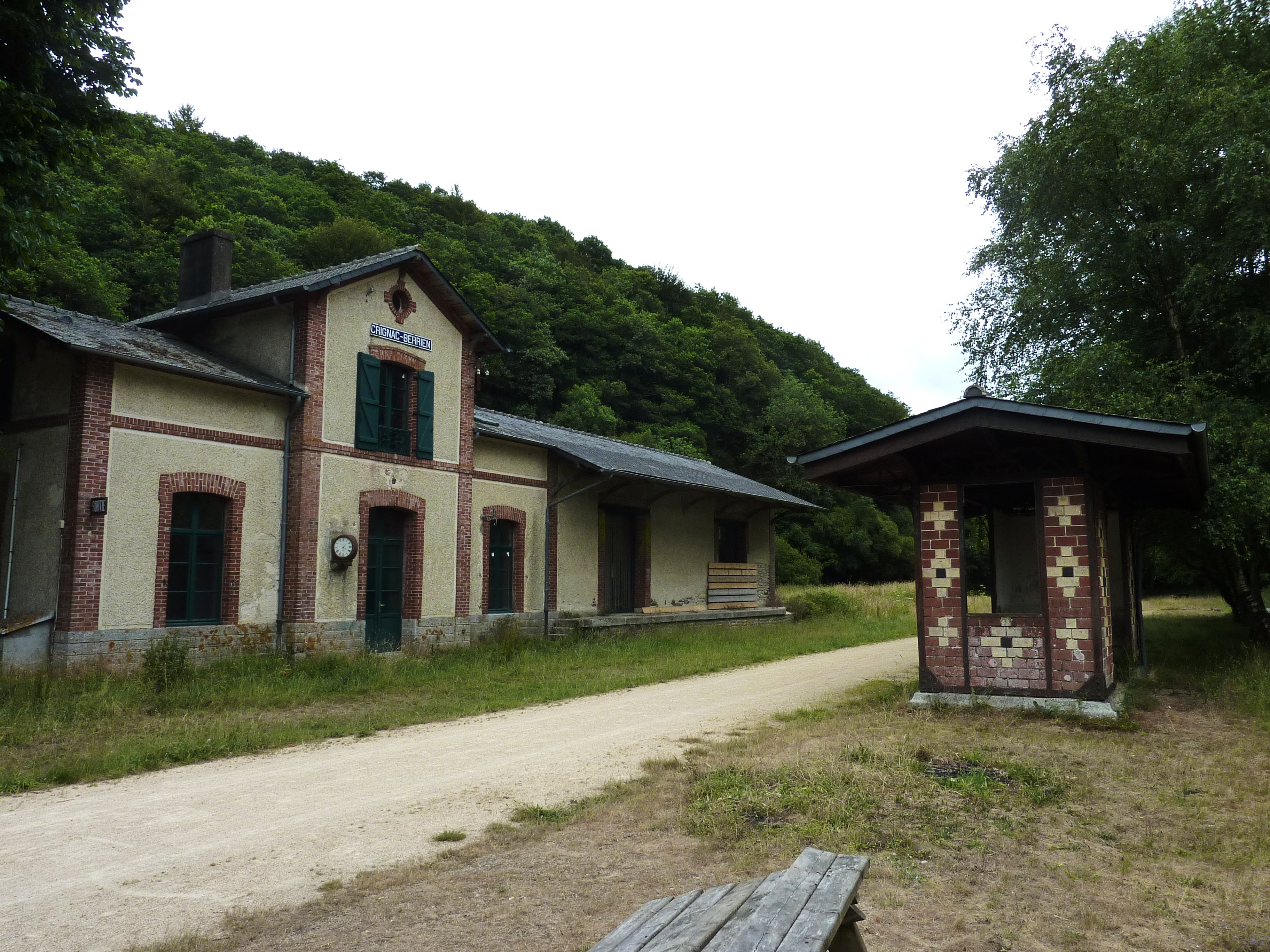
Gare de Berrien-Scrignac. Voie verte Morlaix-Carhaix
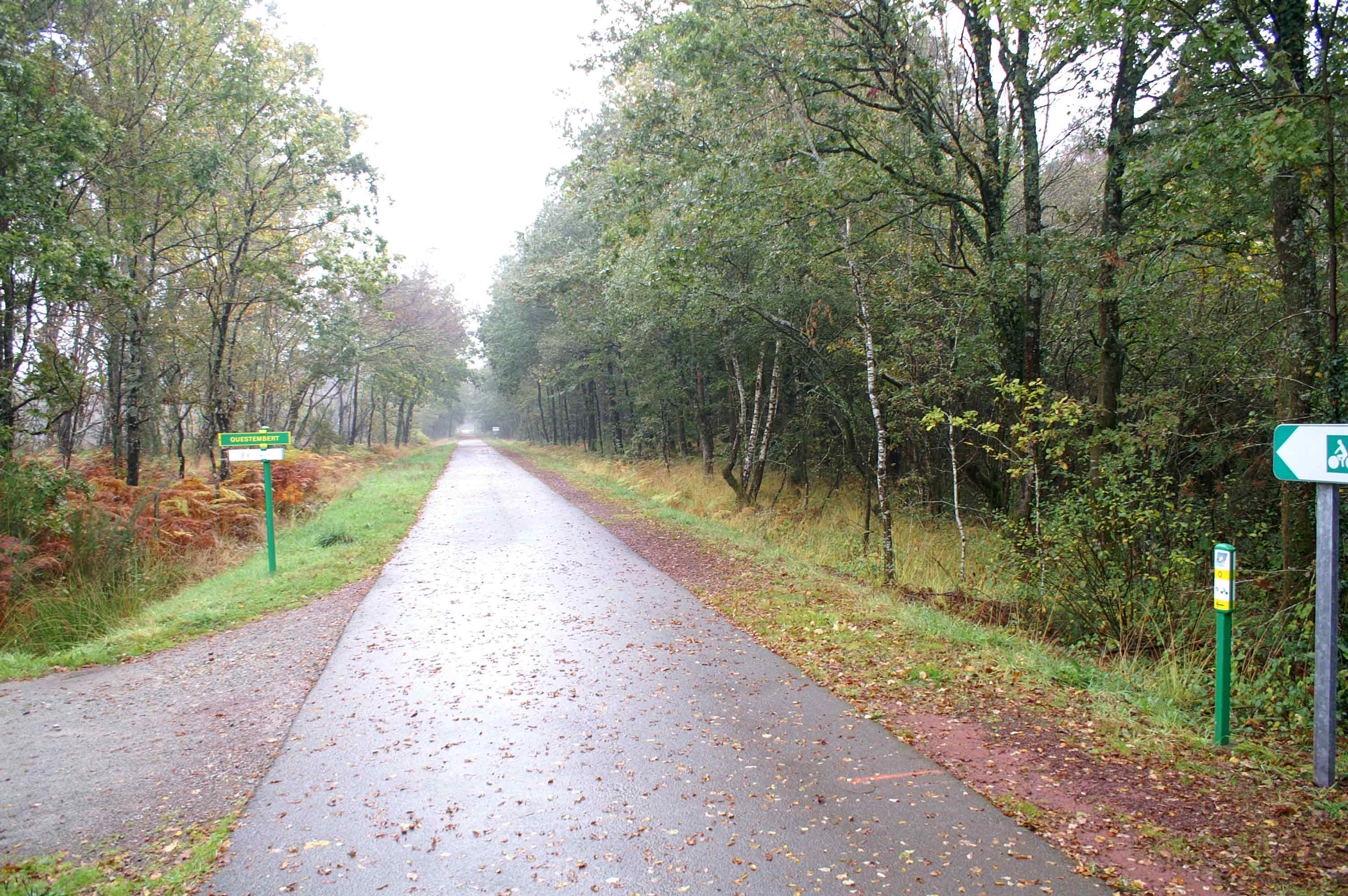
Départ de la voie verte  Questembert-Ploermel
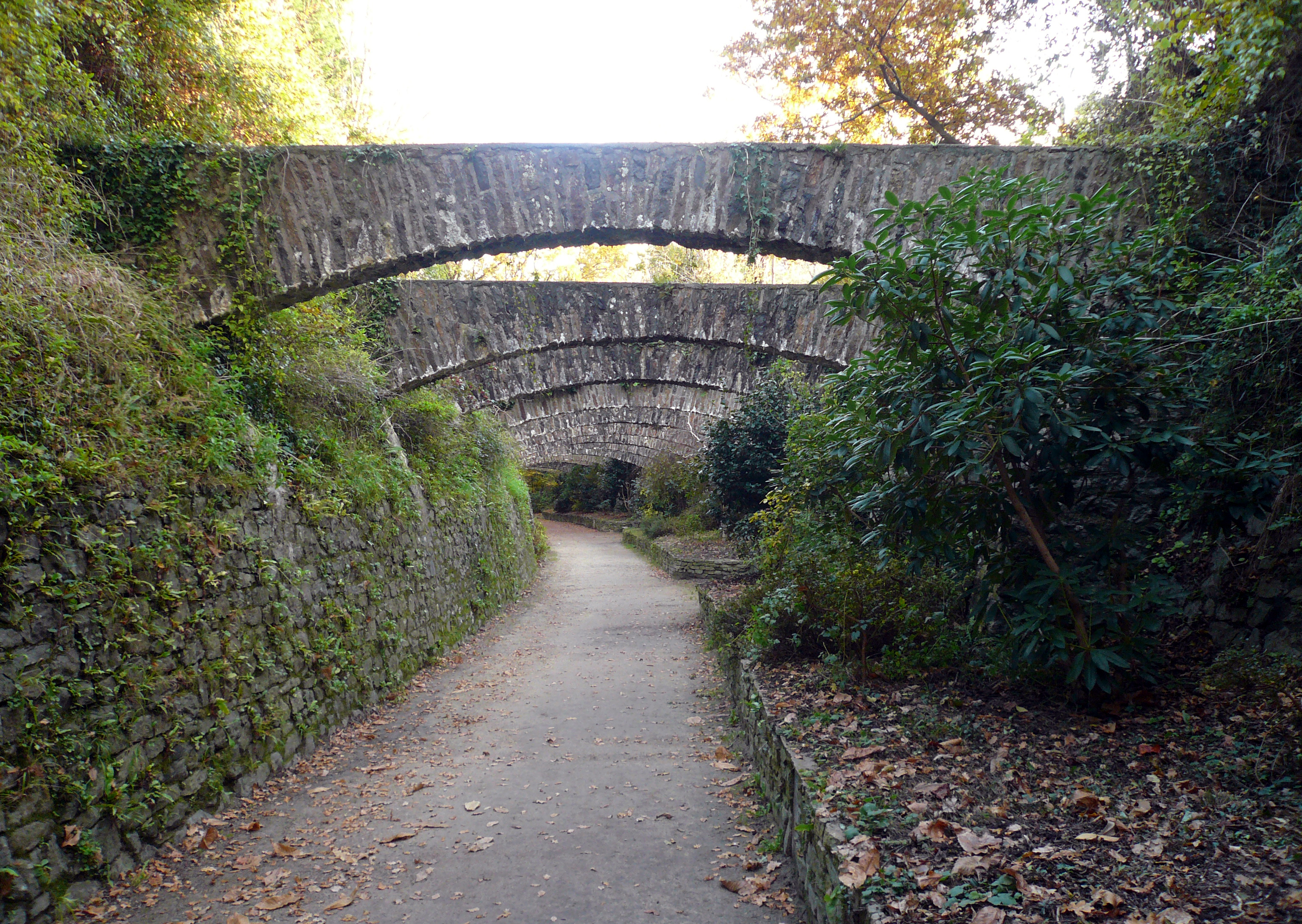
Voie verte de Concarneau

## Centre-Val de Loire

Voie verte des Vallées
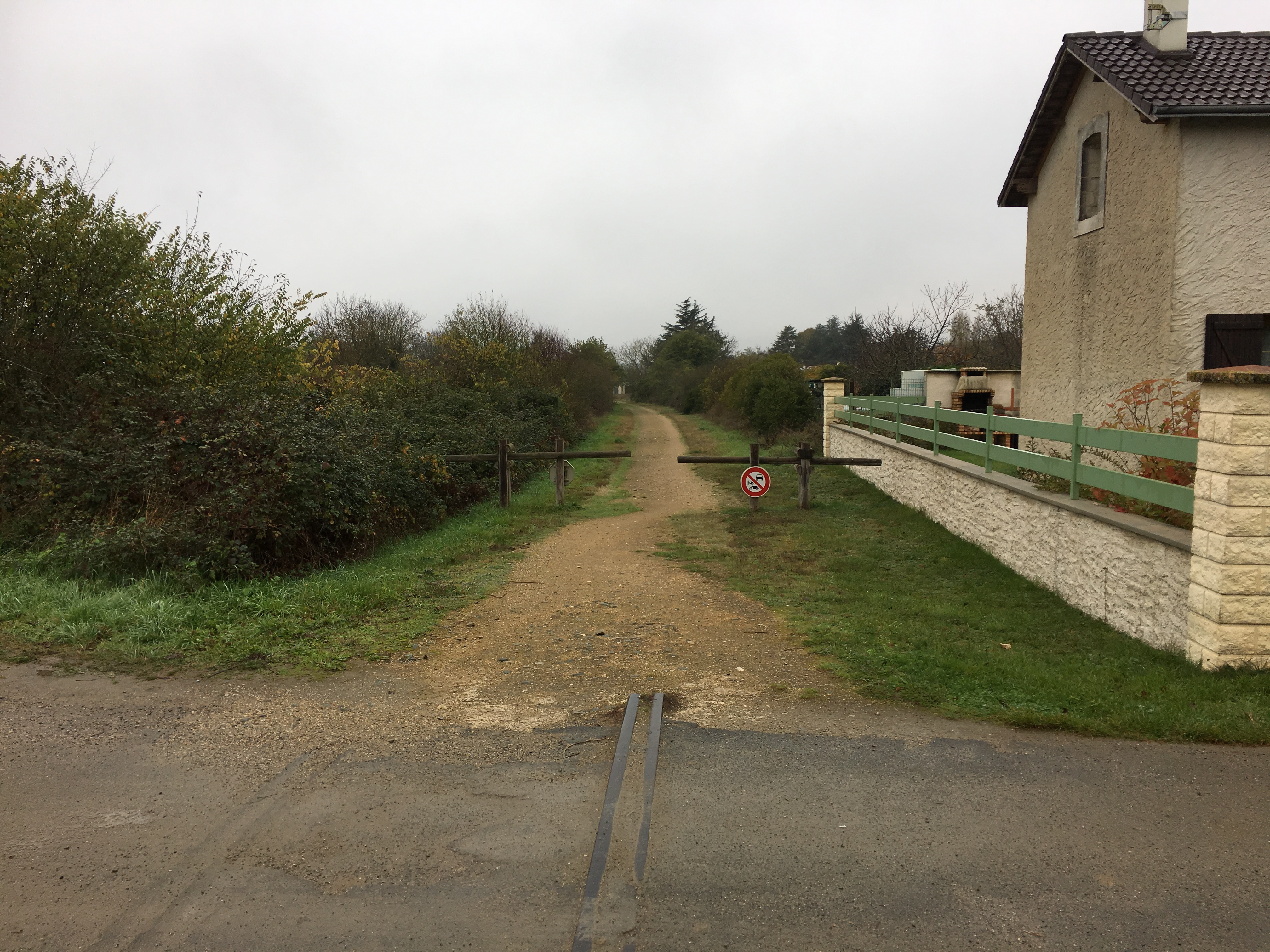
Thenay
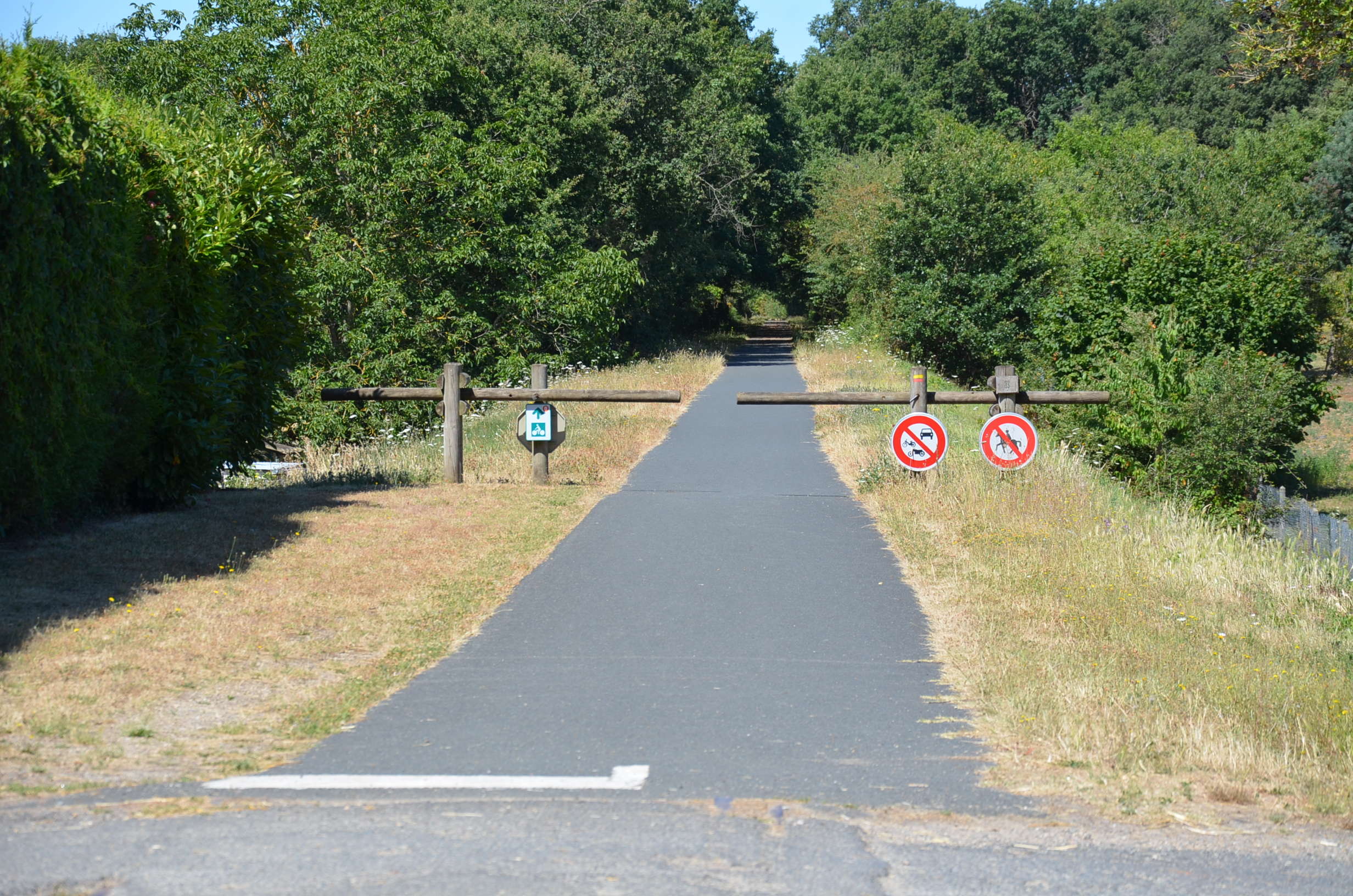
entre Ruffec et Le Blanc
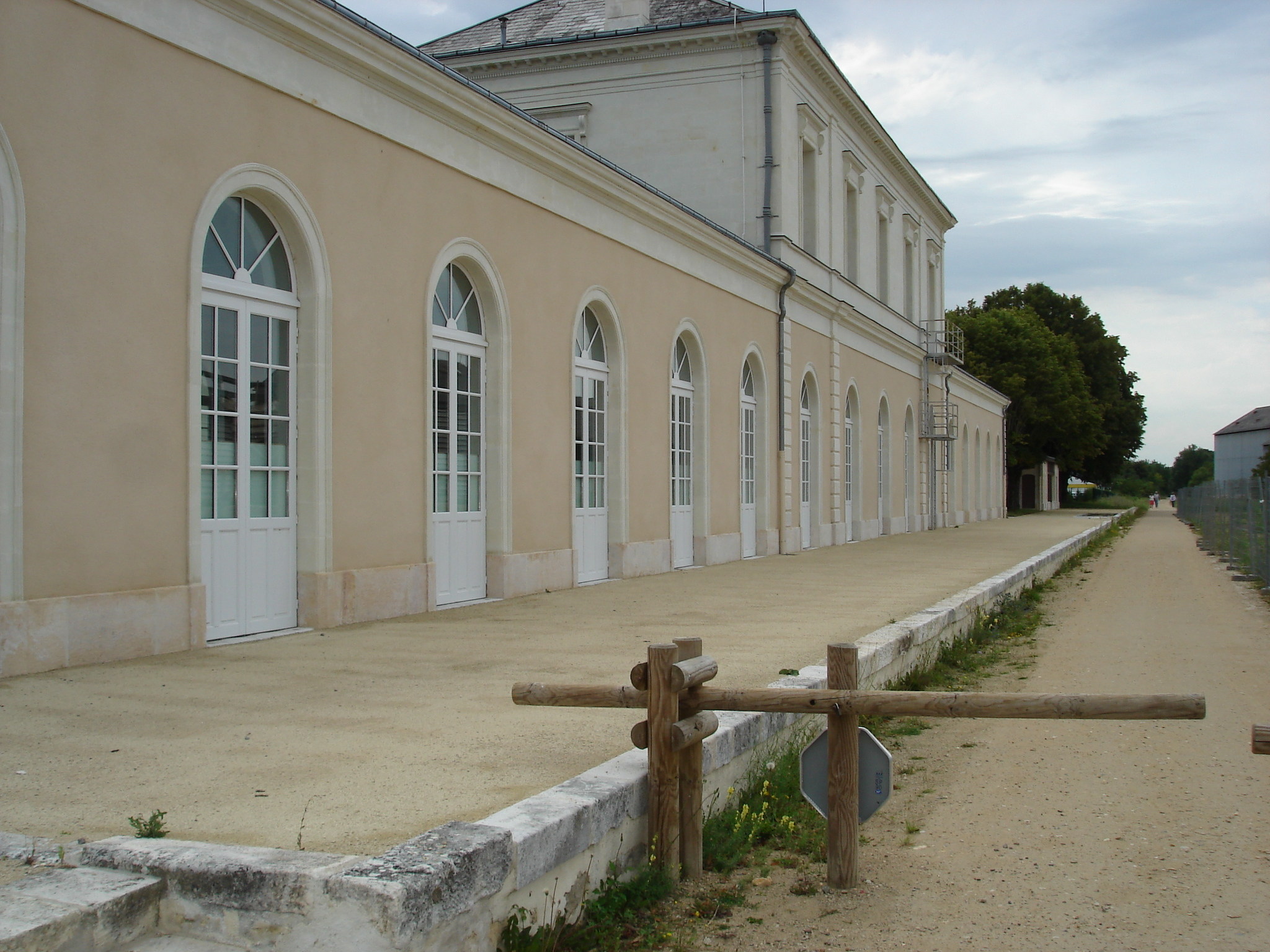
Ancienne gare du Blanc
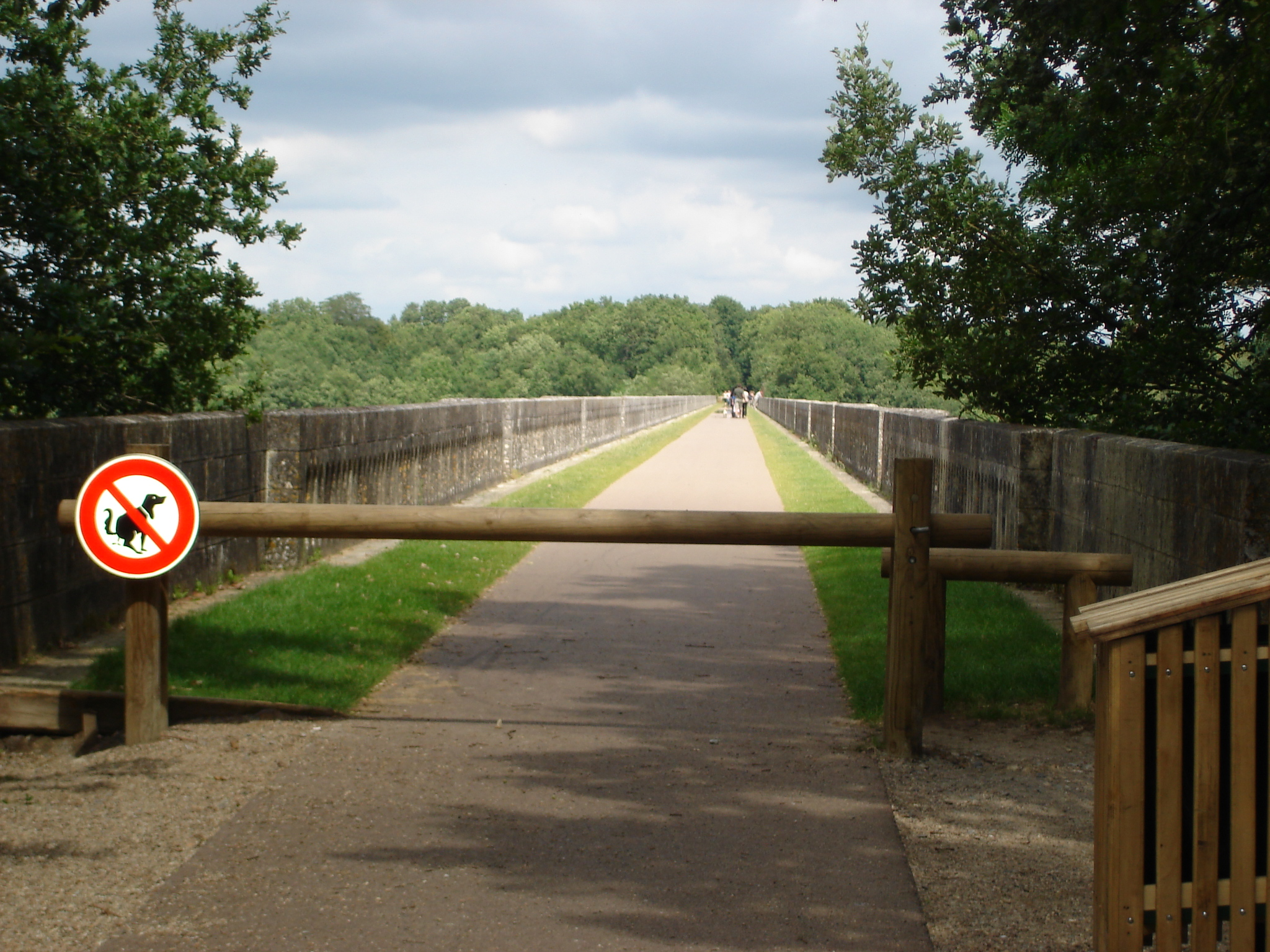
Viaduc du Blanc

| ligne ferroviaire désaffectée                         | Voie ou chemin                | Localisation                                | Longueur | Surface   | Remarque                                                                                        |
| ----------------------------------------------------- | ----------------------------- | ------------------------------------------- | -------- | --------- | ----------------------------------------------------------------------------------------------- |
| Ligne d'Auneau-Ville à Dreux                          |                               | Autour de Nogent-le-Roi                     | 7 km     | Chemin    |                                                                                                 |
| Ligne d'Auxy - Juranville à Bourges                   | Sente verte                   | d'Ennordres à Fussy                         | 45 km    | chemin    | Voie verte projetée                                                                             |
| Ligne de Chartres à Bordeaux-Saint-Jean               |                               | Sargé-sur-Braye                             | 4 km     | chemin    |                                                                                                 |
| Ligne d'Argenton-sur-Creuse à La Chaussée             | Voie verte des Vallées        | d'Argenton à Cluis                          | 18 km    | stabilisé | Prolongement jusqu'à La Châtre dans le plan vélo départemental de l'Indre                       |
| Ligne de Port-de-Piles à Argenton-sur-Creuse          | Voie verte des Vallées        | de Saint-Gaultier à Saint-Marcel par Thenay | 6 km     | stabilisé |                                                                                                 |
| Ligne de Port-de-Piles à Argenton-sur-Creuse          | Voie verte des Vallées        | Du Blanc à Saint-Gaultier                   | 21 km    | stabilisé |                                                                                                 |
| Ligne de Saint-Benoit au Blanc                        |                               | Le Blanc à Ingrandes                        | 8 km     | stabilisé |                                                                                                 |
| Ligne de Montmorillon à Saint-Aigny - Le Blanc        |                               | Du Blanc à Saint-Hilaire                    | 11 km    | chemin    | embranchement de la voie verte des vallées se prolonge en Nouvelle-Aquitaine au-delà de Journet |
| Ligne de Port-de-Piles à Argenton-sur-Creuse          | Voie verte des Vallées        | du Blanc à Tournon-Saint-Martin             | 6 km     | stabilisé | reliée à la voie verte de Sud-Touraine                                                          |
| Ligne de Port-de-Piles à Argenton-sur-Creuse          | Voie verte des Vallées        | du Blanc à Tournon-Saint-Martin             | 6 km     | enrobé    | Coupures.                                                                                       |
| Ligne de Port-de-Piles à Argenton-sur-Creuse          | Voie verte de Sud Touraine    | de Tournon-Saint-Martin à Descartes         | 37 km    | stabilisé | reliée à la Voie verte des vallées                                                              |
| Ligne de Châteauroux à La Ville-Gozet                 | Voie verte des Tasons         | de La Châtre à Champillet                   | 11 km    | stabilisé |                                                                                                 |
| Ligne de Ligré-Rivière à Richelieu                    |                               | de Chinon à Richelieu                       | 15 km    | enrobé    |                                                                                                 |
| Ligne de Sargé-sur-Braye à Vouvray                    | Voie Verte du Pays de Vouvray | de Reugny à Vernou-sur-Brenne               | 7 km     | enrobé    |                                                                                                 |
| Ligne de Sargé-sur-Braye à Vouvray                    |                               | d'Authon à Neuville-sur-Brenne              | 4 km     | chemin    |                                                                                                 |
| Ligne de Saint-Florent-sur-Cher à Issoudun            |                               | De Saint-Florent à Saint-Georges-sur-Arnon  | 15 km    | chemin    |                                                                                                 |
| Ligne de Saint-Germain-du-Puy à Cosne-Cours-sur-Loire |                               | De Bué aux Aix d’Angillon                   | 19 km    | chemin    |                                                                                                 |
| Ligne de Saint-Germain-du-Puy à Cosne-Cours-sur-Loire |                               | De Moulins-sur-Yèvre à Sainte-Solange       | 7 km     | chemin    |                                                                                                 |
| Ligne de Voves à Toury                                |                               | De Voves à Fresnay-l’Evêque                 | 16 km    | chemin    |                                                                                                 |
| Chemin de fer du Blanc-Argent                         |                               | de Pierrefitte-sur-Sauldre à Salbris        | 17 km    | chemin    |                                                                                                 |
| Embranchement Aérospatiale                            | Rocade de Bourges             | Bourges                                     | 4 km     | enrobé    |                                                                                                 |

| Enrobé | Stabilisé | Chemin | Total  |
| ------ | --------- | ------ | ------ |
| 32 km  | 107 km    | 145 km | 284 km |

## Grand-Est

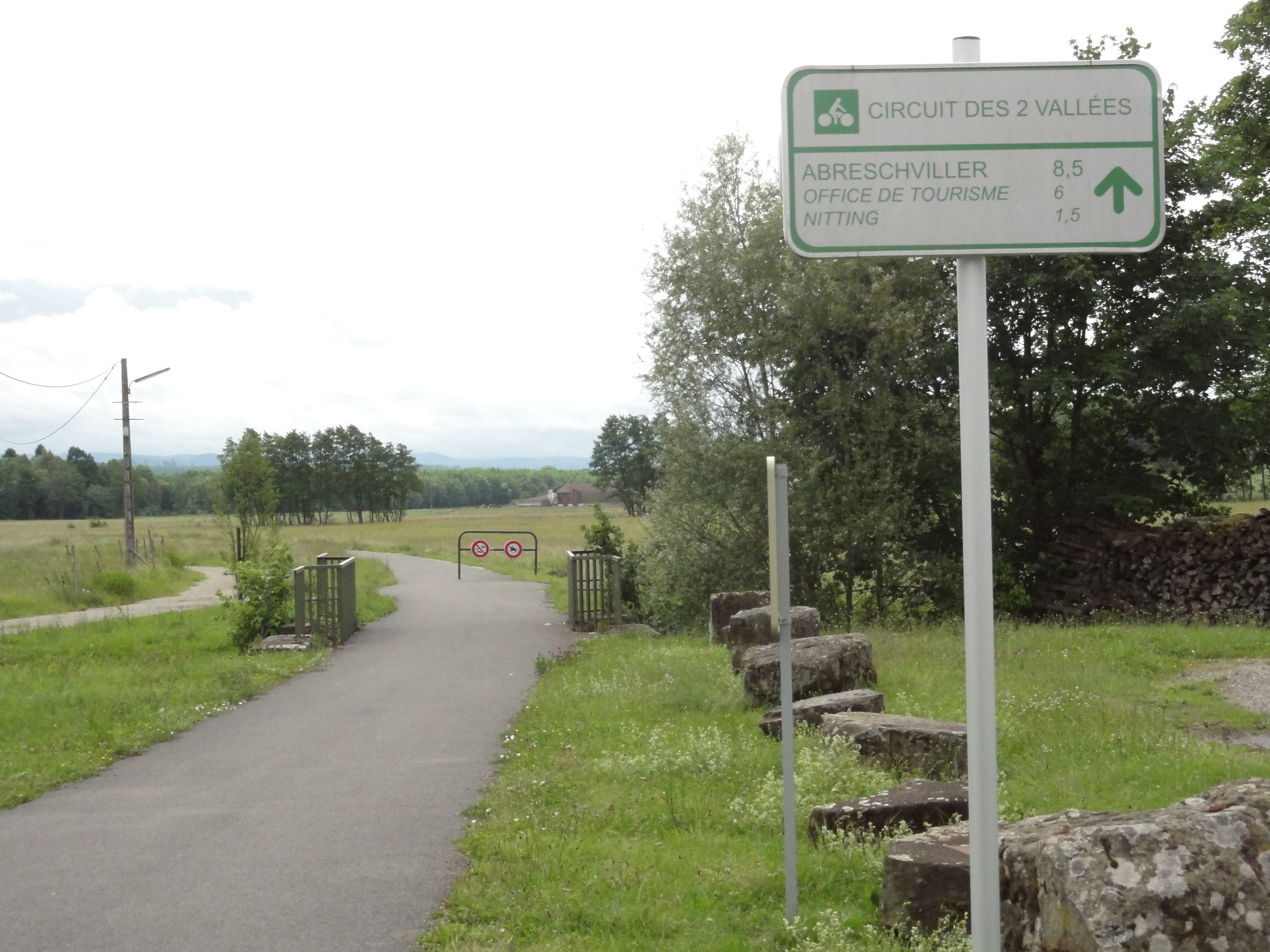
Circuit des 2 vallées
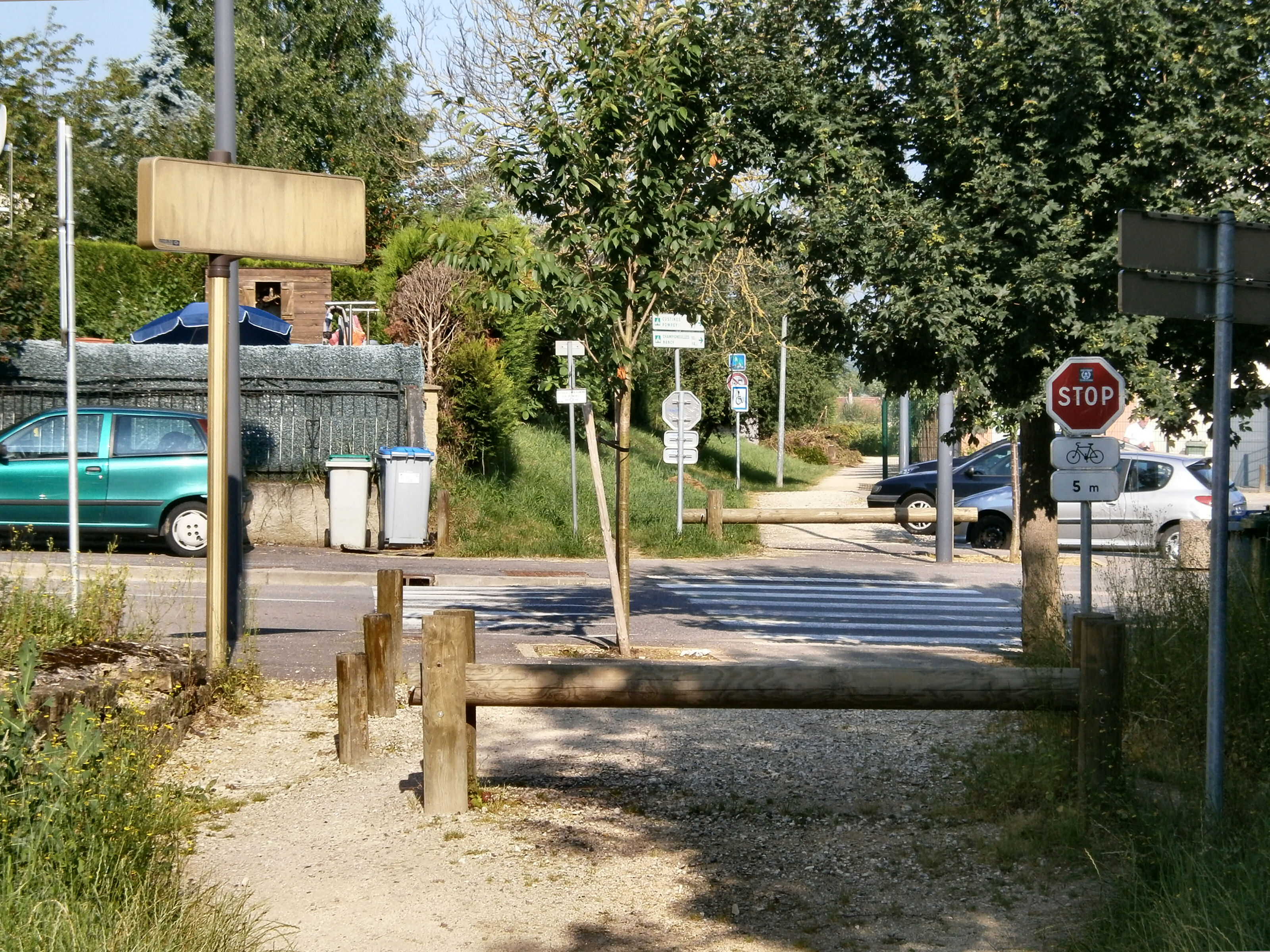
Voie verte de la Mauchère à Mallavoy
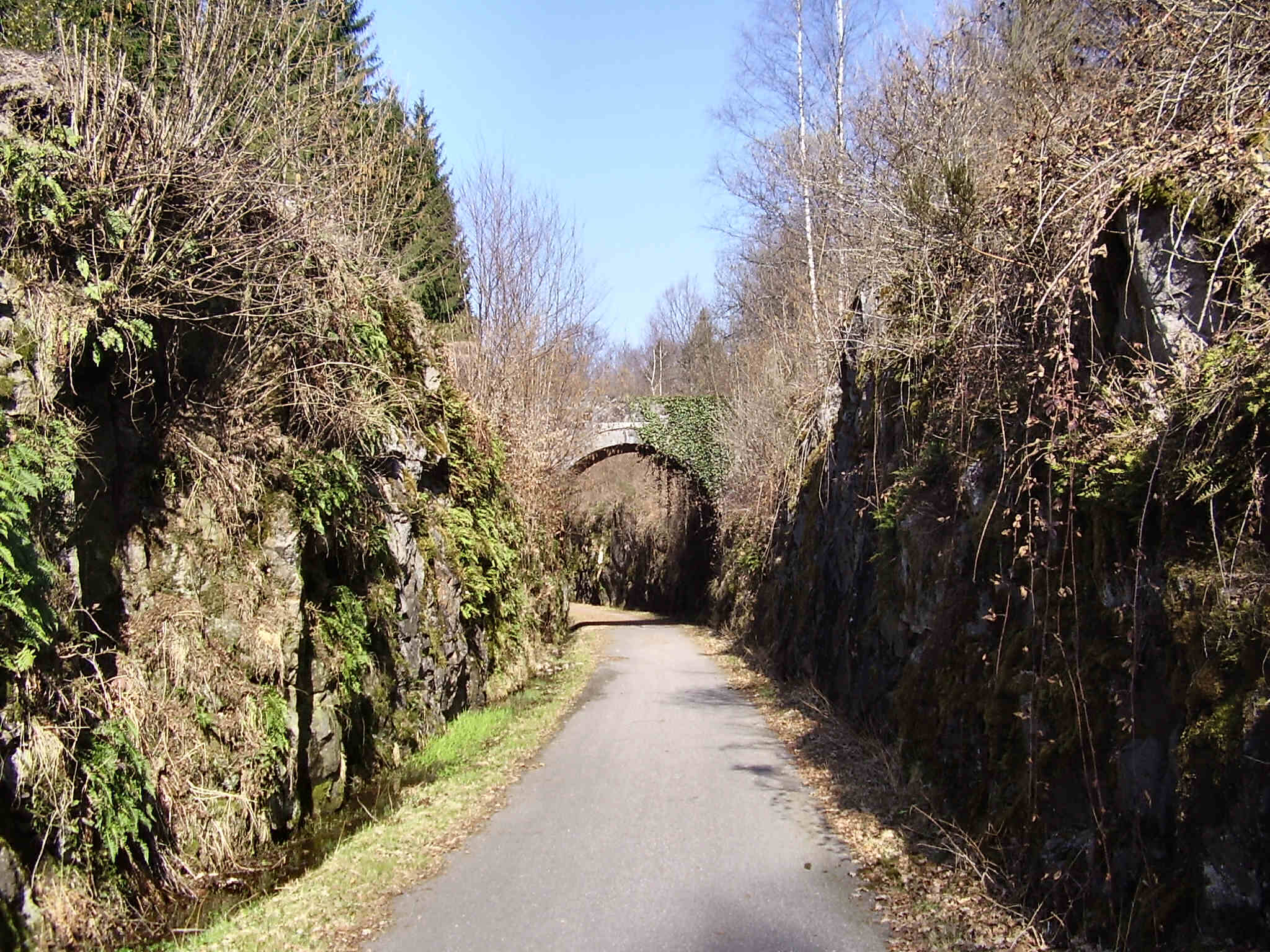
Voie verte des Hautes Vosges
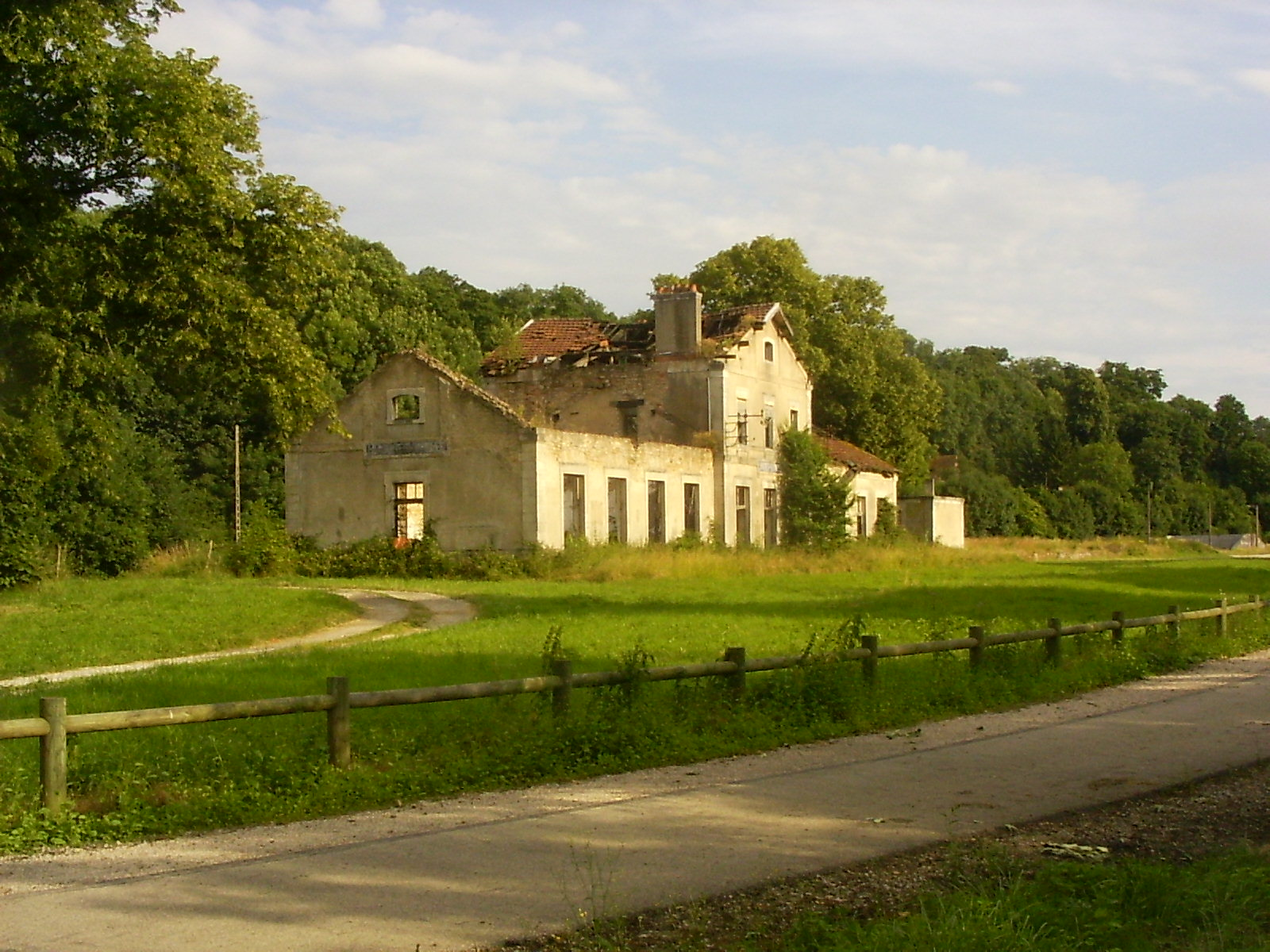
Ancienne gare sur la voie verte du Pays de Langres

| Ligne ferroviaire désaffectée                           | Nom de la voie ou du chemin                               | Localisation                                                     | Longueur | Surface   | Remarque |
| ------------------------------------------------------- | --------------------------------------------------------- | ---------------------------------------------------------------- | -------- | --------- | --- |
| Ancien tramway de Strasbourg                            | Voie verte du Kochbach                                    | d'Odratzheim à Westhoffen                                        | 4 km     | enrobé    | |
| Ligne de Cernay à Sewen                                 | Voie verte de la vallée de la Doller                      | de Masevaux à Sewen                                              | 20 km    | enrobé    | |
| Ligne de Steinbourg à Schweighouse-sur-Moder            | Voie verte de Bouxwiller                                  | autour de Bouxwiller                                             | 9 km     | enrobé    | |
| Ligne de Colmar-Sud à Bollwiller                        | Piste cyclable de la vieille Thur                         | d'Ungersheim à Ensisheim                                         | 3 km     | enrobé    | |
| Ligne de Dannemarie à Pfetterhouse                      | Piste de la Largue                                        | De Dannemarie à Pfetterhouse                                     | 19 km    | enrobé    | La voie verte se prolonge hors voie ferrée au-delà de Pfetterhouse et retrouve un court tronçon de ligne désaffectée jusqu'à la frontière. Prolongement en cours en Suisse jusqu'à Bonfol. |
| Ligne de Mertzwiller à Seltz                            | Voie verte de la basse Sauer                              | De Surbourg à Betschdorf                                         | 6 km     | enrobé    | |
| Ligne de Mertzwiller à Seltz                            | Voie verte de la basse Sauer                              | de Betschdorf à Hatten                                           | 5 km     | chemin    | |
| Ligne de Mertzwiller à Seltz                            | Voie verte de la basse Sauer                              | D’Hatten à Niederrœdern                                          | 7 km     | enrobé    | |
| Ligne de Sélestat à Saverne                             | Voie verte du Piémont Vosgien                             | de Molsheim à Romanswiller                                       | 15 km    | enrobé    | |
| Ligne de Rosheim à Saint-Nabor                          | Voie verte Portes Bonheur Chemin des carrières            | de Rosheim à Saint-Nabor                                         | 10 km    | enrobé    | |
| Ligne de Sélestat à Lesseux - Frapelle                  | Piste cyclable de la Lèpvrette                            | de Sainte-Marie-aux-Mines à Lièpvre                              | 8 km     | enrobé    | |
| Ligne de Walbourg à Lembach                             | Voie verte de la Sauer                                    | de Biblisheim à Lembach                                          | 15 km    | enrobé    | |
| Voie ferrée minière Bollwiller-Ensisheim                | Piste cyclable de la vallée de la Thur                    | de Pulversheim à Ensisheim                                       | 2 km     | enrobé    | |
| Ligne de Wissembourg à Lauterbourg-Gare                 | piste cyclable de la Lauter                               | de Wissembourg à Niederlauterbach                                | 13 km    | enrobé    | |
| Ligne d'Altkirch à Ferrette                             | Voie verte de la vallée de l'Ill                          | d'Hirsingue à Carspach                                           | 4 km     | enrobé    | |
| Ligne d'Amagne - Lucquy à Revigny                       |                                                           | de Challerange à Givry-en-Argonne                                | 43 km    | chemin    | |
| Ligne de Carignan à Messempré                           |                                                           | de Carignan à Messempré                                          | 6 km     | enrobé    | connexion avec le Réseau RAVeL |
| Ligne de Fère-Champenoise à Vitry-le-François           |                                                           | De Fère-Champenoise à Huiron par Sommesous                       | 44 km    | chemin    | |
| Ligne de Saint-Dizier à Doulevant-le-Château            | Voie verte de la Blaise                                   | De Saint-Dizier à Doulevant-le-Château par Wassy                 | 31 km    | lisse     | 2 passages en voies partagées à Humbécourt et à Wassy |
| Ligne de Jessains à Sorcy                               | Chemin de la ligne du Der                                 | De Hampigny à Montier-en-Der                                     | 15 km    | chemin    | se prolonge par la ligne ci-dessous |
| Ligne de Montier-en-Der à Éclaron                       | Chemin de la ligne du Der                                 | De Montier-en-Der à Éclaron                                      | 17 km    | chemin    | dans le prolongement de la précédente. Coupures à Montier-en-Der et à Allichamps |
| Ligne de Poinson - Beneuvre à Langres                   | Voie verte du Pays de Langres                             | de Langres à Brennes                                             | 12 km    | stabilisé | traversée de Saint-Geosmes par rue du village (1 km) |
| Ligne de Laon à Liart                                   | Voie verte du Val de Serre                                | de Montcornet à Rozoy-sur-Serre                                  | 15 km    | stabilisé | |
| Voie ferrée Monthermé-Hautes-Rivières                   | Trans-Semoysienne                                         | de Monthermé à Hautes-Rivières                                   | 20 km    | enrobé    | |
| Ligne de Remilly-Aillicourt à Raucourt et Flaba         | Voie verte de l’Ennemane                                  | de Remilly-Aillicourt à Raucourt et Flaba                        | 6 km     | enrobé    | |
| ligne de Gudmont à Rimaucourt                           | Chemin ferroviaire du Rognon                              | de Gudmont-Villiers à Montot-sur-Rognon                          | 6 km     | chemin    | Sentier de randonnée de pays Marne et Rognon |
| Chemins de fer de la banlieue de Reims                  | ligne Reims-Ambonnay                                      | De Mailly-Champagne à Trépail                                    | 10 km    | chemin    | |
| Chemins de fer de la Banlieue de Reims                  | Ligne Montmirail-Epernay                                  | d'Étoges à Saint-Martin-d'Ablois                                 | 22 km    | chemin    | |
| Chemins de fer de la Banlieue de Reims                  | Voie verte intervillages                                  | d'Évergnicourt à Guignicourt                                     | 7 km     | stabilisé | |
| Ligne de Bazancourt à Challerange                       | Voie verte de la vallée de la Suippe                      | d'Isles-sur-Suippe à Warmeriville (hameau de Vaudetré)           | 4 km     | stabilisé | Prolongement de 7 km prévu jusqu'à Bétheniville |
| Ligne d’Aillevillers à Plombières-les-Bains             |                                                           | de Plombières-les-Bains à Blanc Rouchot (à 2 km d'Aillevilliers) | 8 km     | chemin    | projet de voie verte |
| ligne de Berthelming à Sarreguemines                    | Voie verte du Steinbach                                   | de Sarreguemines à Hambach                                       | 10 km    | enrobé    | |
| ligne de Toul à Thiaucourt                              | Sentier du Thiaucourt                                     | d'Écrouves à Domèvre-en-Haye                                     | 18 km    | chemin    | sentier balisé |
| ligne de Barisey-la-Côte à Frenelle-la-Grande - Puzieux | Chemin du Val Le Prêtre                                   | de Colombey-les-Belles à Favières                                | 5 km     | chemin    | |
| Ligne d'Épinal à Bussang                                | Voie verte des Hautes-Vosges                              | de Remiremont à Bussang                                          | 33 km    | enrobé    | |
| Ligne de Remiremont à Cornimont                         | Voie verte des Hautes-Vosges                              | de Remiremont à Cornimont                                        | 20 km    | enrobé    | |
| Ligne d'Étival à Senones                                | Voie verte du Rabodeau                                    | d'Étival à Senones                                               | 8 km     | enrobé    | |
| Ligne de Metz-Ville à Château-Salins                    | Voie verte de la vallée de l’Amezule et du Grand Couronne | de Lay-Saint-Christophe à Brin-sur-Seille                        | 16 km    | enrobé    | |
| Ligne de Metz-Ville à Château-Salins                    | Voie verte de la Seille                                   | de Marly à Verny                                                 | 8 km     | stabilisé | |
| Ligne de Neufchâteau à Pagny-sur-Meuse                  | Voie verte de la pucelle                                  | de Brixey-aux-Chanoines à Moncel-sur-Vair                        | 7 km     | chemin    | passe près de Domrémy lieu de naissance de Jeanne d'Arc |
| ligne de Pompey à Nomeny                                | Voie verte de la Mauchère                                 | de Custines à Jeandelaincourt                                    | 14 km    | stabilisé | 2 tronçons séparé |
| ligne de Pompey à Nomeny                                |                                                           | de Jeandelaincourt à Nomeny                                      | 4 km     | chemin    | dans le prolongement de la voie verte de la Mauchèrǃǃe |
| Ligne de Nançois - Tronville à Neufchâteau              | Voie ferrée des bois de Midrevaux                         | de Dainville-Bertheléville à Mont-lès-Neufchâteau                | 20 km    | chemin    | |
| Ligne de Jussey à Darnieulles - Uxegney                 | Ligne de la Saône                                         | d' Uxegney à Belrupt                                             | 28 km    | chemin    | passe près de la source de la Saône |
| ligne de Revigny à Saint-Dizier                         | Voie verte de la vallée de l’Ornel                        | de Saint-Dizier à Chancenay                                      | 5 km     | enrobé    | |
| ligne de Revigny à Saint-Dizier                         | Chemin ferroviaire de la Saulx                            | de Contrisson à Robert-Espagne                                   | 9 km     | chemin    | |
| ligne de Saint-Léonard à Fraize                         | Voie Verte de la Haute Meuse                              | de Saint-Léonard à Fraize                                        | 9 km     | enrobé    | |
| Sarrebourg - Abreschviller et La Forge - Vallérysthal   | Voie verte des deux Sarres                                | de Hesse à Abreschviller                                         | 9 km     | enrobé    | |
| Sarrebourg - Abreschviller et La Forge - Vallérysthal   | Voie verte de la vallée de la Bièvre                      | d'Imling à Trois-Fontaines (Moselle)                             | 11 km    | enrobé    | |
| Ligne de Courcelles-sur-Nied à Téterchen                | Voie verte du Pays de Pange                               | de Courcelles-sur-Nied à Landonvillers                           | 12 km    | stabilisé | |
| ligne de Conflans - Jarny à Metz-Ville                  | Voie verte de la vallée de Montvaux                       | de Amanvillers à Lessy                                           | 8 km     | stabilisé | |
| ligne de Sarreguemines à Bliesbruck                     | Voie verte de la Blies                                    | de Sarreguemines à Bliesbruck                                    | 7 km     | enrobé    | |
| ligne de Valleroy-Moineville à Villerupt-Micheville     | Voie verte Briey-Tucquegneux                              | de Briey à Tucquegnieux                                          | 7 km     | enrobé    | |
| Voie ferrée militaire du Bois de l’hôpital (Metz)       |                                                           | de Peltre à Verny                                                | 6 km     | stabilisé | |

| Enrobé | Stabilisé | Chemins | Total  |
| ------ | --------- | ------- | ------ |
| 333 km | 86 km     | 261 km  | 680 km |

## Hauts-de-France

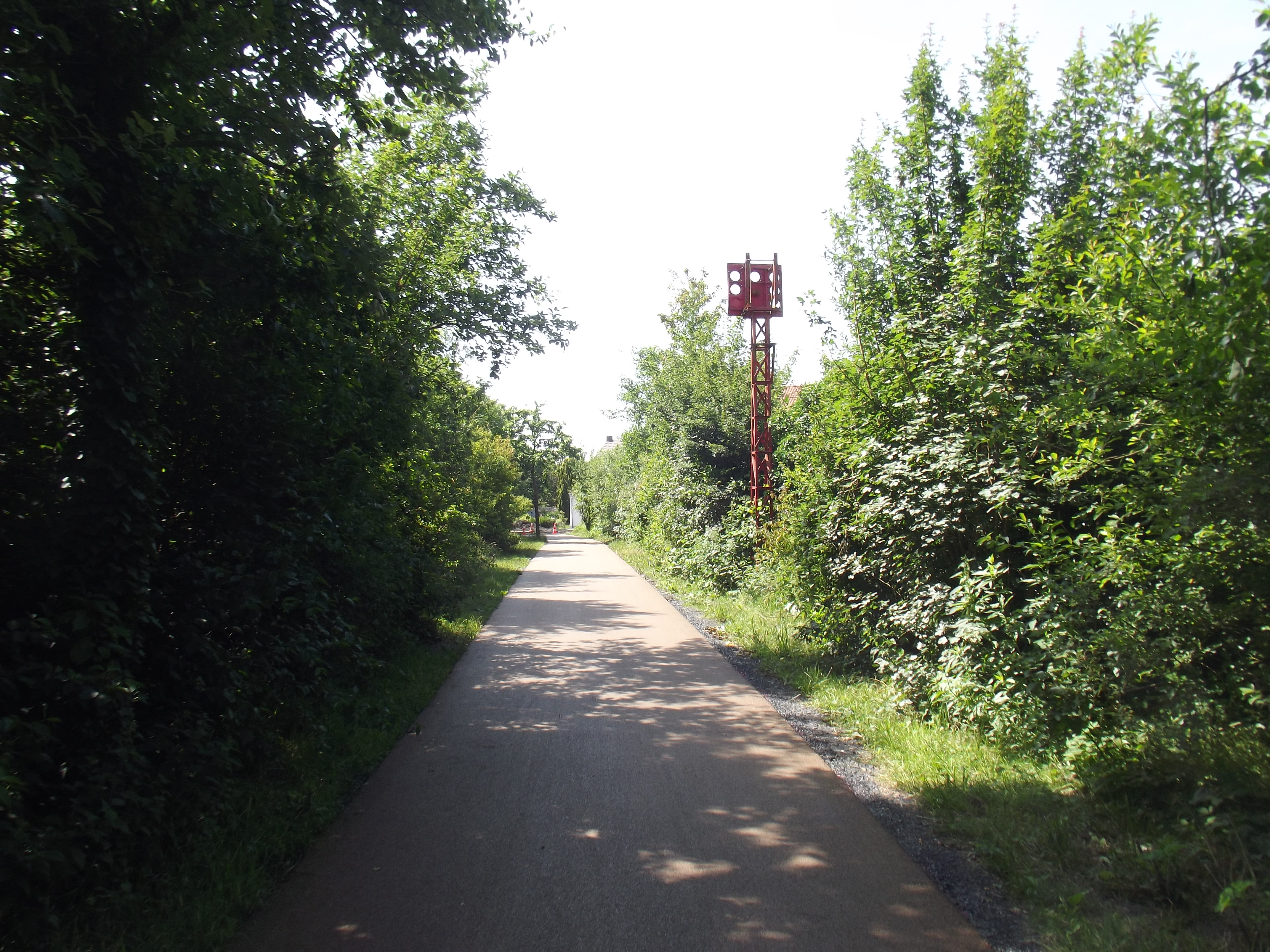
Voie verte des gueules noires
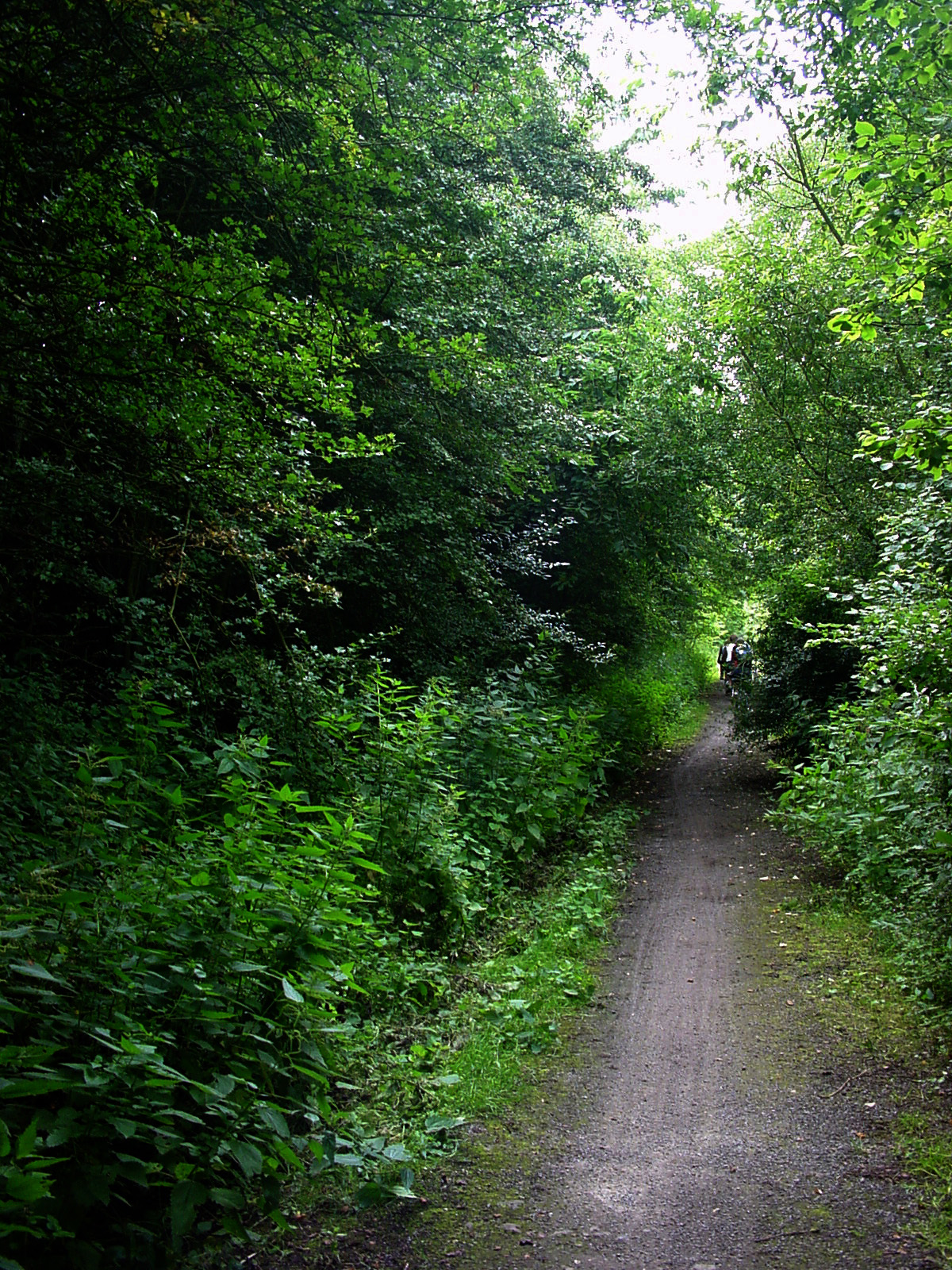
Voie rouge à Douvrin
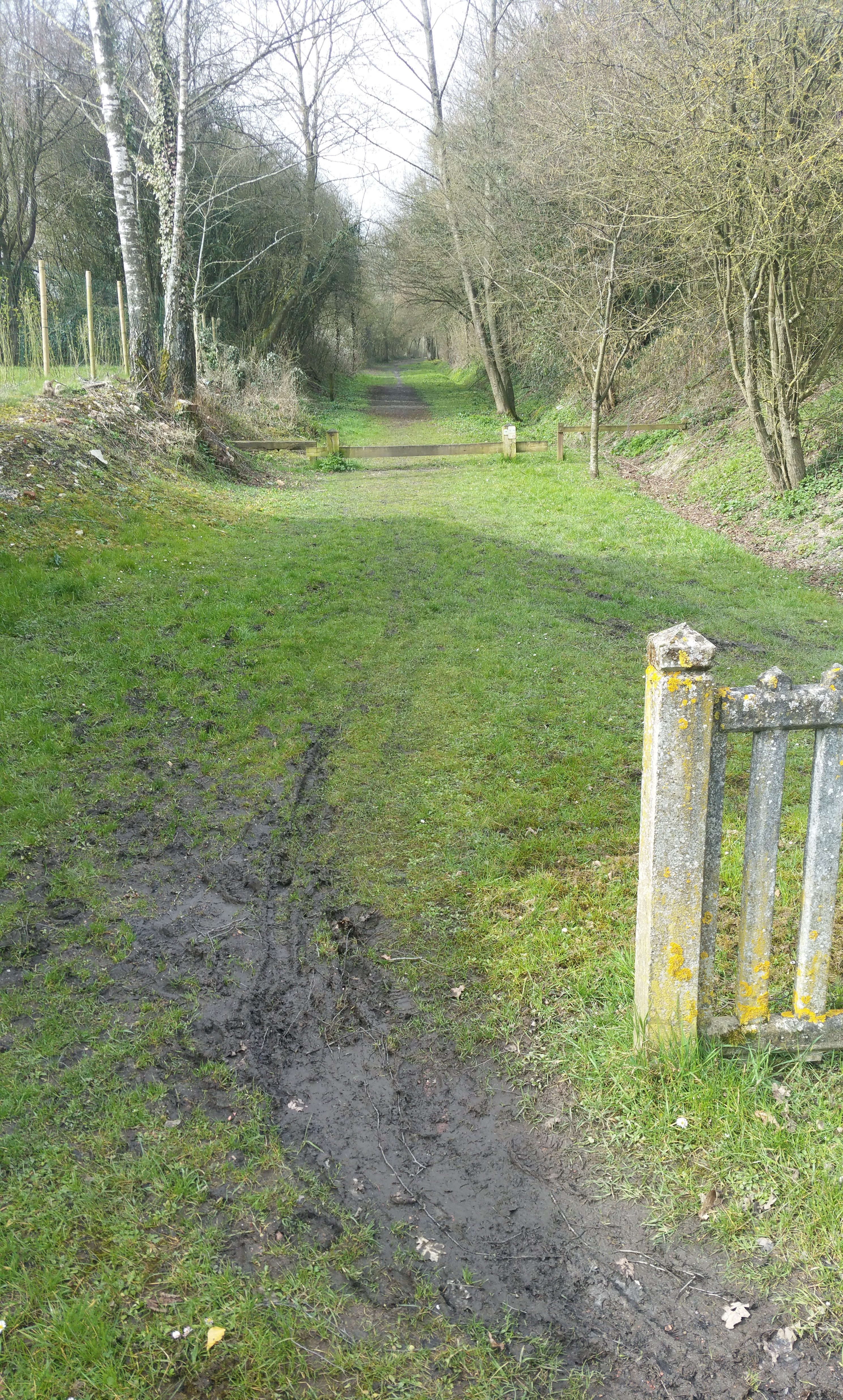
Chemin de la Lawe
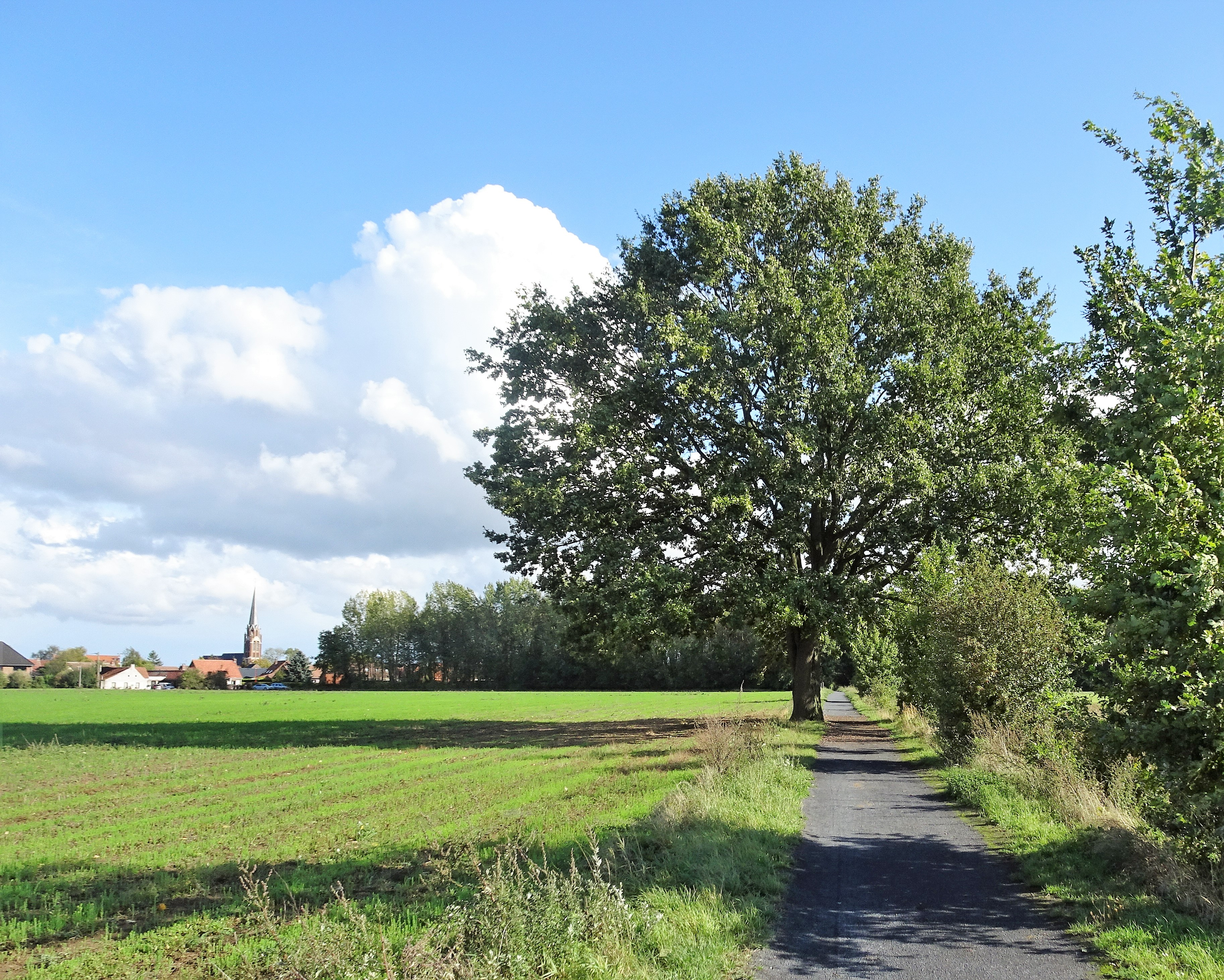
Voie verte de la Pévèle à Mérignies
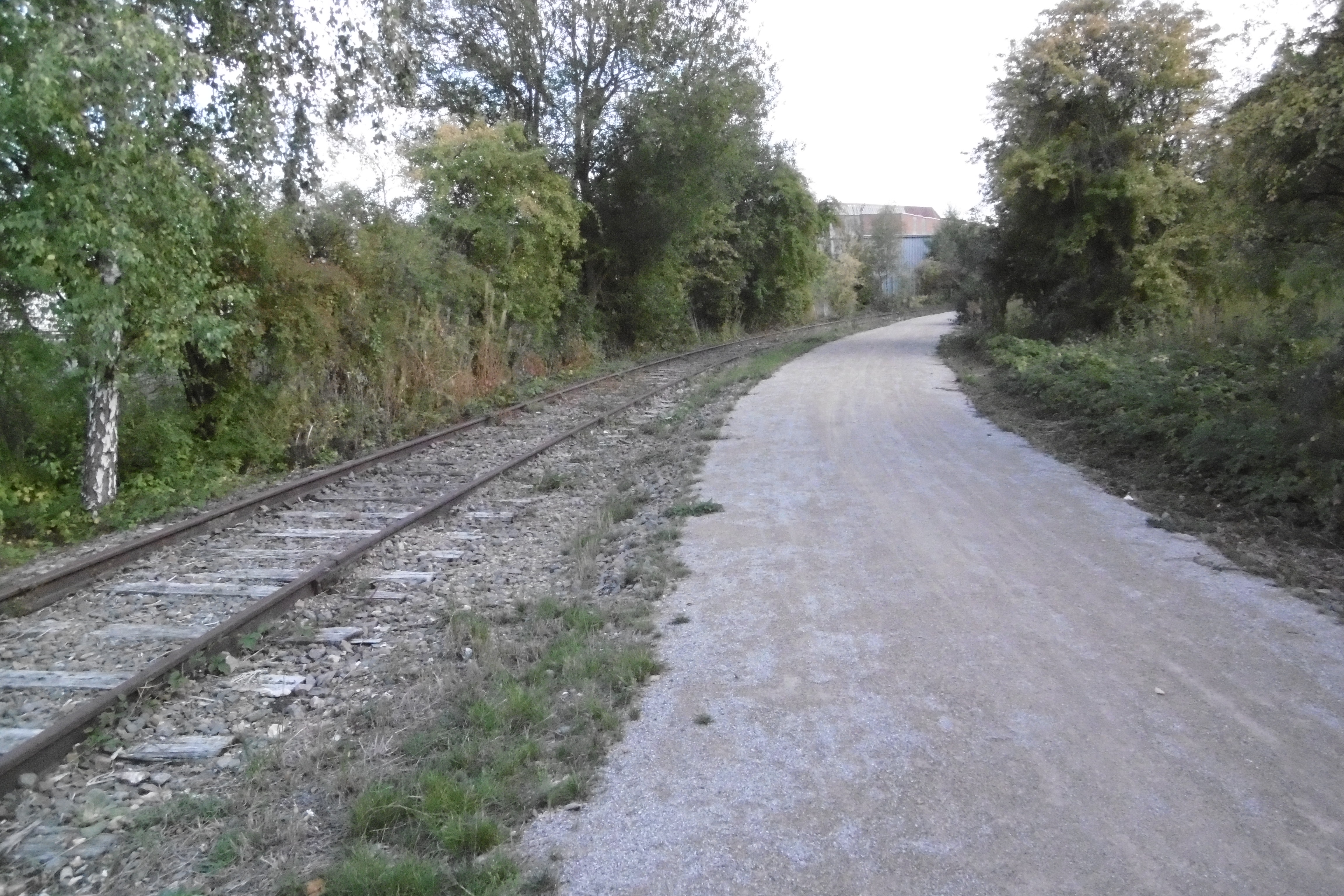
Véloroute du Paris-Roubaix à Roubaix

| ligne ferroviaire désaffectée                          | Voie ou chemin                                      | Localisation                                                                      | Longueur | Surface   | Remarque                                                                             |
| ------------------------------------------------------ | --------------------------------------------------- | --------------------------------------------------------------------------------- | -------- | --------- | ------------------------------------------------------------------------------------ |
| Cavalier                                               | EuroVelo 5                                          | de Lens à Angres                                                                  | 5 km     | enrobé    |                                                                                      |
| Cavalier                                               | Voie verte des gueules noires                       | d’Anzin à Péruwelz                                                                | 19 km    | stabilisé |                                                                                      |
| Cavalier                                               |                                                     | Est Lens                                                                          | 5 km     | enrobé    |                                                                                      |
| Cavalier                                               | Voie verte du cavalier d'Azincourt                  | d'Azincourt à Escaudain par Monchecourt                                           | 10 km    | stabilisé |                                                                                      |
| Cavalier                                               | Voie rouge                                          | de Haisnes à Wingles par Douvrin                                                  | 4 km     | stabilisé |                                                                                      |
| Cavalier                                               | Chemin des galibots                                 | d'Auberchicourt à Masny                                                           | 25 km    | stabilisé |                                                                                      |
| Cavalier                                               | Piste cyclable des corons                           | d'Escaudain à Denain                                                              | 4 km     | enrobé    |                                                                                      |
| Cavalier                                               | Chemin du cavalier de Divion                        | d'Annezin à Bruay-la-Buissière                                                    | 5 km     | chemin    |                                                                                      |
| Cavalier                                               | Chemin du mineur                                    | de Marles-les-Mines à Lillers                                                     | 8 km     | chemin    |                                                                                      |
| Ligne industrielle                                     | Voie verte de la Pévèle et du sucre                 | De Pont-à-Marcq à Templeuve                                                       | 26 km    | stabilisé |                                                                                      |
| Ligne de Bully-Grenay à Brias                          |                                                     | de Bruay à Ruitz                                                                  | 4 km     | enrobé    | en partie le long d'une ligne de BHNS                                                |
| Ligne de Bully-Grenay à Brias                          | Chemin ferroviaire de la Lawe                       | de Bruay à Bajus                                                                  | 10 km    | chemin    |                                                                                      |
| Ligne de Compiègne à Roye-Faubourg-Saint-Gilles        |                                                     | de Margny-lès-Compiègne à Villers-sur-Coudun                                      | 6 km     | enrobé    |                                                                                      |
| Ligne de Doullens à Arras                              | Véloroute de la mémoire                             | de Wailly à Dainville                                                             | 11 km    | enrobé    |                                                                                      |
| Ligne d'Escaudœuvres à Gussignies                      |                                                     | Avesnes-lès-Aubert                                                                | 2 km     | enrobé    |                                                                                      |
| Ligne de Fives à Abbeville                             | Traverse du Ponthieu                                | d’Abbeville à Auxi-le-Château                                                     | 24 km    | stabilisé |                                                                                      |
| Ligne de Fives à Abbeville                             | La Ternoisienne                                     | d’ Auxi-le-Château à Ramecourt (près de Saint-Pol-sur-Ternoise)                   | 27 km    | chemin    |                                                                                      |
| Ligne d'Hazebrouck à Boeschepe                         | Chemin de la frontière                              | d'Eecke à Boeschepe                                                               | 5 km     | chemin    |                                                                                      |
| Ligne de Maubeuge à Fourmies                           | Voie verte de l’Avesnois                            | de Ferrière-la-Grande à Glageon                                                   | 30 km    | enrobé    | EuroVelo 3                                                                           |
| Ligne de Somain à Halluin                              | Voie verte du Ferrain                               | de Tourcoing à Roncq                                                              | 11 km    | stabilisé |                                                                                      |
| Ligne de Somain à Halluin                              | Véloroute du Paris-Roubaix                          | de Roubaix (Canal de l'Espierres) à Hem                                           | 4 km     | stabilisé | véloroute prolongée sur voies partagées et voies vertes jusqu'à Fretin               |
| Ligne de Somain à Halluin                              | Voie verte de la plaine de la Scarpe                | d'Orchies à Fenain                                                                | 12 km    | stabilisé |                                                                                      |
| Ligne de Templeuve à Don-Sainghin                      | Chemin de l’axe vert                                | d'Annoeullin à Seclin                                                             | 8 km     | chemin    |                                                                                      |
| Ligne de Valenciennes-Faubourg-de-Paris à Hautmont     | Voie verte du Valenciennois                         | de Marly à Saultain                                                               | 3 km     | stabilisé |                                                                                      |
| Ligne de Valenciennes-Faubourg-de-Paris à Hautmont     | Chemin de l'Aunelle                                 | de Curgies à Wargnies-le-Grand                                                    | 5 km     | chemin    |                                                                                      |
| Ligne de Beauvais à Gisors-Embranchement               |                                                     | De Rainvillers à Auneuil                                                          | 4 km     | enrobé    |                                                                                      |
| Ligne de Canaples à Longroy - Gamaches                 | Véloroute du Vimeu                                  | de Longpré-les-Corps-Saints à Oisemont                                            | 18 km    | stabilisé | prolongement projeté vers Rambures                                                   |
| Ligne de Charleville-Mézières à Hirson (par Auvillers) | Coulée verte d'Hirson                               | d'Hirson à Saint-Michel                                                           | 2 km     | stabilisé |                                                                                      |
| Ligne de Compiègne à Roye-Faubourg-Saint-Gilles        |                                                     | de Compiègne à Clairoix                                                           | 3 km     | enrobé    |                                                                                      |
| Ligne de Goincourt à Gournay - Ferrières               | Avenue verte                                        | de Goincourt à Ferrières-en-Bray                                                  | 37 km    | enrobé    |                                                                                      |
| Chemin de fer de Guise à Hirson                        | Axe vert de la Thiérache                            | de Guise à Hirson                                                                 | 37 km    | stabilisé | EuroVelo 3                                                                           |
| Ligne d'Ormoy-Villers à Mareuil-sur-Ourcq              | Voie verte du Pays de Valois                        | d'Ormoy-Villers à Mareuil-sur-Ourcq                                               | 18 km    | enrobé    |                                                                                      |
| Ligne d'Ormoy-Villers à Boves                          | Voie verte de la Plaine d’Estrées                   | de Longueil-Sainte-Marie à Estrées-Saint-Denis                                    | 16 km    | stabilisé |                                                                                      |
| Ligne de Rethondes à La Ferté-Milon                    | piste cyclable du Vieux moulin                      | Vieux-Moulin (piste cyclable de Compiègne à Rethondes dans la forêt de Compiègne) | 4 km     | enrobé    |                                                                                      |
| Ligne de Rethondes à La Ferté-Milon                    | élément du réseau cyclable de la forêt de Compiègne | de Pierrefonds à Palesne (hameau de Pierrefonds)                                  | 4 km     | enrobé    | Prolongement à l'étude vers Éméville en direction de Villers-Cotterêts               |
| Ligne de Rochy-Condé à Soissons                        | Voie verte de la vallée de l’Aisne                  | de Soissons à Cuise-la-Motte                                                      | 24 km    | enrobé    | rejoindra la voie verte Rethondes-Compiègne pour une liaison de Soissons à Compiègne |
| Ligne de Rochy-Condé à Soissons                        | Trans Oise                                          | de Bresles à La Neuville                                                          | 4 km     | enrobé    |                                                                                      |
| Ligne de Saint-Omer-en-Chaussée à Vers                 | Coulée verte                                        | de Crèvecoeur-le-Grand à Bacouel-sur-Selle                                        | 29 km    | chemin    |                                                                                      |
| Ligne de Saint-Quentin à Ham                           | chemin ferroviaire de la Tombelle                   | de Saint-Quentin à Dallon                                                         | 3 km     | chemin    |                                                                                      |
| Ligne de Saint-Quentin à Guise                         | EuroVelo 3                                          | d’Origny-Sainte-Benoite à Macquigny                                               | 5 km     | chemin    |                                                                                      |
| Ligne de Saint-Quentin à Guise                         | EuroVelo 3                                          | de Proix à Guise                                                                  | 5 km     | chemin    |                                                                                      |
| Ligne de Saint-Roch à Frévent                          |                                                     | de Doullens à Grouches-Luchuel                                                    | 3 km     | chemin    |                                                                                      |
| Ligne de Saint-Roch à Frévent                          | Chemin de la Canche                                 | de Bouquemaison à Frévent                                                         | 9 km     | chemin    |                                                                                      |
| Ligne de Boisleux à Marquion                           |                                                     | de Boisleux-Saint-Marc à Boyelles                                                 | 3 km     | chemin    |                                                                                      |
| ligne de Chantilly - Gouvieux à Crépy-en-Valois        | Cheminement senlisien                               | Senlis                                                                            | 5 km     | chemin    |                                                                                      |

| Enrobé | Stabilisé | Chemin | Total  |
| ------ | --------- | ------ | ------ |
| 177 km | 199 km    | 130 km | 506 km |

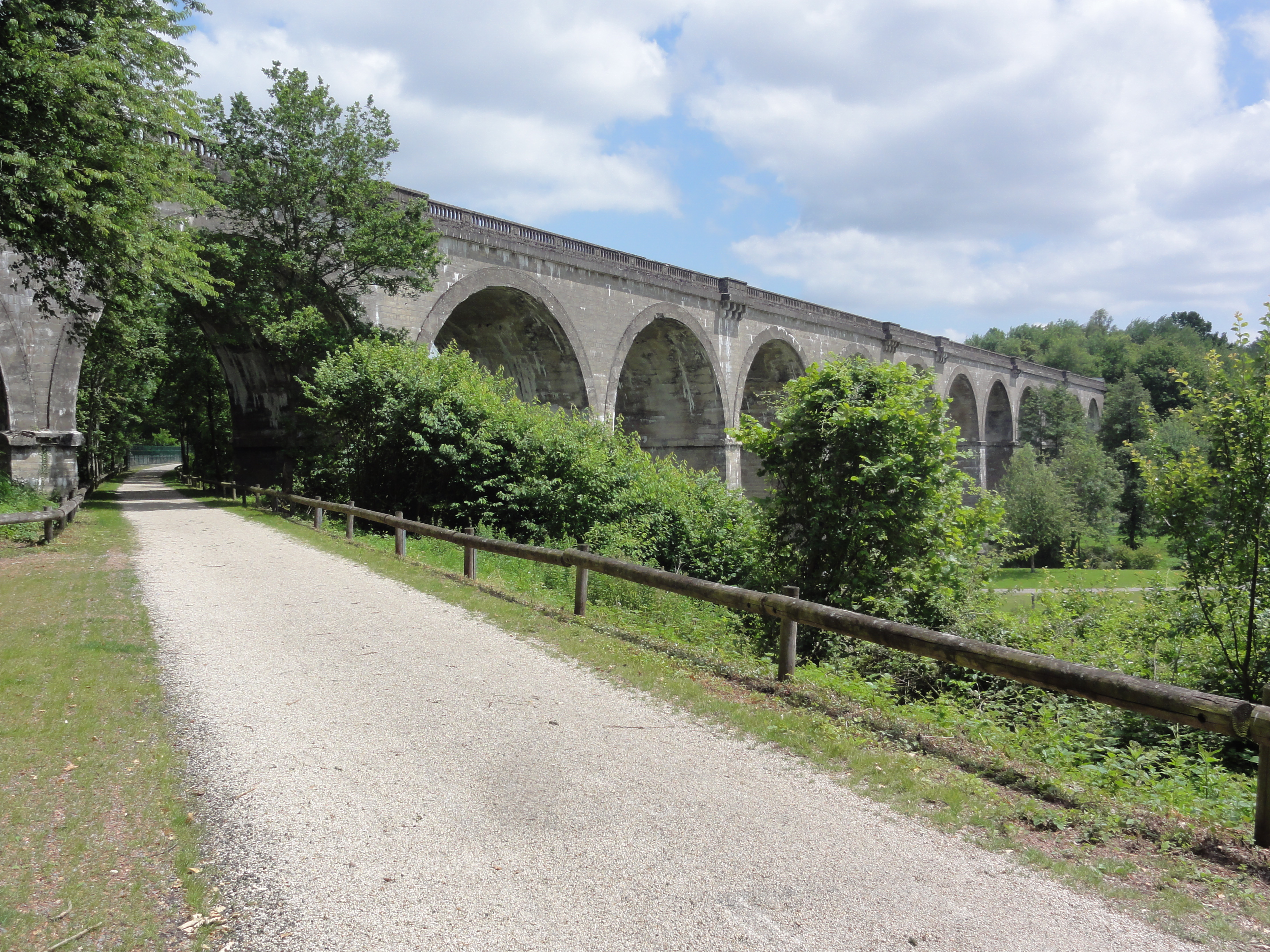
Viaduc vu de l’axe vert de la Thiérache
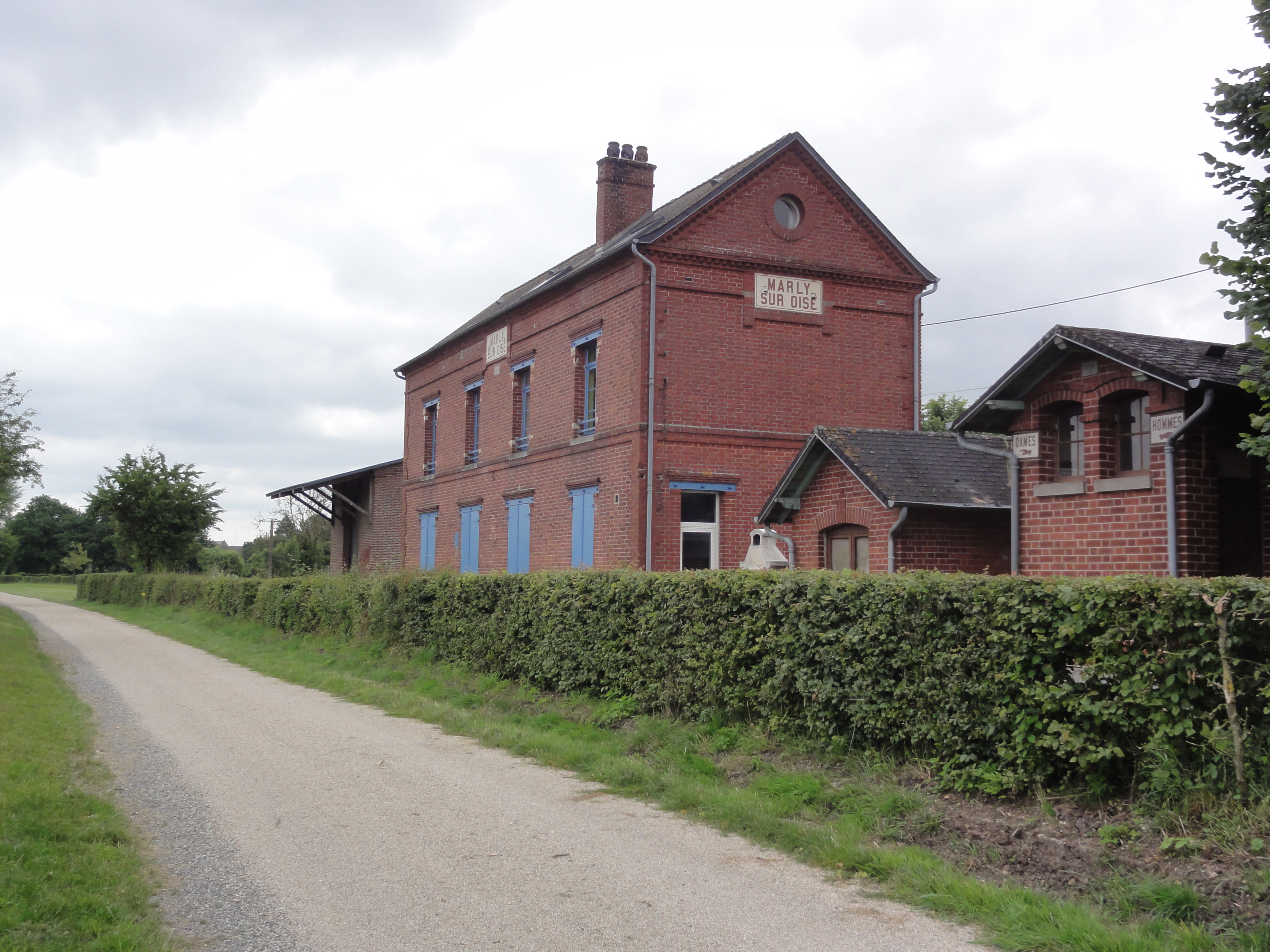
Ancienne gare de Marly-Gomont sur l’axe vert
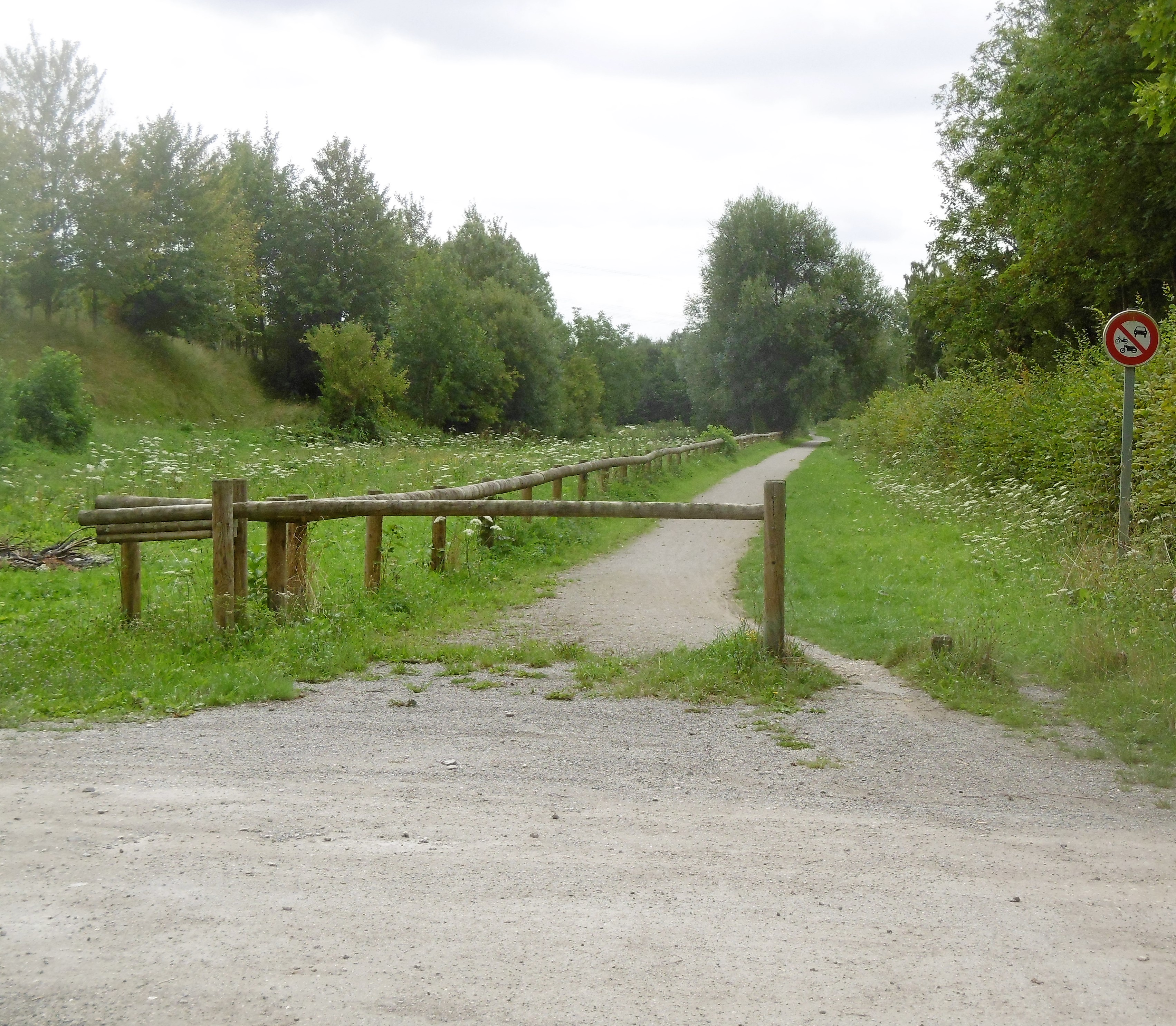
Véloroute du Vimeu à Longpré-les Corps-Saints
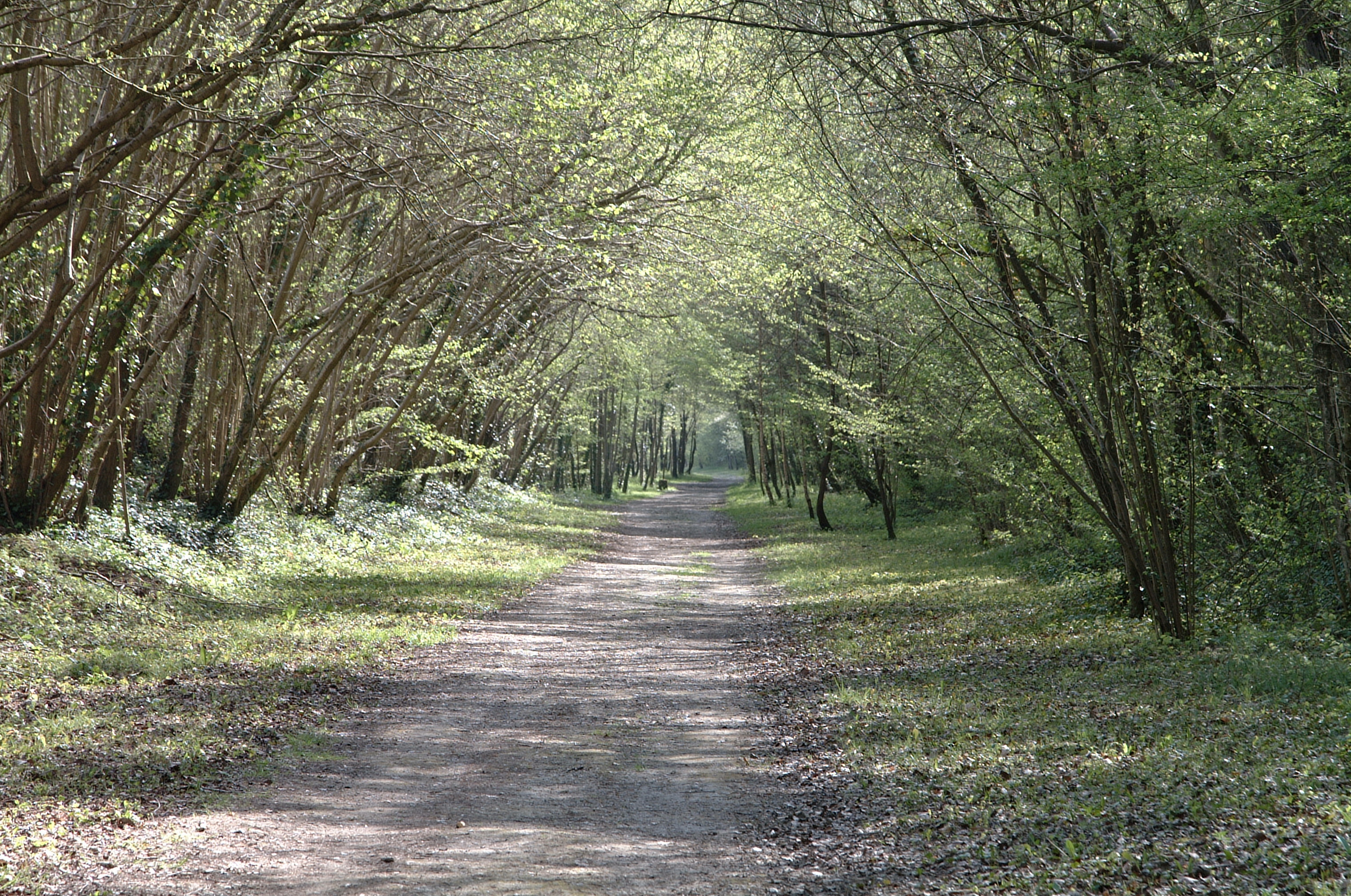
Coulée verte de Crèvecoeur à Bacouël
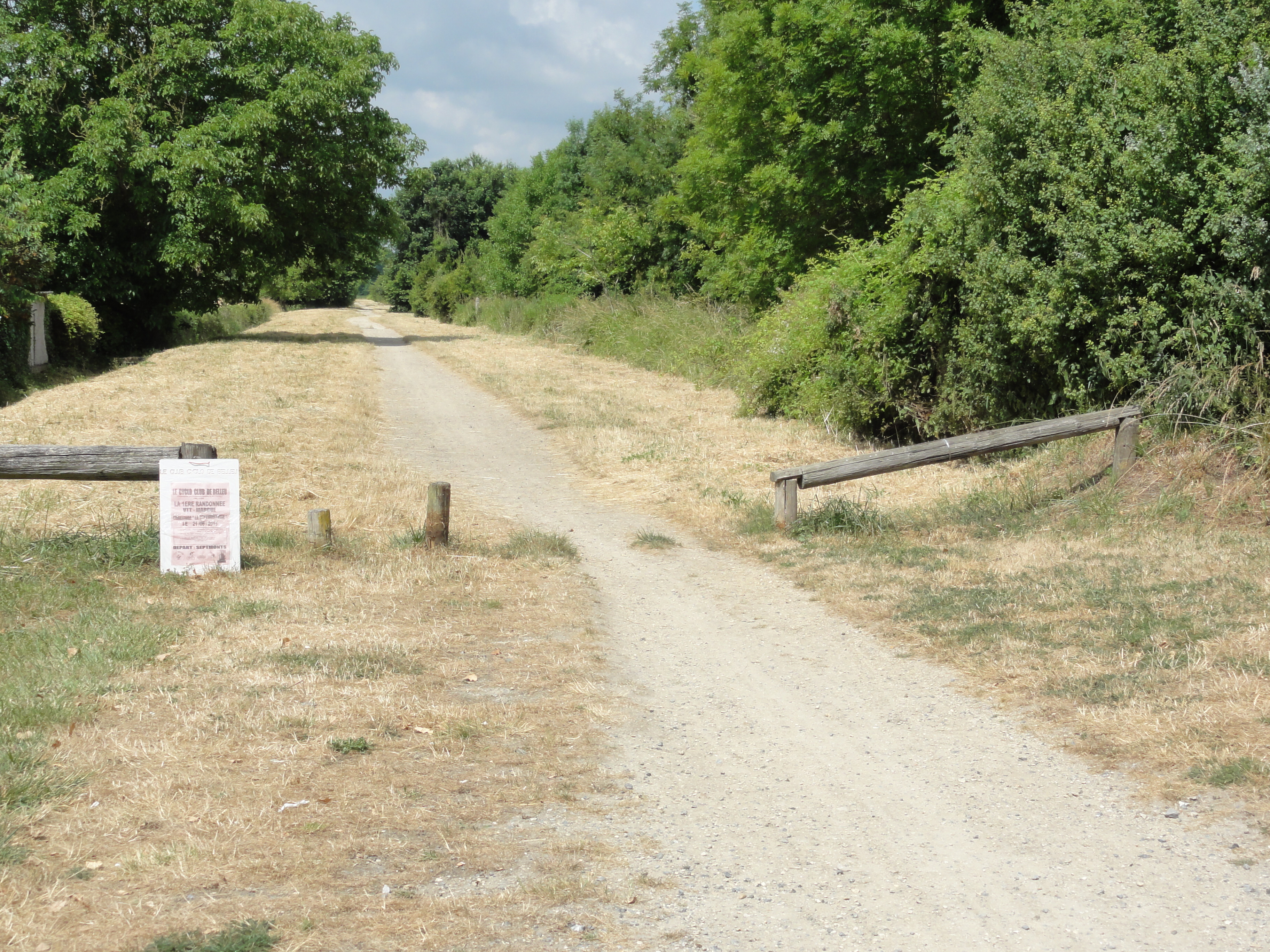
Voie verte de la vallée de l’Aisne

## Île-de-France

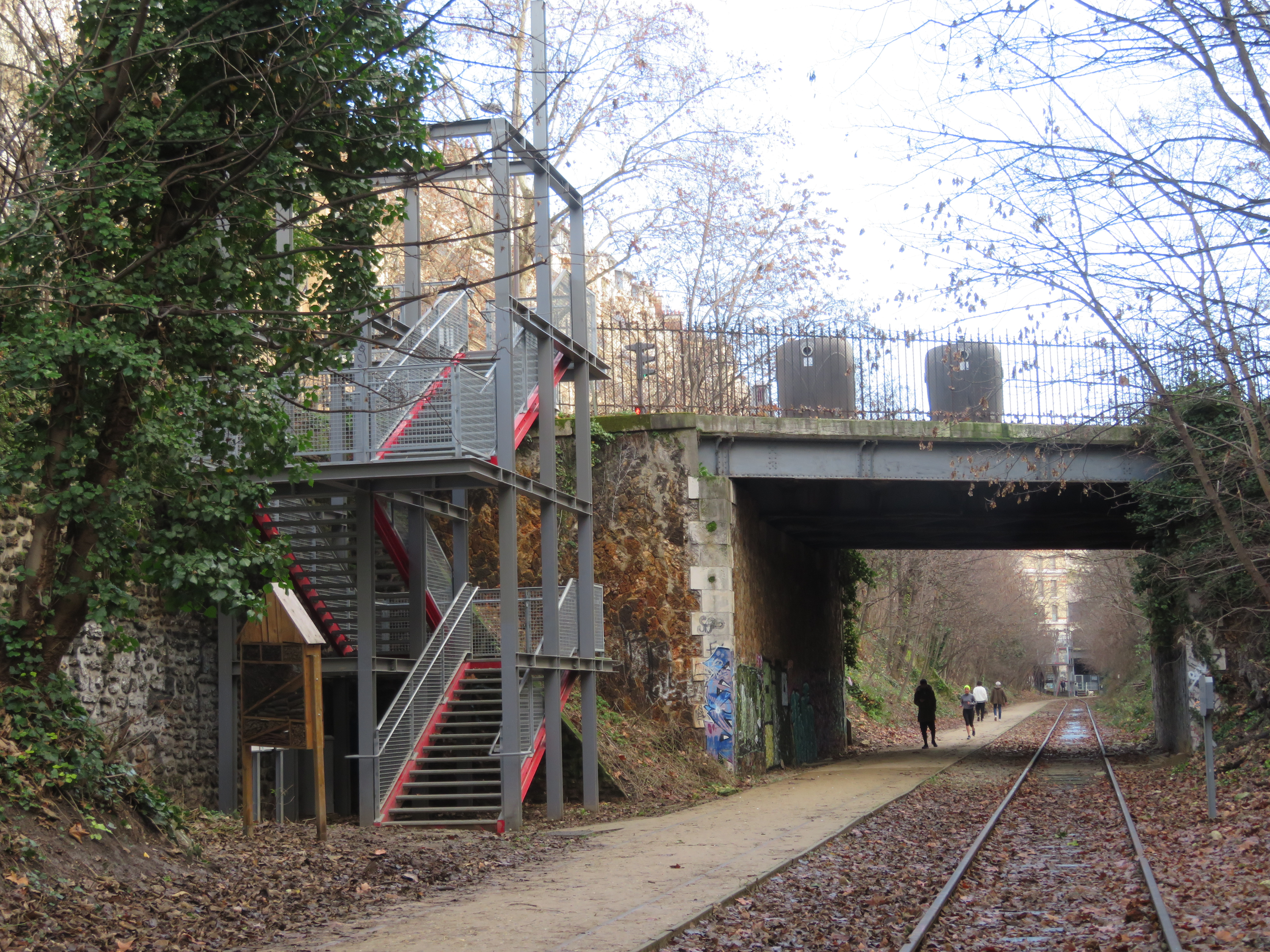
Petite ceinture du 17ème
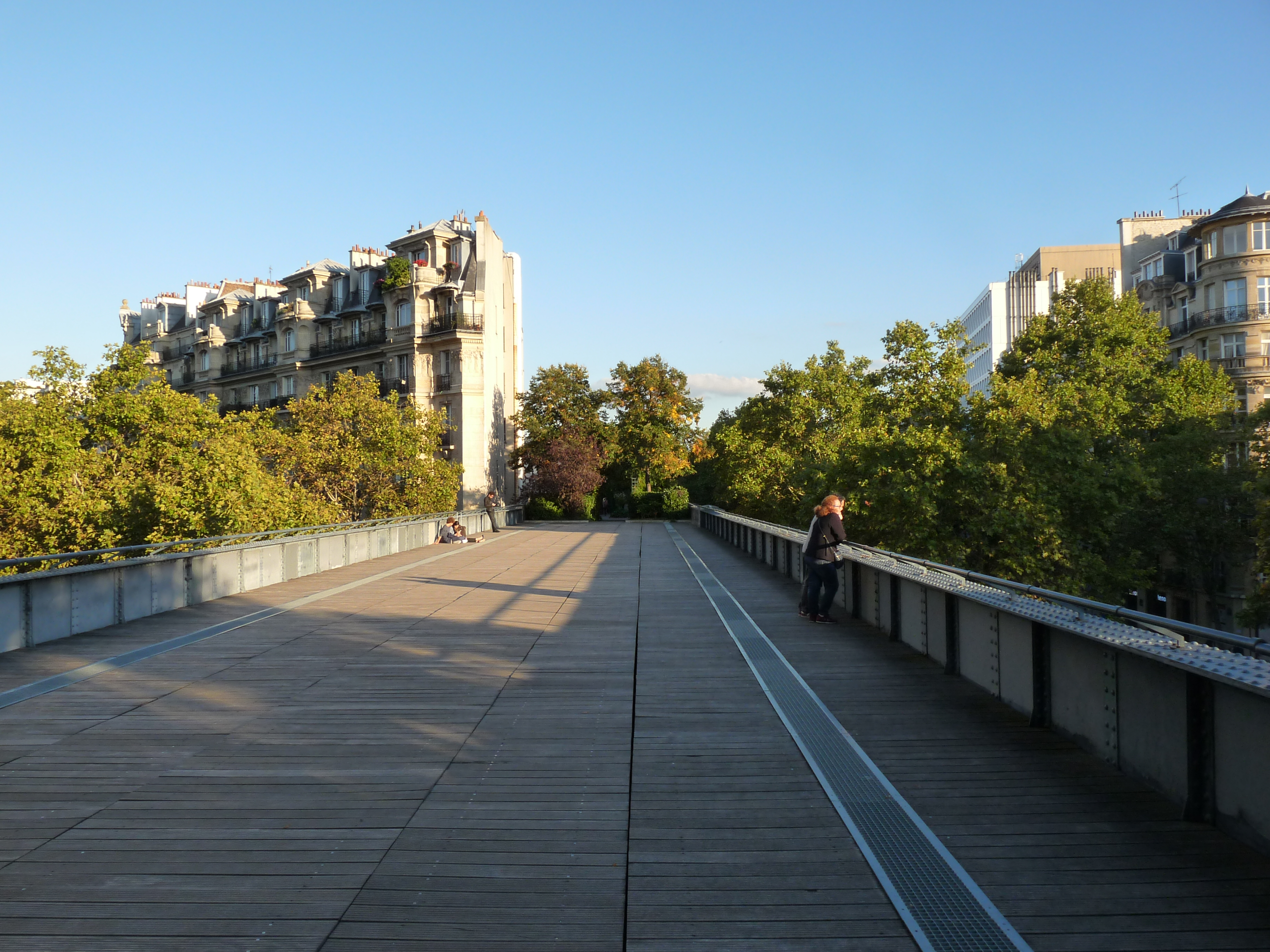
Coulée verte René Dumont
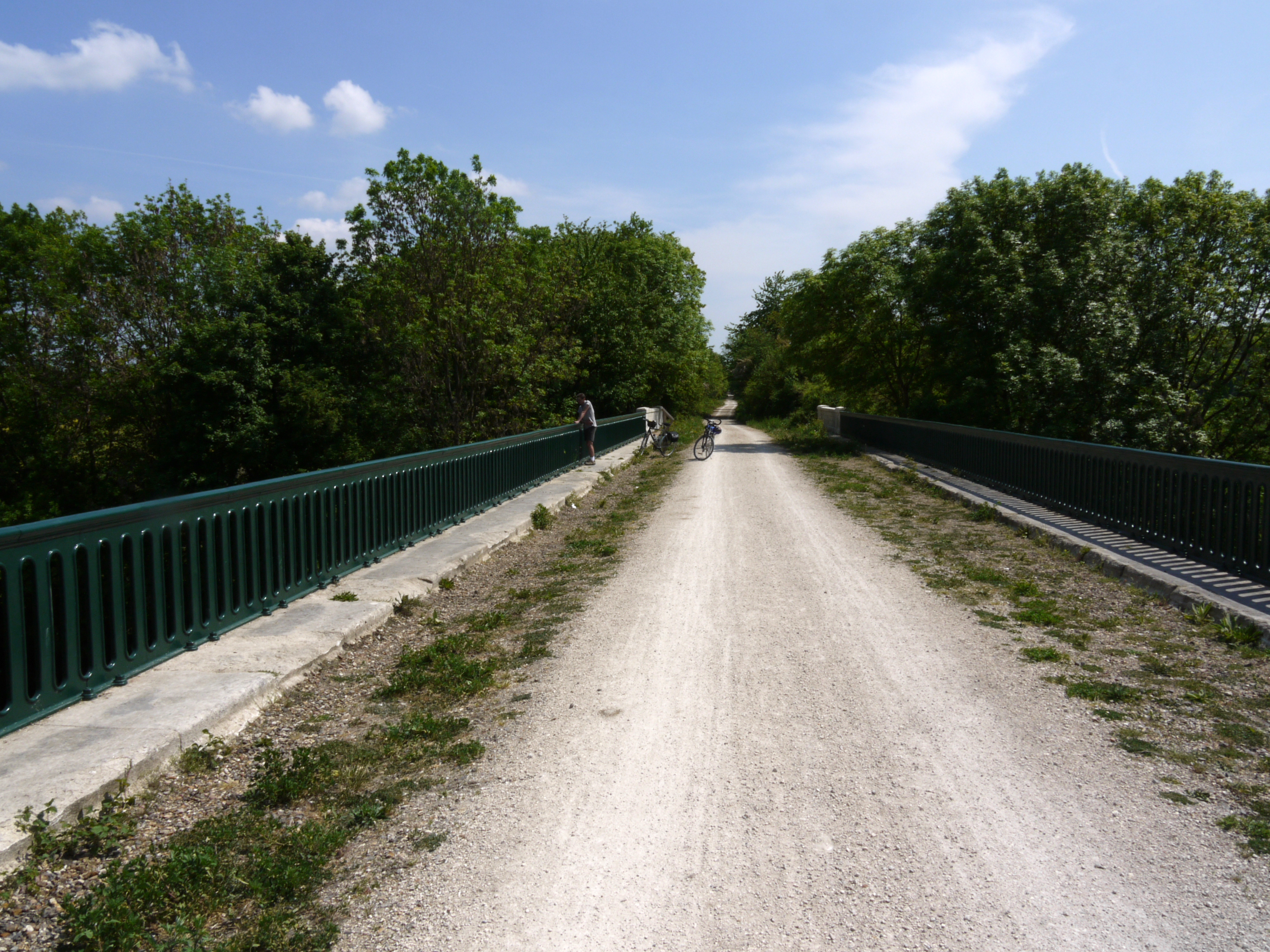
Chemin des roses
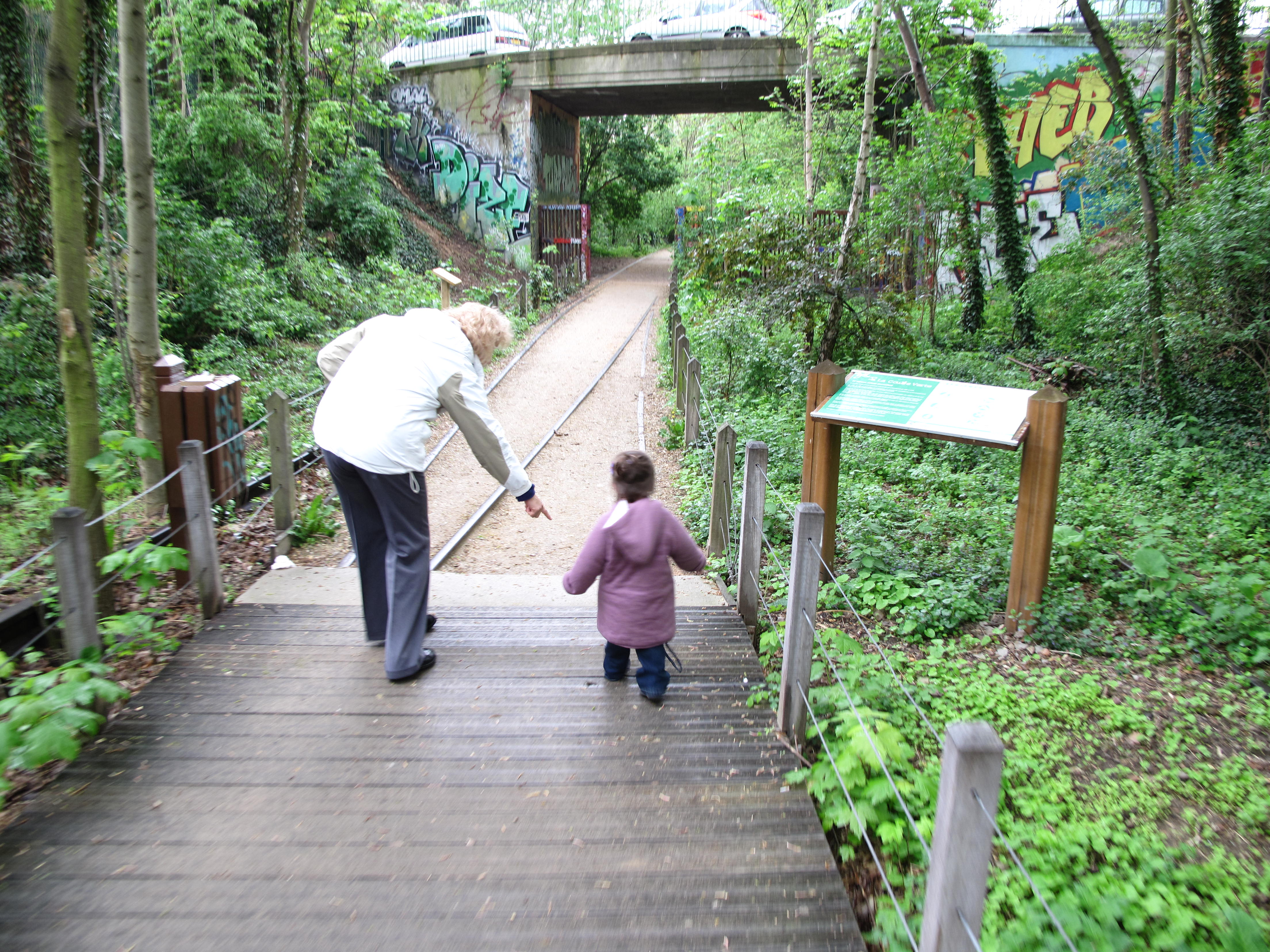
Coulee verte de Colombes
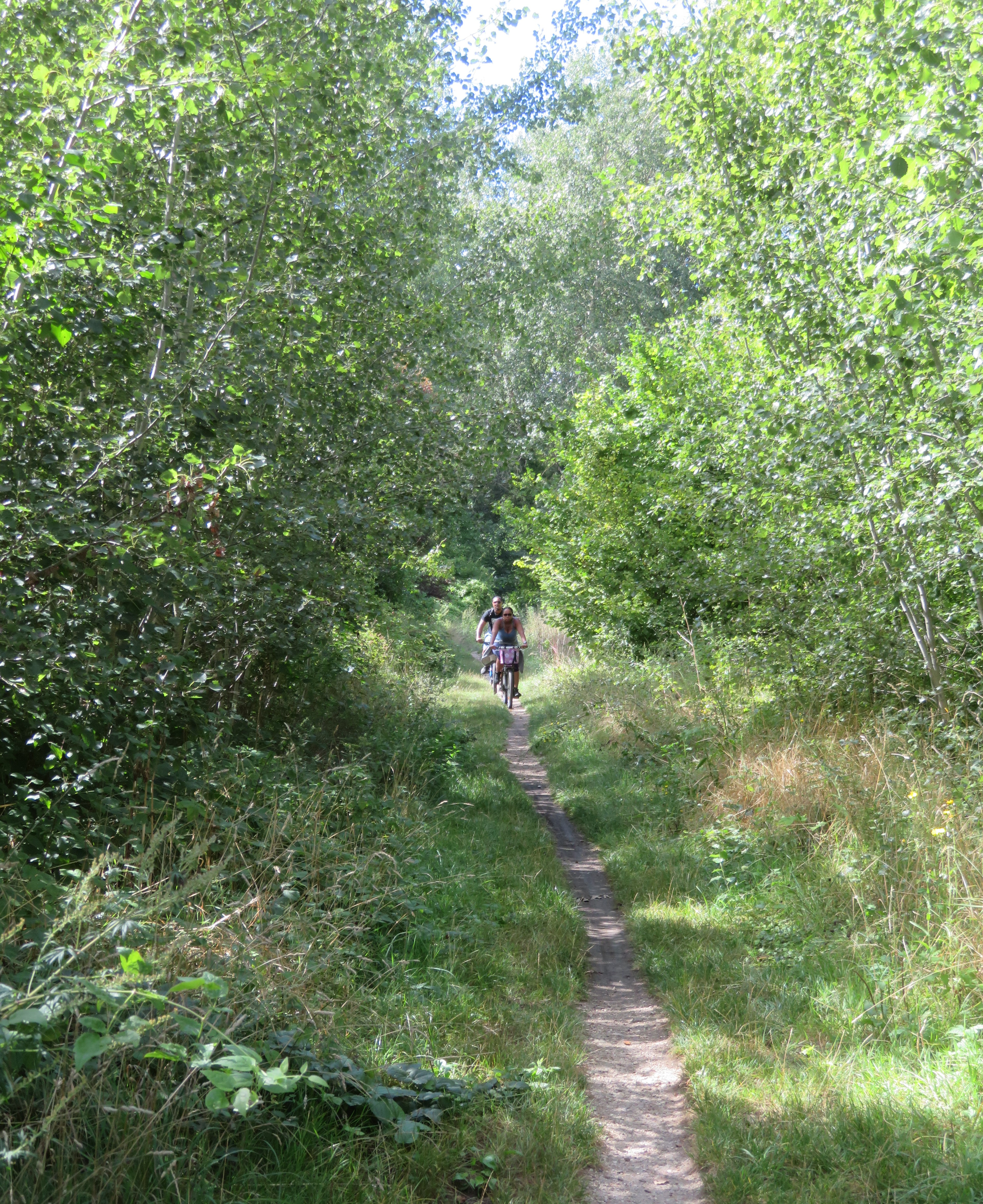
Chemin de la Louette

| ligne ferroviaire désaffectée                                                              | Voie ou chemin                                        | Localisation | Longueur | Surface           | Remarque |
| ------------------------------------------------------------------------------------------ | ----------------------------------------------------- | --- | -------- | ----------------- | --- |
| Ligne de Valmondois à Marines                                                              | 3 tronçons                                            | de Butry-sur-Oise à Nesles-la-Vallée (7 km), de Labbeville à Vallangoujard (2 km), de Bréançon à Marines (3 km) | 12 km    | chemin            | Les 2 premiers tronçons intégrés dans une boucle cycliste du Vexin, le troisième dans un sentier de petite randonnée. |
| Compagnie des chemins de fer de grande banlieue, ligne de Pontoise à Poissy                | Partie de l'Avenue verte                              | de Maurecourt à Cergy                                                                                           | 9 km     | enrobé            | |
| Compagnie des chemins de fer de grande banlieue, Ligne de Meulan à Magny-en-Vexin par Sagy | tronçon du GR 1 et chemin au bord de l'Aubette        | de Sagy à Longuesse                                                                                             | 2 km     | chemin            | |
| Compagnie des chemins de fer de grande banlieue, ligne de Corbeil à Étampes                | Piste cyclable                                        | de Moigny-sur-École à Milly-la-Forêt                                                                            | 1 km     | lisse             | |
| Compagnie des chemins de fer de grande banlieue, ligne de Corbeil à Étampes                | Chemin Gâtinais-Beauce                                | de Milly-la-Forêt à Maisse                                                                                      | 5 km     | stabilisé         | 2 tronçons l'un au départ de Milly-la-Forêt, l'autre de Maisse                                                        |
| Compagnie des chemins de fer de grande banlieue, ligne de La Ferté-Alais à Bouville        | Piste cyclable en accotement de la D145               | de La Ferté-Alais à Bouville                                                                                    | 12 km    | enrobé            | |
| Compagnie des chemins de fer de grande banlieue, ligne d'Arpajon à Étampes                 | Chemin au long d'une route                            | d'Égly à Boissy-sous-Saint-Yon                                                                                  | 1 km     | chemin            | |
| Compagnie des chemins de fer de grande banlieue, ligne d'Arpajon à Étampes                 | Voie piétonne urbaine                                 | Égly | 1 km     | stabilisé         | |
| Compagnie des chemins de fer de grande banlieue, ligne d'Arpajon à Étampes                 | tronçon du GR 111C                                    | Villeconin du village au hameau de Venant                                                                       | 3 km     | chemin            | |
| Ligne de Gretz-Armainviliiers à Sézanne                                                    | Coulée verte                                          | de La Ferté-Gaucher à Lescherolles                                                                              | 4 km     | stabilisé         | |
| Arpajonnais                                                                                |                                                       | 3 tronçons à Saulx-les-Chartreux, Linas et Leuville                                                             | 4 km     | chemins           | |
| Ligne de Petite Ceinture                                                                   |                                                       | tronçons dans les 12e, 13e, 14e, 15e, 16e, 17e, 19e et 20e arrondissements de Paris                             | 7 km     | stabilisé         | Prolongements en projet                                                                                               |
| Ligne de Paris-Bastille à Marles-en-Brie                                                   | Chemin des Roses                                      | de Servon à Guignes                                                                                             | 18 km    | stabilisé         | Via Brie-Comte-Robert                                                                                                 |
| Ligne de Paris-Bastille à Marles-en-Brie                                                   | Tégéval                                               | de Villecresnes (près du site de l'ancienne gare) à Mandres-les-Roses (ancienne gare)                           | 3 km     | stabilisé         | |
| Ligne de Paris-Bastille à Marles-en-Brie                                                   | Tégéval                                               | Villecresnes | 2 km     | enrobé            | |
| Ligne de Paris-Bastille à Marles-en-Brie                                                   | coulée verte de l'ancienne ligne                      | Limeil-Brévannes                                                                                                | 2 km     | chemin            | Des voies du terminus du RER A de Boissy-Saint-Léger au Tégéval                                                       |
| Ligne de Paris-Bastille à Marles-en-Brie                                                   | Coulée verte René-Dumont                              | Paris 12ème | 5 km     | enrobé            | |
| Ligne de Paris-Bastille à Marles-en-Brie                                                   | Chemin de Chaumes-en-Brie                             | Chaumes-en-Brie                                                                                                 | 4 km     | chemin            | |
| Ligne d'Étampes à Auneau-Embranchement                                                     | Voie verte de la Chalouette                           | d’Étampes à Chalo-Saint-Mars                                                                                    | 5 km     | enrobé            | |
| Ligne d'Étampes à Auneau-Embranchement                                                     | Chemin de la Louette                                  | de Chalo-Saint-Mars à Plessis-Saint-Benoist                                                                     | 6 km     | chemin            | Prolongement de la voie verte de la Chalouette. Chemin GRP des Vallées de l'Essonne                                   |
| Ligne d'Ouest-Ceinture à Chartres                                                          | Coulée verte du Sud parisien partie de la Véloscénie  | de Sceaux à Massy                                                                                               | 6 km     | enrobé            | Voie ferrée inachevée. Longe ou surplombe les voies du TGV Atlantique                                                 |
| Ligne d'Ouest-Ceinture à Chartres                                                          | Coulée verte des Fauvettes, partie de la Véloscénie   | de Bures-sur-Yvette à Gometz-le-Châtel                                                                          | 2 km     | chemin            | Passe par le viaduc des Fauvettes (site d'escalade)                                                                   |
| Ligne d'Ouest-Ceinture à Chartres                                                          | Voie verte de l’aérotrain, partie de la Véloscénie    | de Gometz-la-Ville à Bonnelles                                                                                  | 11 km    | stabilisé         | |
| Raccordement de Courbevoie à Colombes                                                      | Coulée verte de Colombes                              | de La Garenne-Colombes à Colombes                                                                               | 2 km     | chemin            | |
| Ligne du Refoulons d'Enghien à Montmorency                                                 |                                                       | d'Enghien-les-Bains à Montmorency                                                                               | 2 km     | routes et chemins | |
| Embranchement des abattoirs de la Villette                                                 | Allée Darius̙-Milhaud, Allée Arthur-Honegger           | Paris 19ème | 1 km     | enrobé            | Joint le parc des Buttes-Chaumont au parc de la Villette                                                              |
| Ligne de Sceaux                                                                            | partie de la ligne abandonnée de Saint-Rémy à Limours | de Saint-Rémy-lès-Chevreuse à Boullay-les-Troux                                                                 | 5 km     | chemin            | indiqué parcours cycliste comprend des passages caillouteux                                                           |

| Enrobé | Stabilisé | Chemin | Total  |
| ------ | --------- | ------ | ------ |
| 41 km  | 50 km     | 42 km  | 133 km |

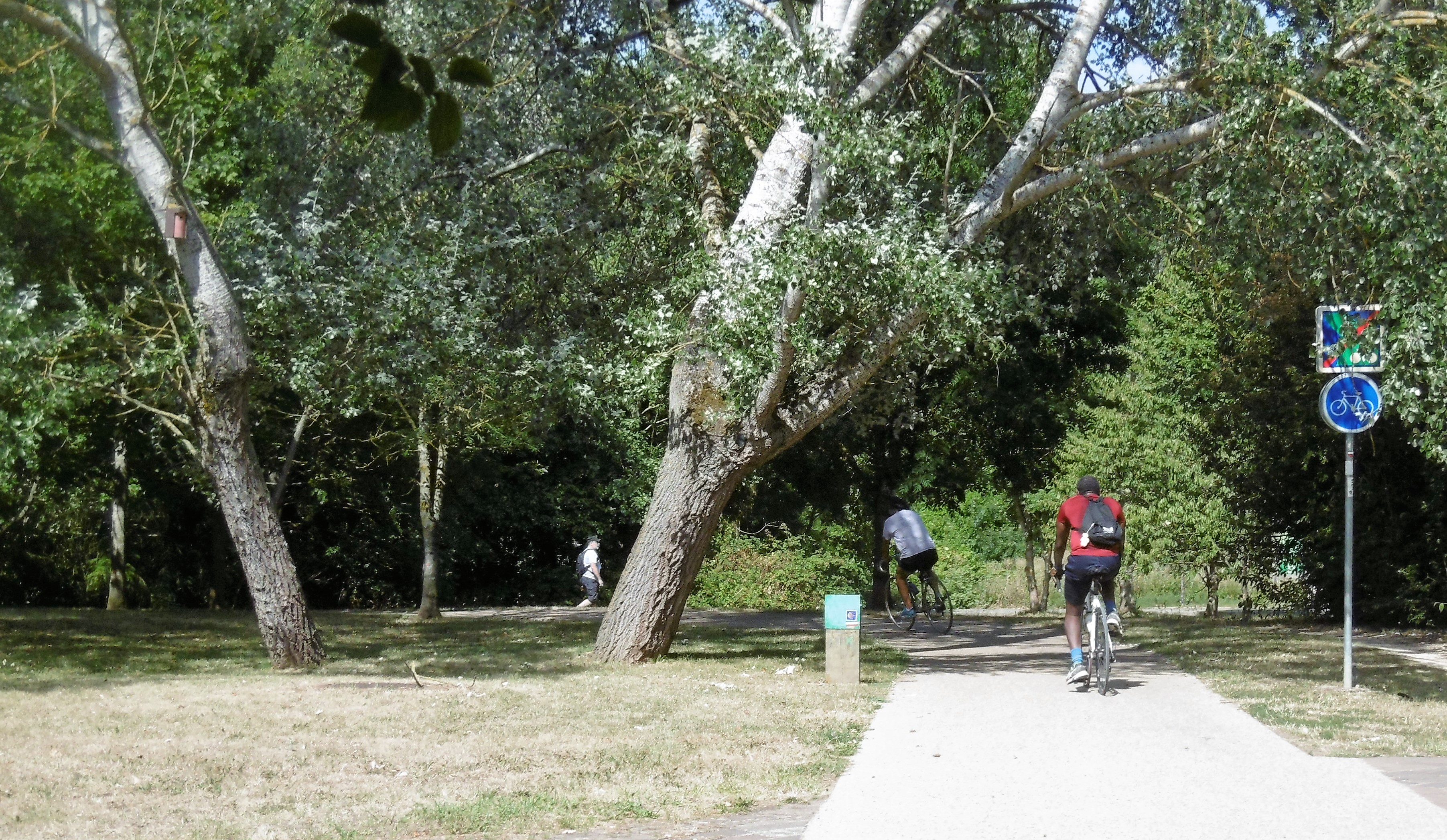
Coulée verte du Sud parisien à Verrières-le-Buisson
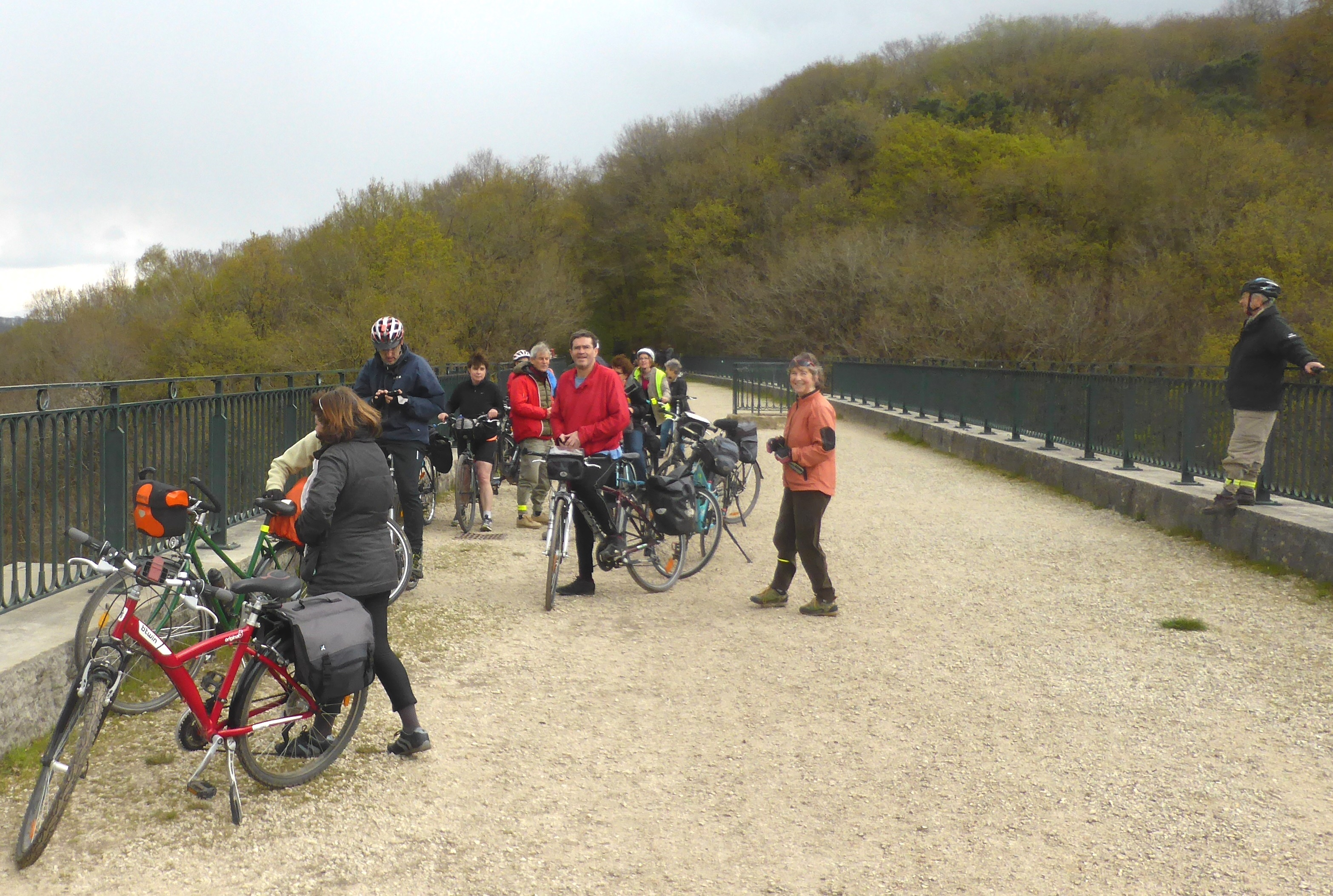
Viaduc des Fauvettes
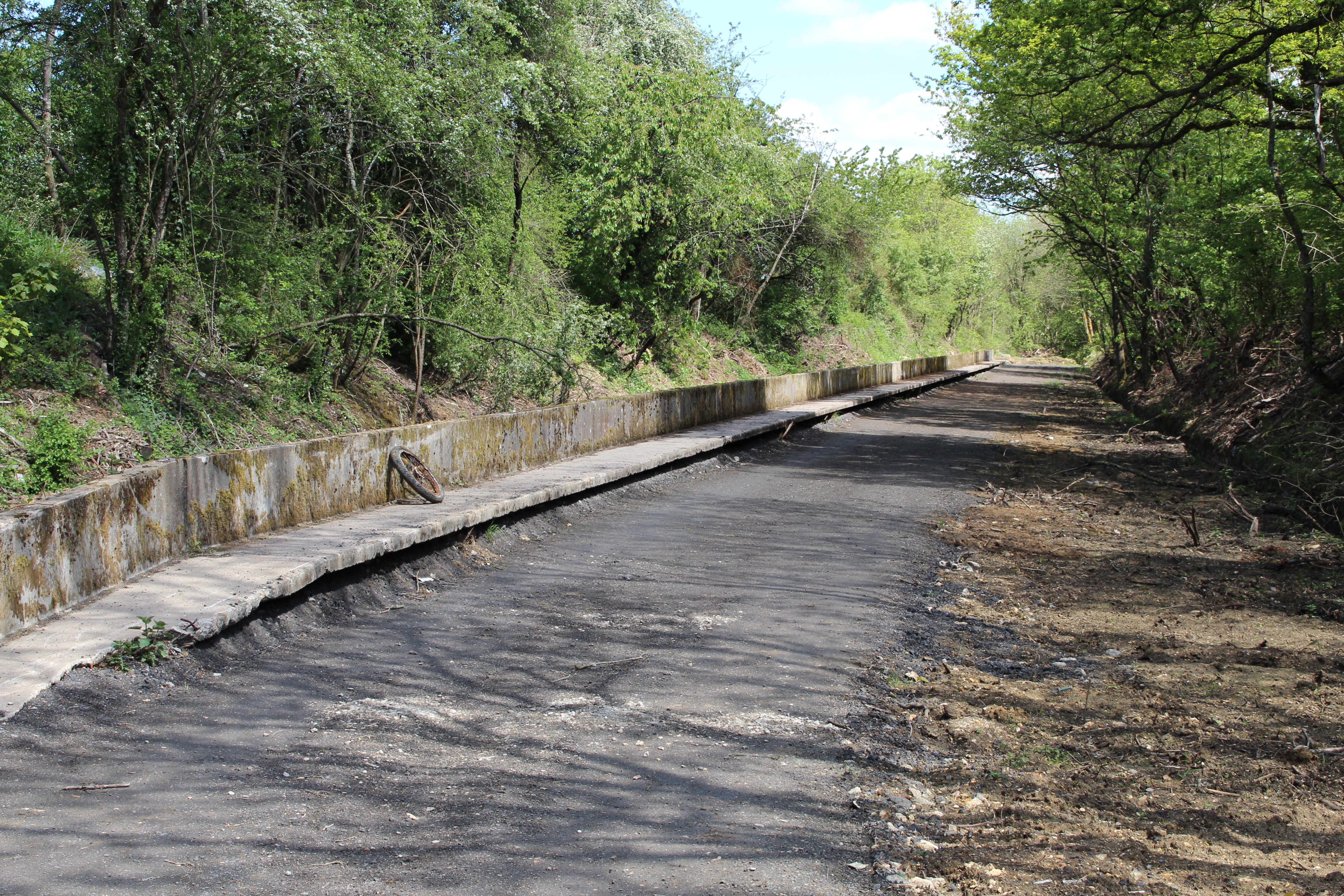
Voie verte de l’aérotrain
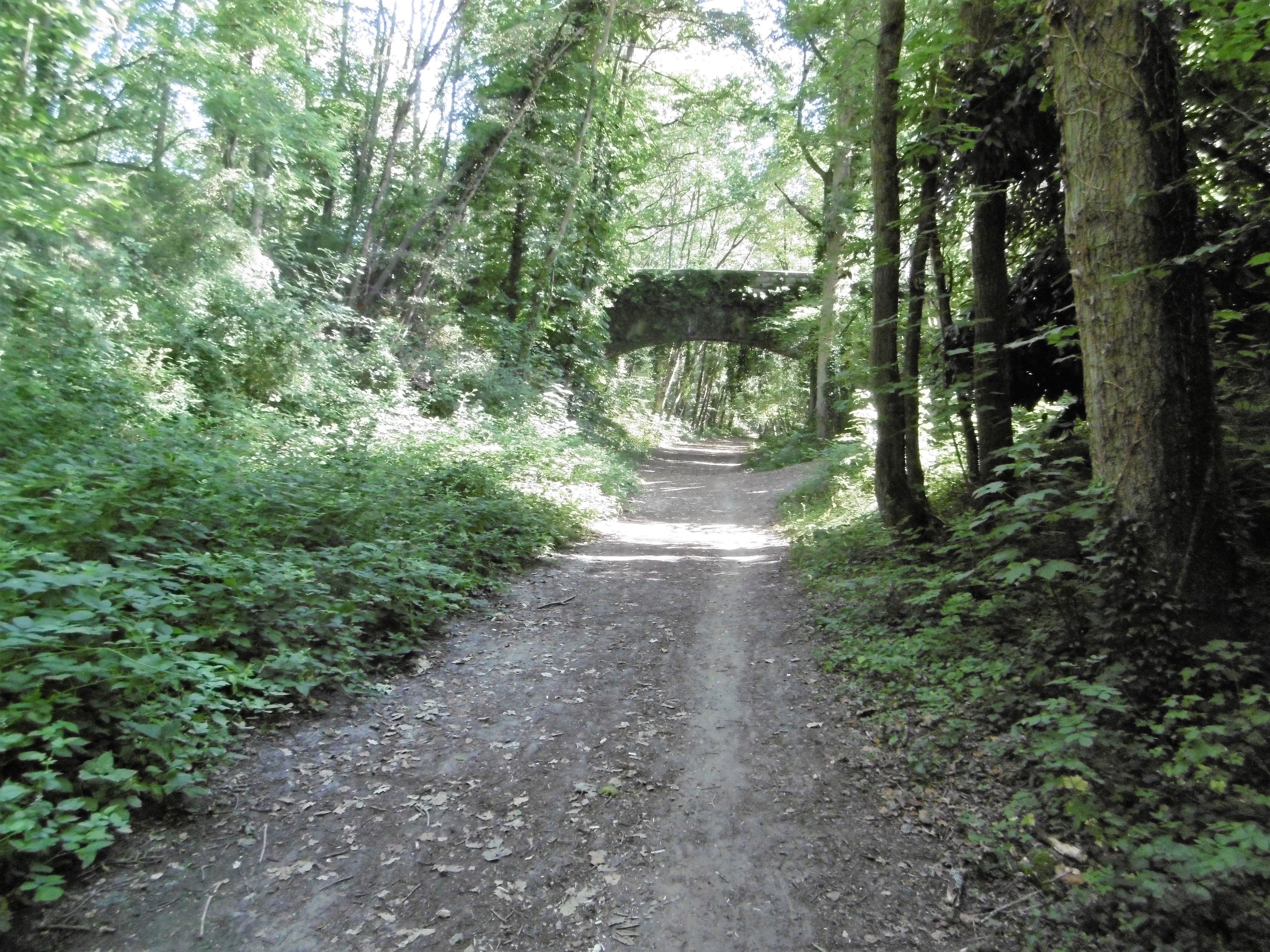
Chemin de Saint-Rémy à Boullay-les-Troux

## Normandie

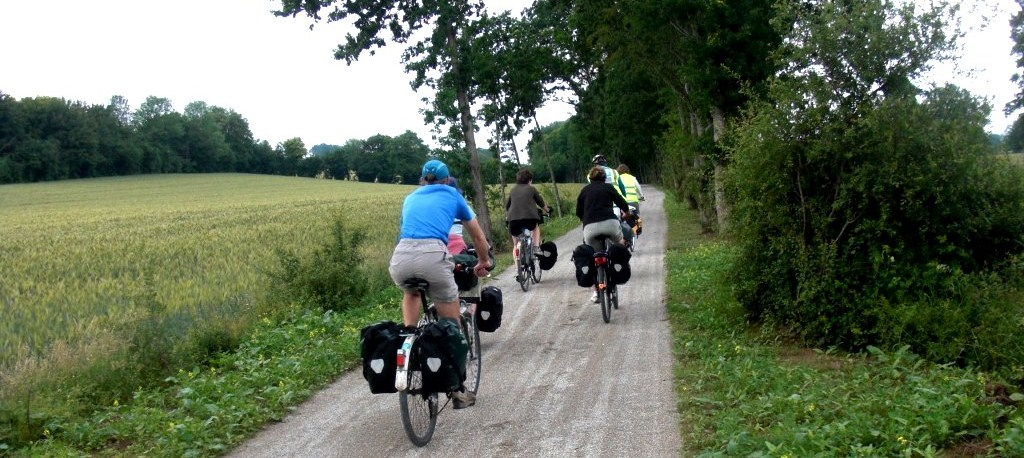
Voie verte Condé-Alençon
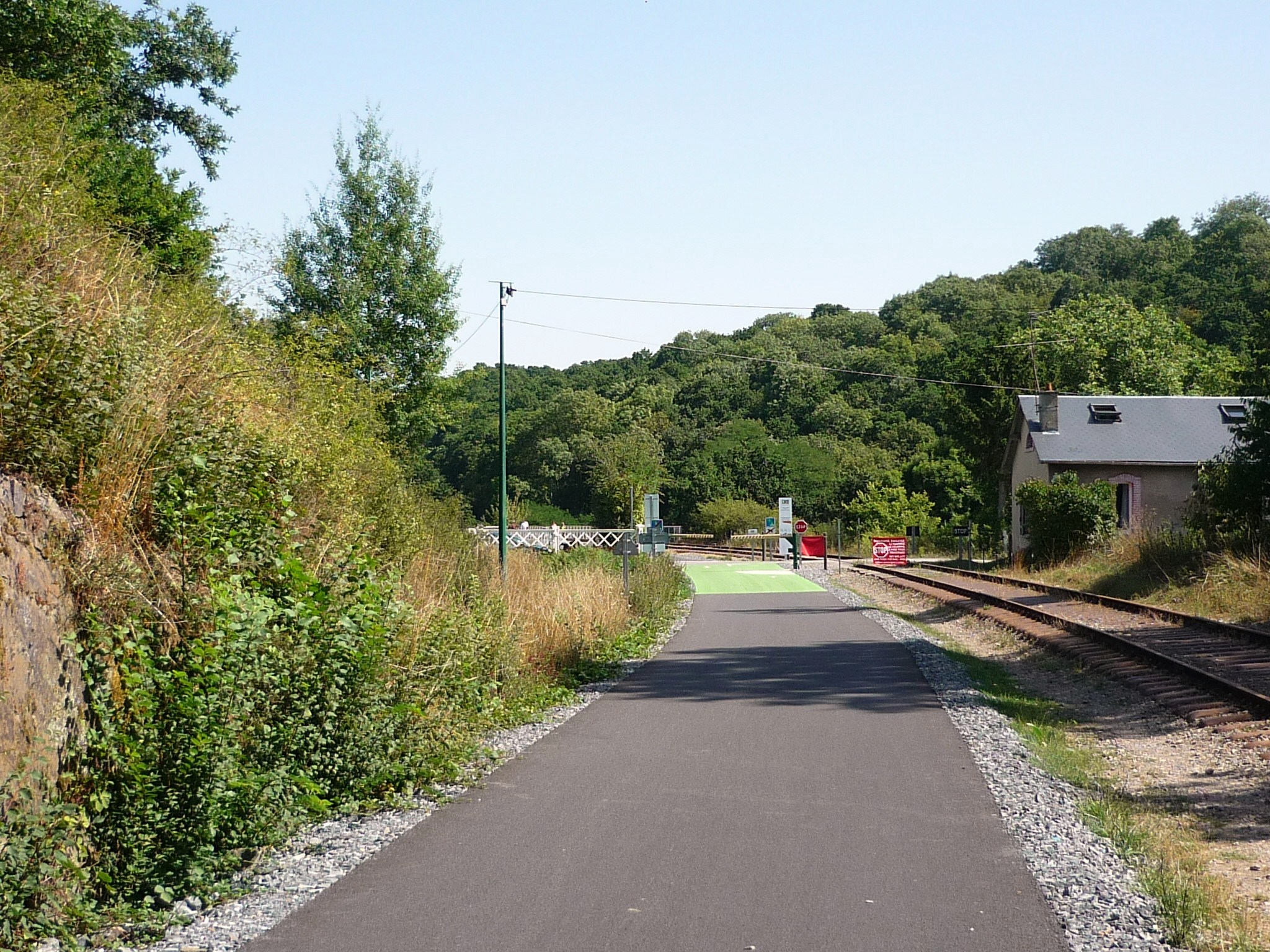
Voie verte de la Suisse Normande
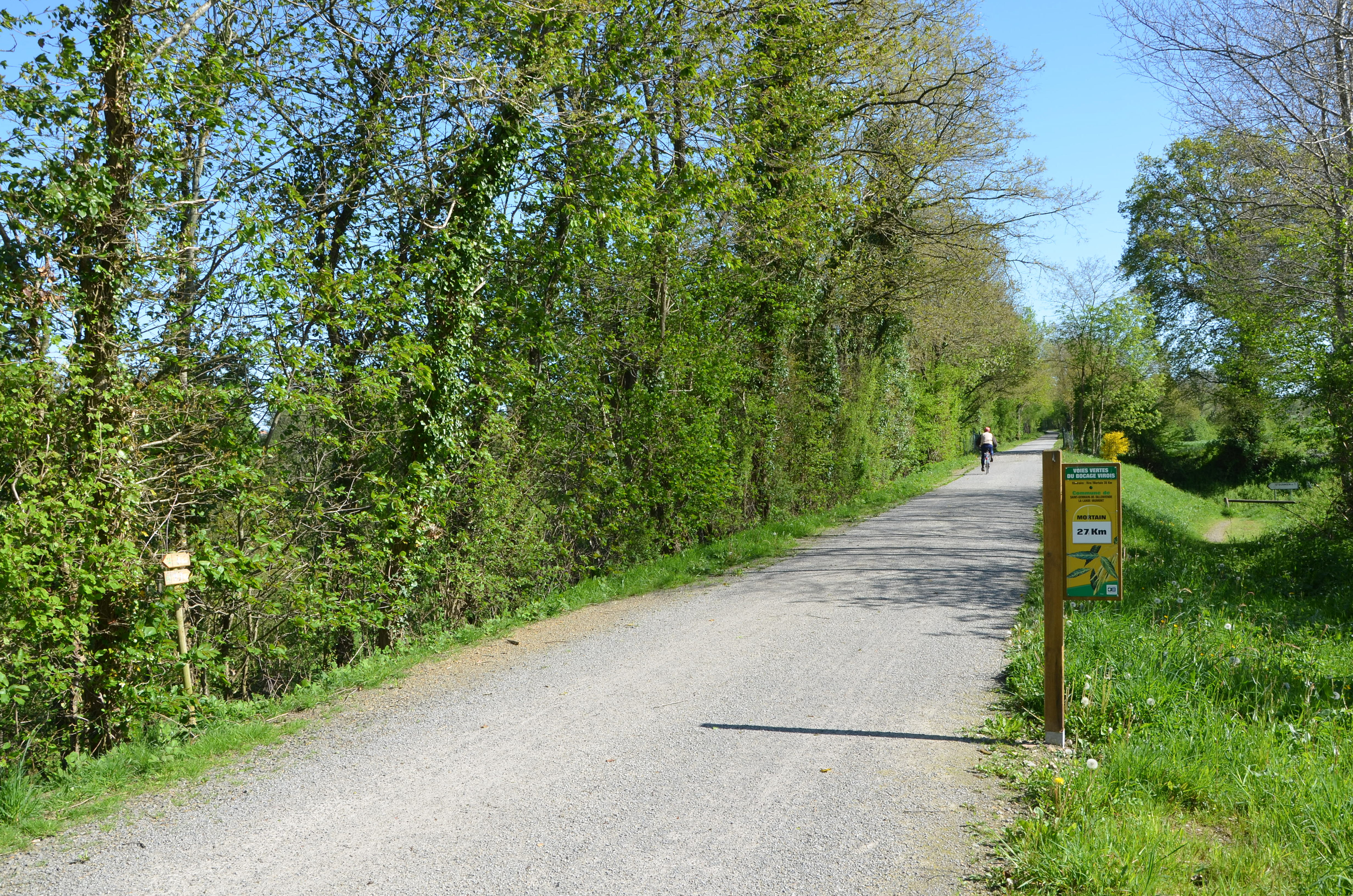
Voie Verte de Vire à la baie du Mont-Saint-Michel
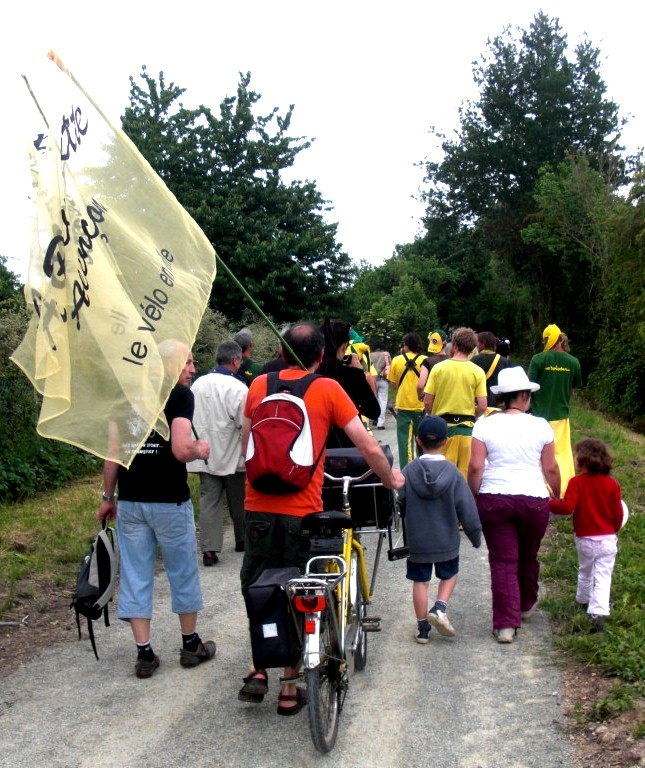
Inauguration de la voie verte Condé-Alençon

| ligne ferroviaire désaffectée                 | Voie ou chemin                                  | Situation                                        | Longueur           | Surface                   | Remarque                                      |
| --------------------------------------------- | ----------------------------------------------- | ------------------------------------------------ | ------------------ | ------------------------- | --------------------------------------------- |
| Ligne d'Alençon à Condé-sur-Huisne            | Voie verte Condé-sur-Huisne-Alençon Véloscénie  | d'Alençon à Condé-sur-Huisne                     | 66 km              | stabilisé                 |                                               |
| Ligne d'Alençon à Domfront                    | Véloscénie                                      | d’Alençon à Couterne                             | 45 km              | stabilisé                 |                                               |
| Ligne de Briouze à Couterne                   |                                                 | de Briouze à Bagnoles-de-l’Orne                  | 22 km              | stabilisé                 |                                               |
| Ligne de Caen à Cerisy-Belle-Étoile           | Voie verte de la Suisse Normande Vélo Francette | de Caen à Pont-d'Ouilly                          | 38 km              | enrobé                    | voie verte longeant une voie ferrée maintenue |
| Ligne de Caen à Dozulé - Putot                | Piste cyclable                                  | Mondeville                                       | 1 km               | enrobé                    |                                               |
| Ligne de Caen à Vire                          | Vélo Francette                                  | de Vire à La Graverie                            | 7 km               | stabilisé                 |                                               |
| Ligne de Caen à Vire                          |                                                 | de Caen à Bretteville-sur-Odon                   | 5 km               | enrobé                    |                                               |
| Ligne de Carentan à Carteret                  |                                                 | de Carentan à Carteret par La Haye-du-Puits      | 30 km              | stabilisé                 |                                               |
| Ligne de La Chapelle-Anthenaise à Flers       | Vélo Francette                                  | de Domfront à Céaucé                             | 8 km               | stabilisé                 |                                               |
| Ligne de La Chapelle-Anthenaise à Flers       | Vélo Francette                                  | de Domfront à Flers                              | 19 km              | stabilisé                 |                                               |
| Ligne Coulibœuf - Falaise                     |                                                 | de Couliboeuf à Falaise                          | 6 km               | stabilisé                 |                                               |
| Ligne de Coutances à Sottevast                | Véloroute de la Baie du Mont-St-Michel          | de Coutances à Sottevast                         | 63 km              |                           |                                               |
| Ligne de Coutances à Sottevast                | Véloroute de la Baie du Mont-St-Michel          | Coutances                                        | 5 km               | enrobé                    |                                               |
| Chemin de fer minier                          |                                                 | Caen                                             | 5 km               | enrobé                    |                                               |
| Ligne de Domfront à Pontaubault               | Véloscénie                                      | de Domfront à Pontaubault                        | 59 km              | stabilisé                 |                                               |
| Ligne de Mamers à Mortagne-au-Perche          | Chemin forestier                                | Bellême                                          | 3 km               | chemin                    |                                               |
| Ligne de Sainte-Gauburge à Mesnil-Mauger      | Voie verte de la Vallée de la Vie               | De Mesnil-Mauger à Saint-Julien-le-Faucon        | 5 km               | stabilisé                 |                                               |
| Ligne de Sainte-Gauburge à Mesnil-Mauger      | Voie verte de la Vallée de la Vie               | de Saint-Julien-le-Faucon à Vimoutiers           | 18 km              | enrobé                    |                                               |
| Ligne de Vire à Romagny                       | La vélomaritime                                 | de Vire à Romagny (Mortain)                      | 38 km              | stabilisé                 |                                               |
| Ligne de Barentin à Caudebec-en-Caux          | Voie Claude Lemesle puis La Seine à vélo        | de Pavilly à Saint-Wandrille                     | 25 km (à vérifier) | stabilisé                 |                                               |
| Ligne d'Échauffour à Bernay                   | Voie verte de la Charentonne                    | de Bernay à Broglie                              | 11 km              | enrobé                    |                                               |
| Ligne de Dieppe à Fécamp                      | Véloroute du lin                                | d'Hautot-sur-Mer à Saint-Pierre-le-Viger         | 23 km              | enrobé                    |                                               |
| Ligne de Dieppe à Fécamp                      | Véloroute du lin                                | de Fécamp à Saint-Vaast-Dieppevalle              | 29 km              | enrobé                    |                                               |
| Ligne d'Évreux-Embranchement à Quetteville    | Voie verte d’Évreux à la vallée du Bec          | d’Évreux au Bec-Hellouin                         | 44 km              | chemin                    |                                               |
| Ligne de Saint-Martin-d'Écublei à Conches     | chemin                                          | du Fidelaire à Sainte-Marthe                     | 5 km               | chemin                    |                                               |
| Ligne de Gisors-Boisgeloup à Pacy-sur-Eure    | Voie verte de la vallée de l’Epte               | de Gisors à Gasny                                | 51 km              | enrobé                    |                                               |
| Ligne de Gisors-Boisgeloup à Pacy-sur-Eure    | Piste cyclable                                  | de Vernonnet à Giverny                           | 4 km               | enrobé                    |                                               |
| Ligne de Pont-l'Évêque à Honfleur             |                                                 | de Pont-l'Évêque à Saint-André-d’Hébertot        | 8 km               | enrobé                    |                                               |
| Ligne de Rouxmesnil à Eu                      | Sentier du petit Caux                           | d'Eu à Saint-Quentin-au-Bosc                     | 17 km              | chemin                    |                                               |
| Ligne de Saint-Denis à Dieppe                 | Avenue verte London-Paris                       | de Serqueux à Arques-la-Bataille                 | 44 km              | enrobé                    |                                               |
| Ligne de Saint-Georges-Motel à Grand-Quevilly | Voie verte de la vallée de l’Eure               | de Saint-Georges-Motel à Bueil                   | 21 km              | enrobé                    |                                               |
| Ligne de Charleval à Serqueux                 | Avenue verte London-Paris                       | De Serqueux à Forge-les-Eaux et Rouvray-Catillon | 5 km               | enrobé (2 km) puis chemin |                                               |

| Enrobé | Stabilisé | Chemin | Total  |
| ------ | --------- | ------ | ------ |
| 309 km | 393 km    | 28 km  | 730 km |

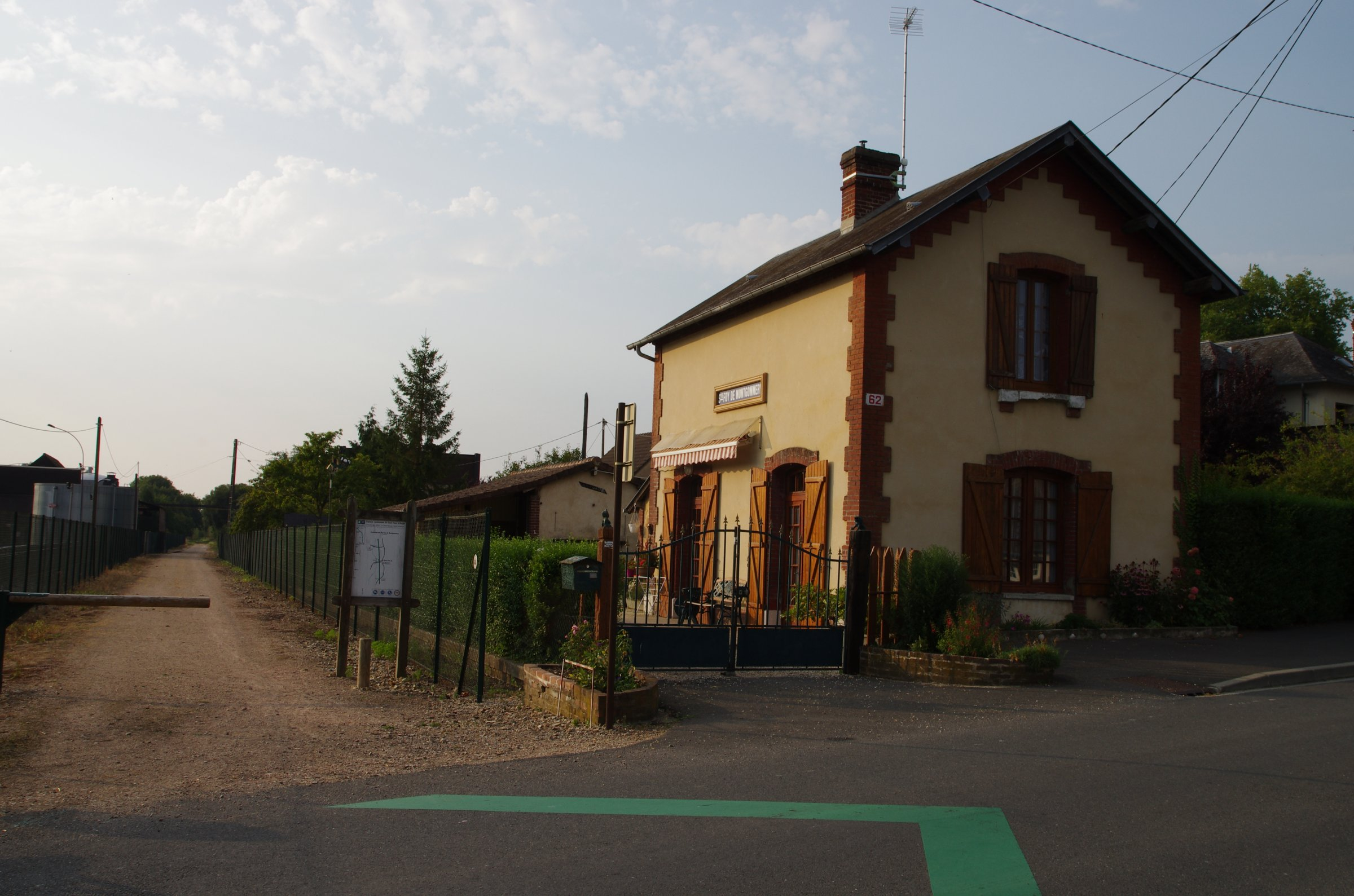
Voie verte de la Vie
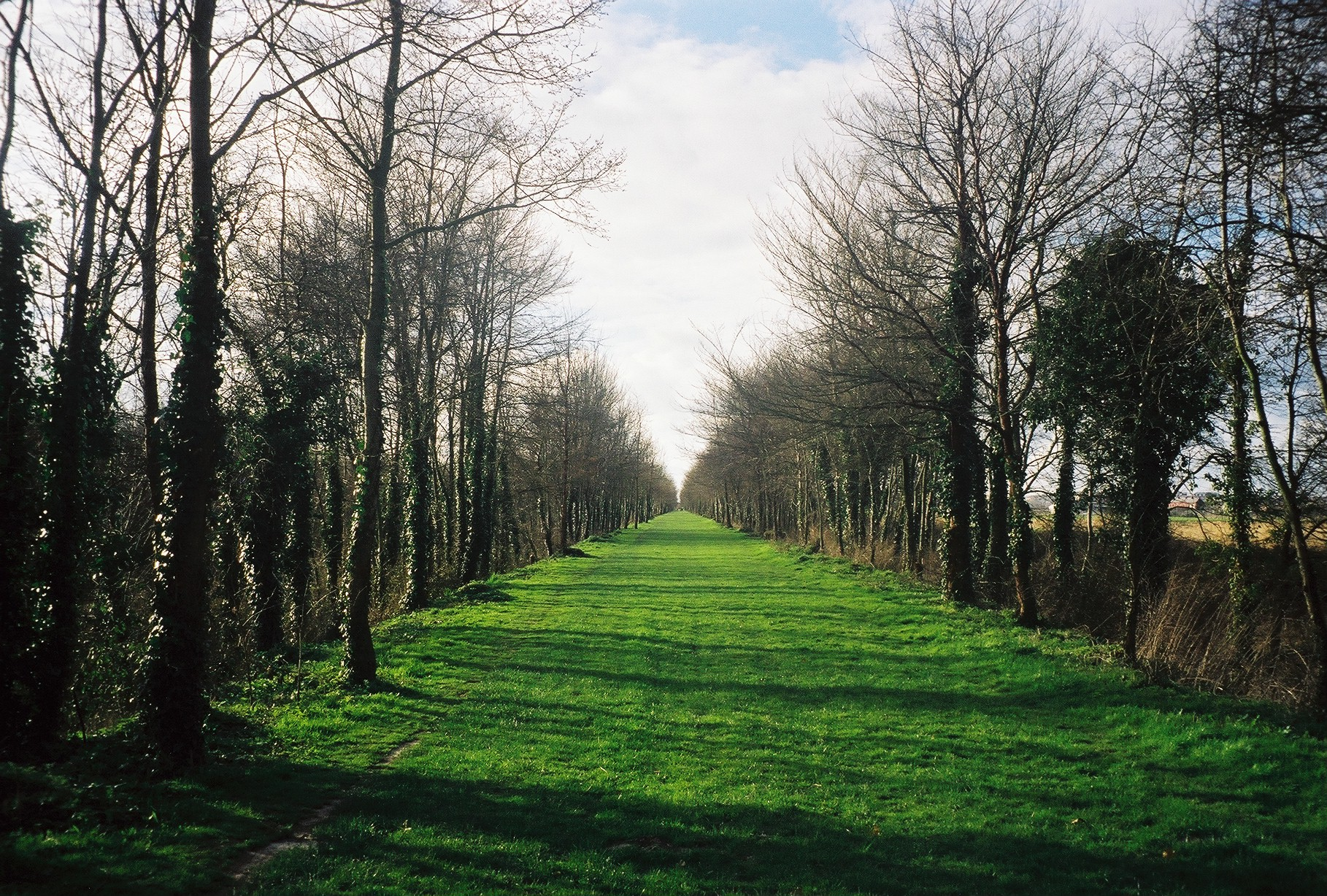
Chemin du Petit Caux
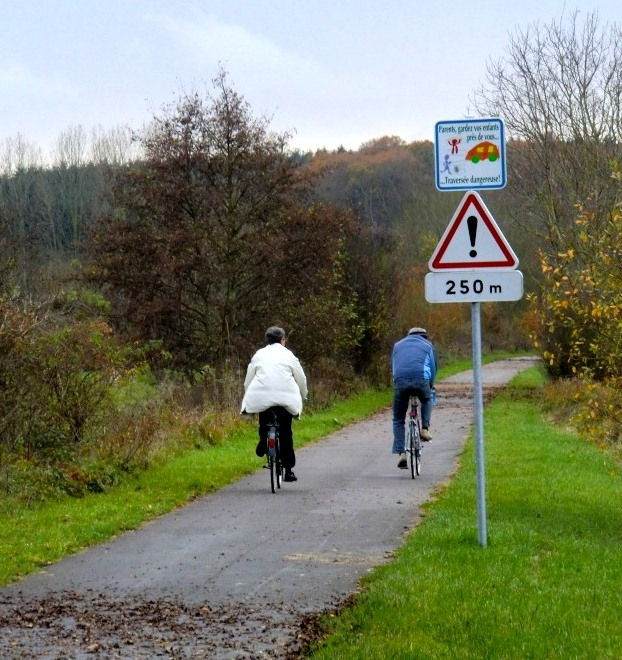
Voie verte de la vallée de l'Epte
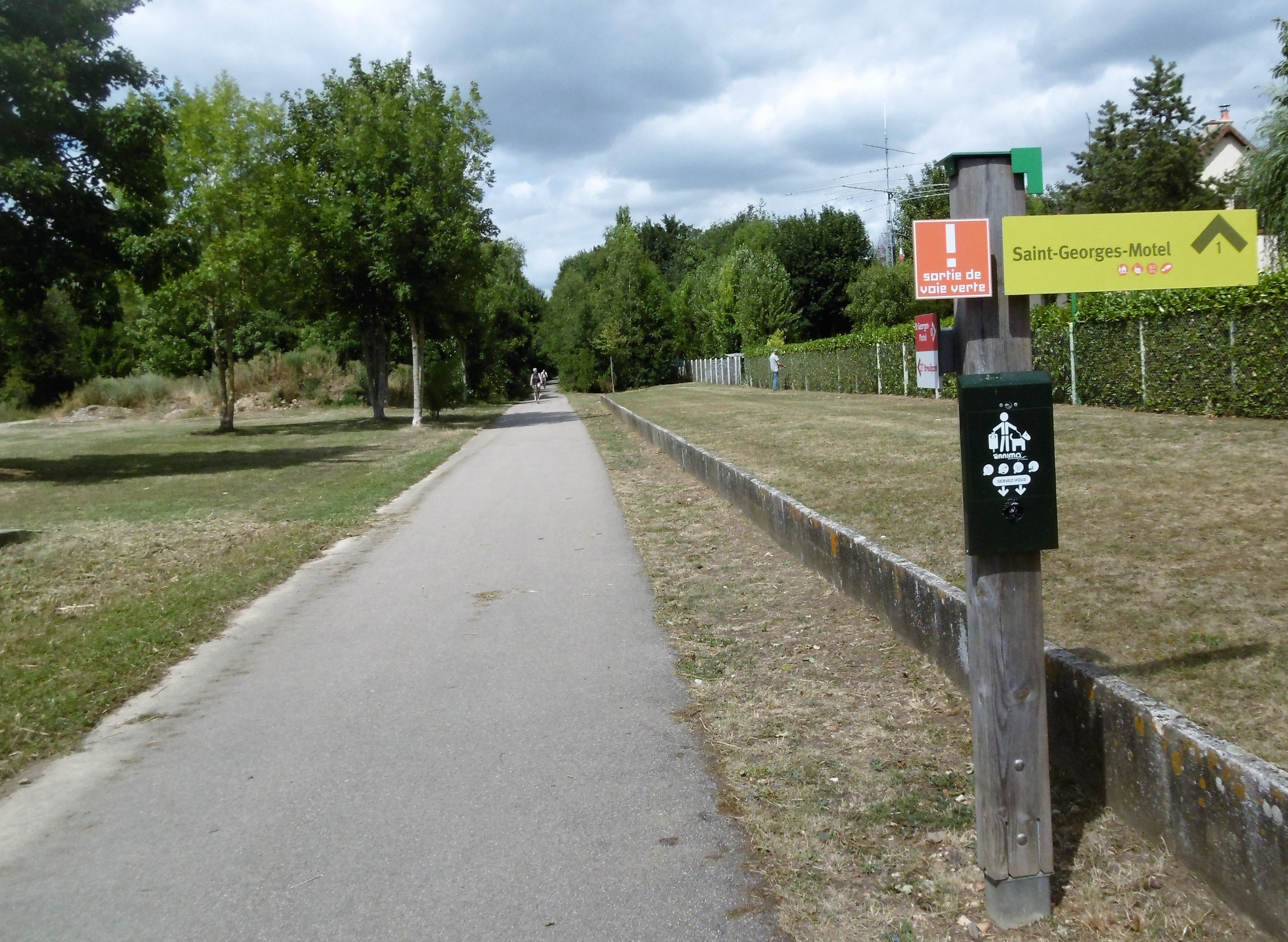
Voie verte de la vallée de l'Eure à St-Georges-Motel
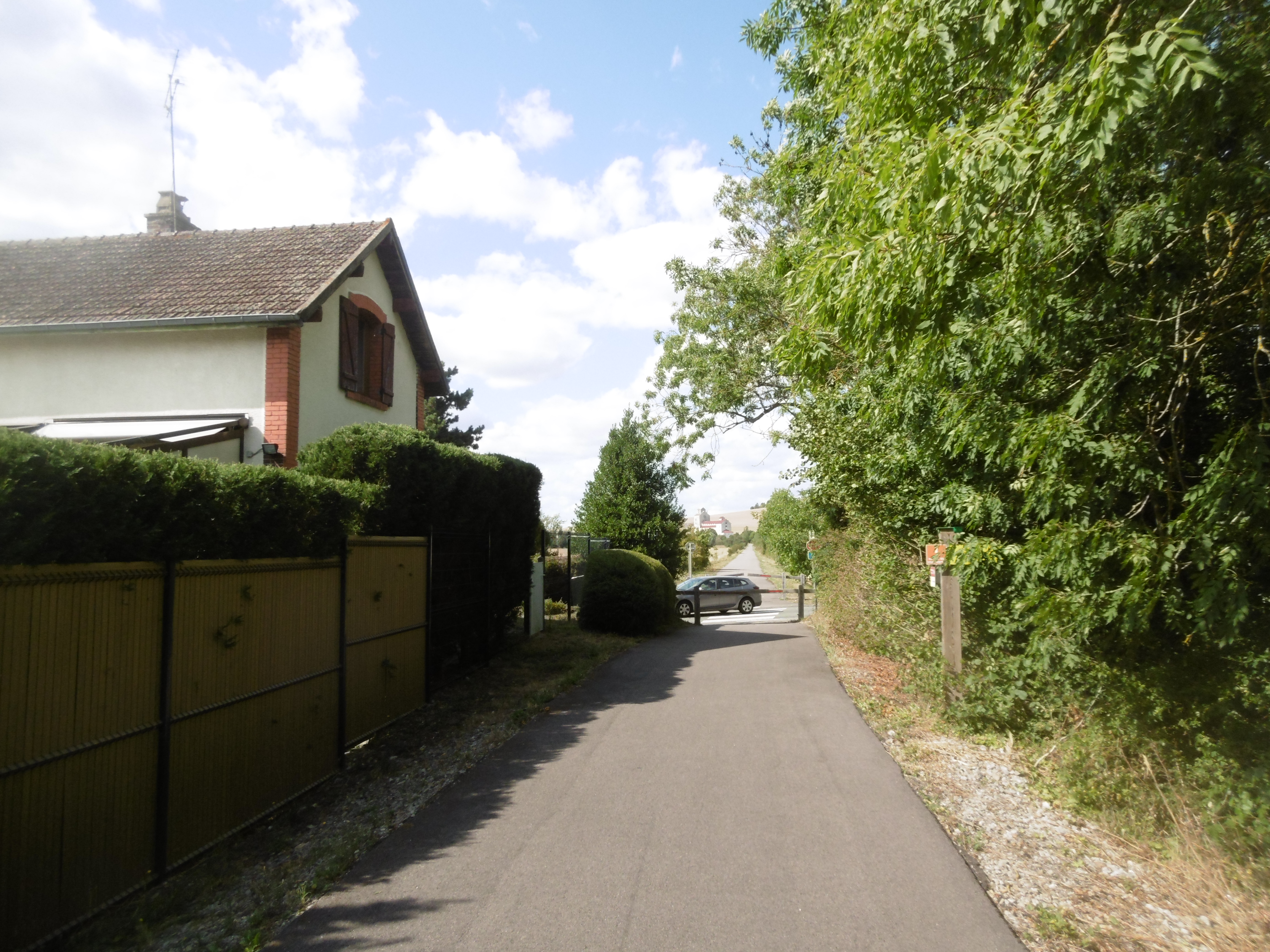
Voie verte de la vallée de l'Eure près de Bueil
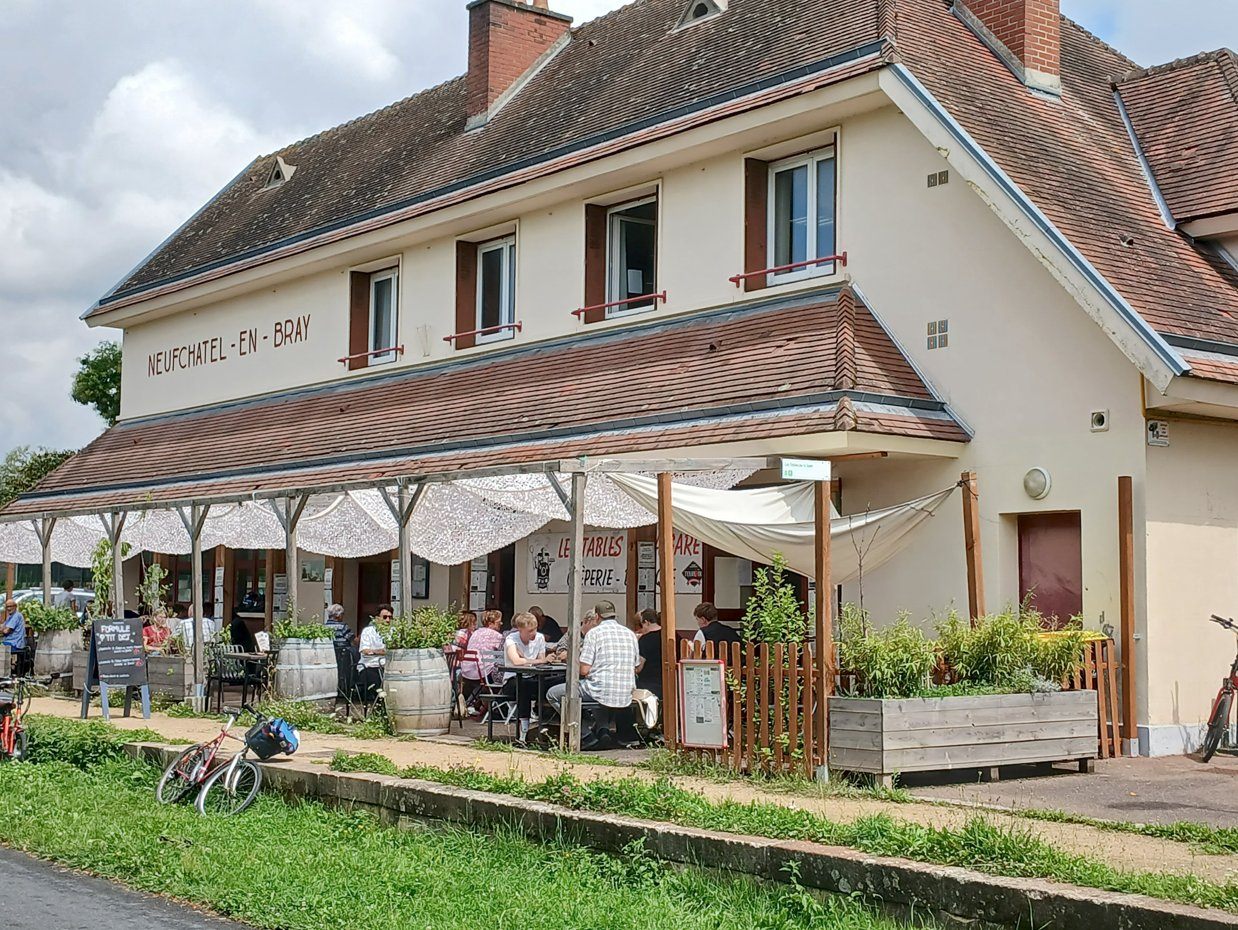
Ancienne gare de Neufchâtel-en-Bray sur l'avenue verte.

## Nouvelle-Aquitaine

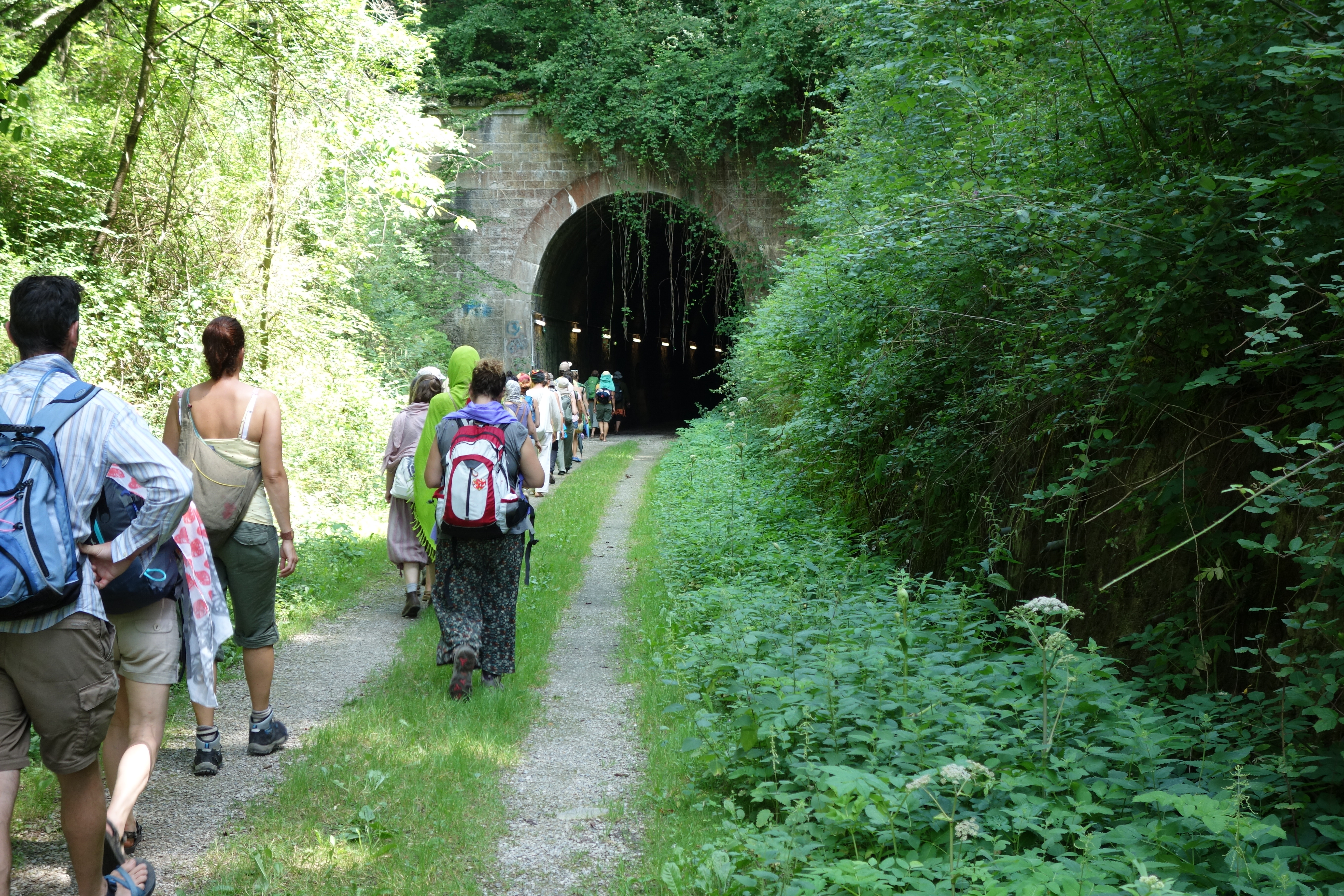
Chemin des filatiers
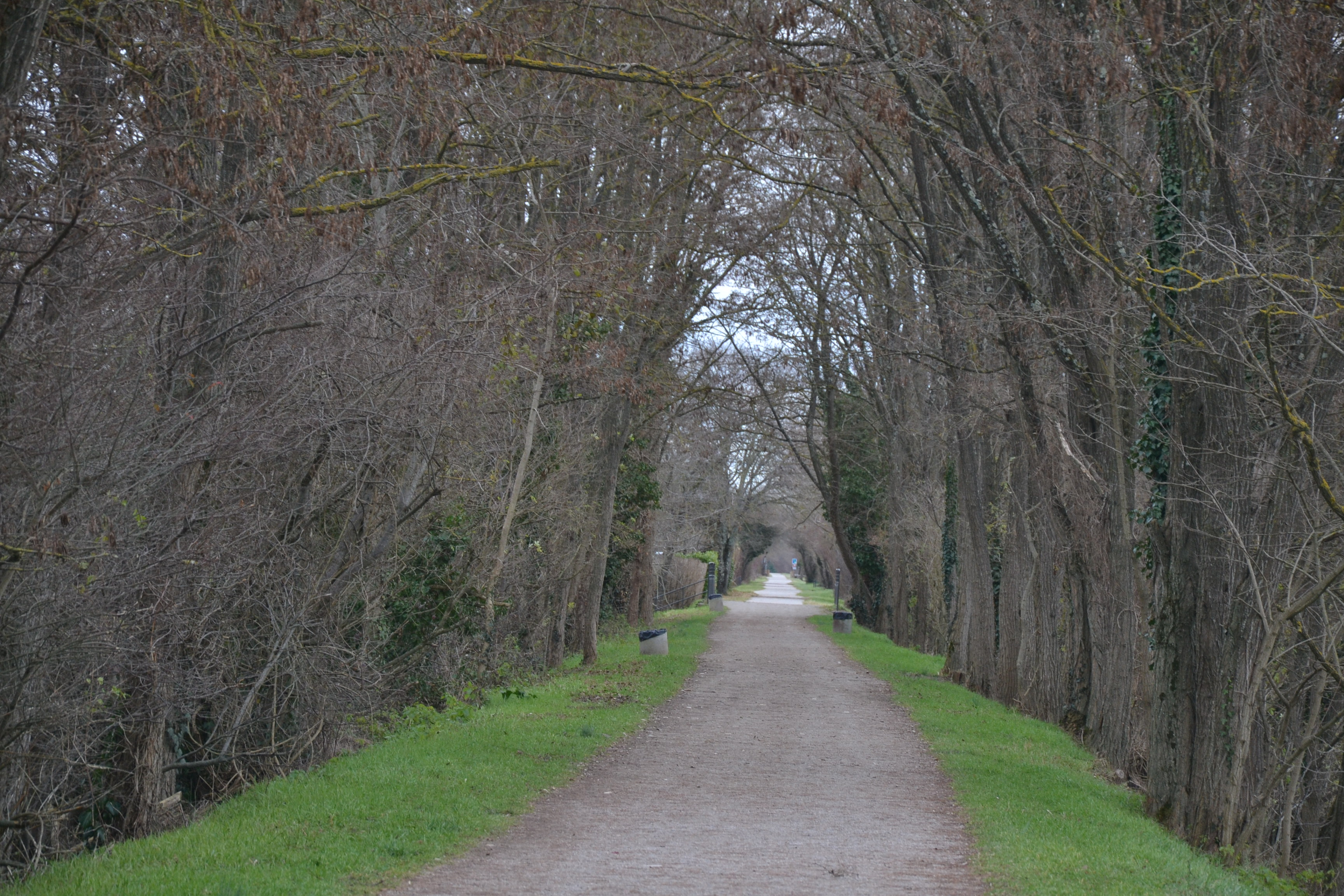
Chemin des filatiers à Mirepoix
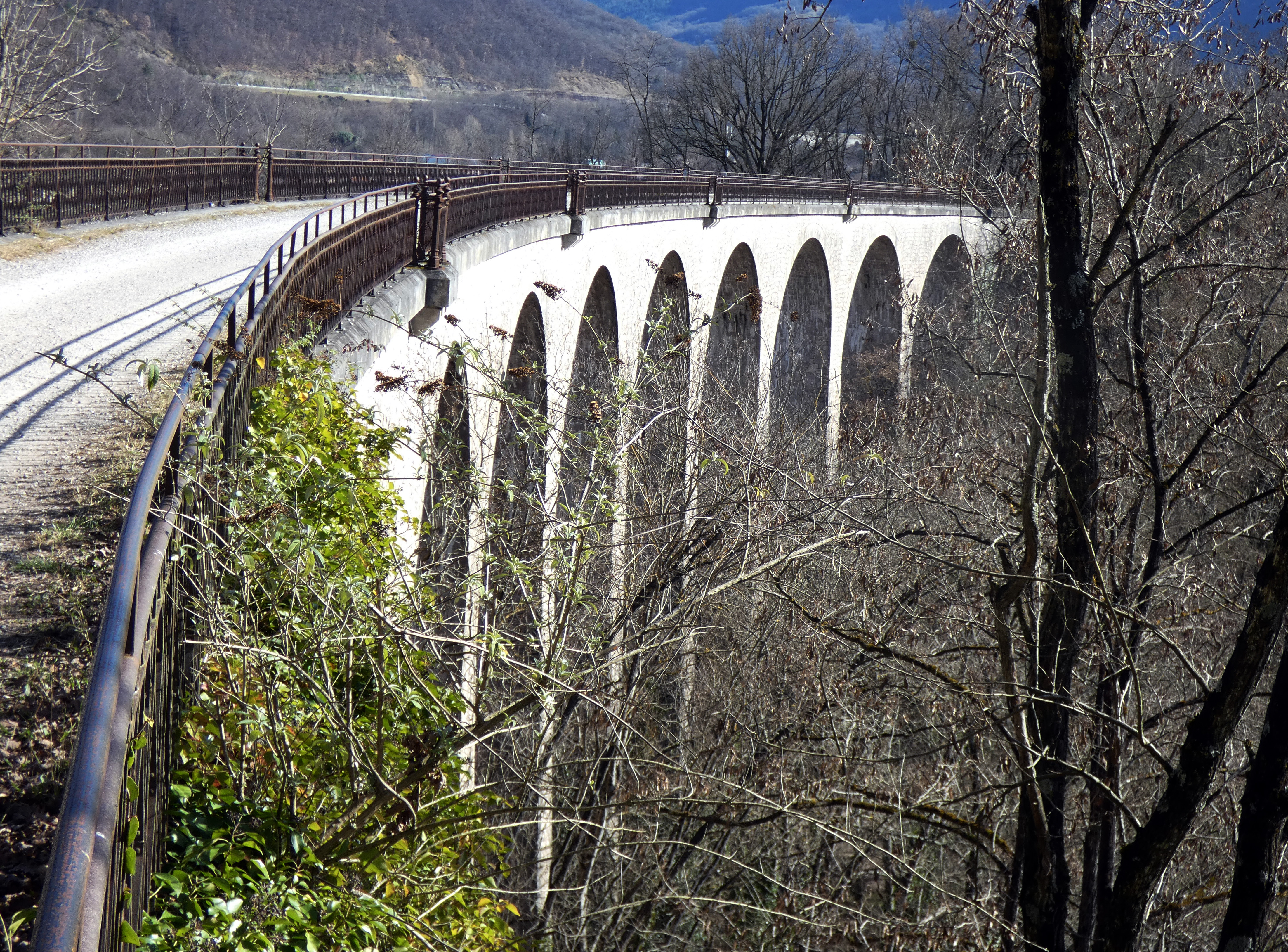
Voie verte Foix-Saint-Girons sur viaduc de Vernajoul
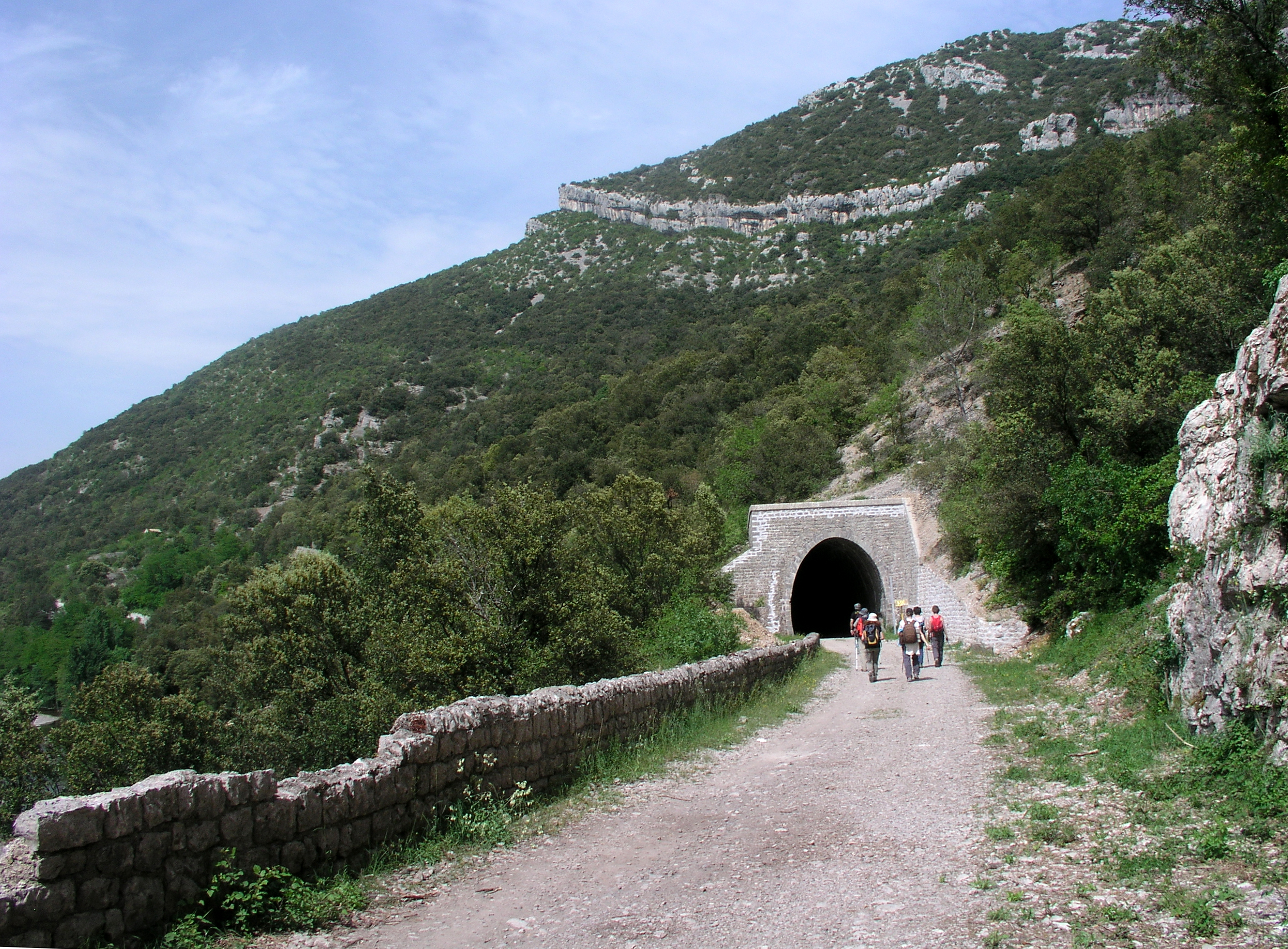
Voie vete à Sumène

| ligne ferroviaire désaffectée                                        | Voie ou chemin                                       | Localisation                                   | Longueur | Surface   | Remarque |
| -------------------------------------------------------------------- | ---------------------------------------------------- | ---------------------------------------------- | -------- | --------- | --- |
| Ligne de Bordeaux-Benauge à La Sauvetat-du-Dropt                     | Piste cyclable Roger Lapébie                         | de Latresne à Sauveterre-de-Guyenne            | 50 km    | enrobé    | |
| Ligne de Bordeaux-Benauge à La Sauvetat-du-Dropt                     | Chemin ferroviaire de l’Esclop                       | de Sauveterre-de-Guyenne à Saint-Martin-du-Puy | 4 km     | chemin    | |
| Ligne de Bordeaux à Lacanau                                          | piste cyclable                                       | de Bordeaux à Lacanau                          | 60 km    | enrobé    | |
| Ligne de Châteauneuf-sur-Charente à Saint-Mariens - Saint-Yzan       | Voie verte Galope chopine                            | de Barbézieux à Saint-Yzan                     | 35 km    | enrobé    | |
| Ligne de Dax à Mont-de-Marsan                                        | Voie verte de Chalosse                               | de Montaut à Dax                               | 19 km    | chemin    | |
| Ligne de Labenne à Seignosse                                         | piste cyclable                                       | de Labenne à Seignosse                         | 17 km    | enrobé    | |
| Ligne de Langon à Gabarret                                           |                                                      | de Langon à Captieux                           | 31 km    | enrobé    | |
| Ligne de Langon à Gabarret                                           |                                                      | de Captieux à Gabarret                         | 43 km    | chemin    | |
| Ligne de Lesparre à Saint-Symphorien                                 |                                                      | de Biganos à Saint-Symphorien par Mios         | 123 km   | enrobé    | |
| Réseau des Landes, de la Gironde et du Blayais                       | Ligne d’Hostens à La Brède                           | d’Hostens à La Brède                           | 25 km    | enrobé    | |
| Ligne de Marmande à Mont-de-Marsan                                   | Voie verte du Marsan et de l'Armagnac                | de Mézin à Sos                                 | 8 km     | stabilisé | |
| Ligne de Marmande à Mont-de-Marsan                                   | Voie verte du Marsan et de l'Armagnac                | de Gabarret à Villeneuve-de-Marsan             | 25 km    | chemin    | |
| Ligne de Marmande à Mont-de-Marsan                                   | voie verte du Marsan et de l'Armagnac                | de Villeneuve-de-Marsan à Mont-de-Marsan       | 15 km    | enrobé    | |
| Ligne de Marmande à Mont-de-Marsan                                   |                                                      | de Roquefort à Pindères                        | 40 km    | chemin    | |
| Ligne de Marmande à Mont-de-Marsan                                   | So Vélo                                              | De Marmande à Pindères                         | 27 km    | enrobé    | |
| Ligne du Nizan à Luxey                                               | Voie verte Mios-Bazas                                | Du Nizan à Saint-Symphorien                    | 17 km    | enrobé    | |
| Ligne de Penne-d'Agenais à Tonneins                                  | piste cyclable                                       | Villeneuve-sur-Lot                             | 3 km     | enrobé    | |
| Ligne de Penne-d'Agenais à Tonneins                                  |                                                      | de Sainte-Livrade-sur-Lot au Temple            | 12 km    | enrobé    | |
| Ligne de Puyoô à Mauléon                                             | Voie verte du Béarn                                  | de Salies-de-Béarn à Escos                     | 9 km     | enrobé    | |
| Ligne de Puyoô à Mauléon                                             | Chemin ferroviaire mauléonnais                       | Mauléon                                        | 5 km     | chemin    | |
| Ligne de Puyoô à Mauléon                                             | Chemin ferroviaire de la Bidouze                     | d'Arbouet-Sussaute à Saint-Palais              | 5 km     | chemin    | |
| Ligne de Pau à Monein                                                | Voie verte du gave de Pau                            | de Laroin à Tarsacq                            | 13 km    | enrobé    | |
| Ligne du Quéroy-Pranzac à Thiviers                                   | Chemin du Nontronnais                                | de Juverlhac à Nontron                         | 13 km    | chemin    | |
| Ligne du Quéroy-Pranzac à Thiviers                                   |                                                      | de Saint-Pardoux à Thiviers                    | 17 km    | stabilisé | |
| Ligne de Saint-Mariens - Saint-Yzan à Blaye                          |                                                      | de Blaye à Étauliers                           | 13 km    | enrobé    | |
| Ligne de Siorac-en-Périgord à Cazoulès                               | Promenade Quercy-Périgord                            | de Sarlat à Cazoulès                           | 21 km    | enrobé    | |
| Ligne de Villeneuve-sur-Lot à Falgueyrat                             | Voie verte en Villeneuvois                           | de Villeneuve-sur-Lot à Casseneuil             | 9 km     | enrobé    | |
| Ligne de Ychoux à Biscarrosse                                        |                                                      | de Ychoux à Biscarrosse                        | 20 km    | enrobé    | |
| Société des chemins de fer d'intérêt local du département des Landes | Ligne Ychoux-Pissos-Moustey                          | d’Ychoux à Moustey                             | 20 km    | stabilisé | |
| Société des chemins de fer d'intérêt local du département des Landes | Ligne Mimizan-Labouheyre                             | de Mimizan à Pontex                            | 17 km    | enrobé    | |
| Société des chemins de fer d'intérêt local du département des Landes | Ligne Sindères-Uza-Lit-et-Mixe                       | de Lesperon à Lit-et-Mixe                      | 10 km    | enrobé    | |
| Société des chemins de fer d'intérêt local du département des Landes | Ligne Linxe-Laluque                                  | de Taller à Saint-Girons en Marensin           | 25 km    | enrobé    | |
| Société des chemins de fer d'intérêt local du département des Landes |                                                      | d’Onesse à Saint-Julien-en-Born                | 17 km    | chemin    | |
| Société des chemins de fer d'intérêt local du département des Landes | Ligne Saint-Vincent-de-Tyrosse-Soustons              | de Seignosse à Tosse                           | 7 km     | enrobé    | |
| Société du chemin de fer d'intérêt local de Soustons à Léon          | Voie verte des Landes océanes                        | de Soustons à Léon                             | 22 km    | enrobé    | |
| Société des chemins de fer du Born et du Marensin                    | Ligne Dax-Azur                                       | Dax                                            | 3 km     | stabilisé | |
| Tramways de la Corrèze                                               |                                                      | Beynat                                         | 7 km     | chemin    | |
| Transcorrézien                                                       |                                                      | de Laguenne à Saint-Bonnet-Avalouze            | 6 km     | chemin    | |
| PO-Corrèze                                                           | ligne de Treilhac à Seilhac                          | Le Lonzac à Affieux                            | 7 km     | chemin    | |
| PO-Corrèze                                                           | chemin de la Céronne                                 | Tulle                                          | 5 km     | chemin    | tunnel et viaduc à Tulle |
| PO-Corrèze                                                           | ligne Uzerche-Tulle                                  | D’ Uzerche à Saint-Jal                         | 11 km    | chemin    | |
| Ligne de Saillat-sur-Vienne à Bussière-Galant                        | Voie verte des Hauts-de-Tardoire                     | de Châlus à Oradour-sur-Vayres                 | 13 km    | enrobé    | |
| Ligne de Saillat-sur-Vienne à Bussière-Galant                        |                                                      | Rochechouart                                   | 4 km     | chemin    | voie en projet jusqu'à Chassenon-Saillat |
| Ligne de Saint-Sébastien à Guéret                                    | L'échappée verte                                     | de Saint-Sébastien à Dun-le-Palestel           | 18 km    | stabilisé | |
| Ligne de La Châtre à Guéret                                          |                                                      | de Guéret à Saint-Fiel                         | 3 km     | stabilisé | prolongement jusqu'au viaduc de Glénic projeté |
| Ligne de Mignaloux - Nouaillé à Bersac                               |                                                      | Du Dorat à Châteauponsac par Droux             | 18 km    | chemin    | quelques coupures. essai expérimental de l'hyperloop à Droux                                                                                      |
| Ligne du Dorat à Magnac-Laval                                        |                                                      | tronçons au Dorat et à Magnac-Laval            | 7 km     | chemin    | |
| Ligne d'Aiffres à Ruffec                                             | Le ruban vert                                        | de Melle à Prahecq                             | 18 km    | chemin    | |
| Ligne de Cabariot au Chapus                                          | Voie verte de Cabariot à Brouage                     | de Cabariot au marais de Brouage               | 15 km    | stabilisé | |
| Ligne de Cabariot au Chapus                                          | Chemin Marennes-Oléron                               | de Marennes au Chapus                          | 6 km     | chemin    | |
| Ligne de Châtellerault à Launay                                      |                                                      | De Pleumartin à Yzeures-sur-Creuse             | 10 km    | chemin    | |
| Ligne de Loudun à Châtellerault                                      | Voie verte Sylvain Chavanel                          | de Châtellerault à La Roche-Rigault            | 37 km    | stabilisé | |
| Ligne de Saint-Benoît au Blanc                                       | Voie verte de l’étoile du Blanc                      | D’Ingrandes à Fleix par Saint-Savin            | 20 km    | stabilisé | |
| Ligne de Montmorillon à Saint-Aigny - Le Blanc                       |                                                      | De Liglet à Journet par La Trimouille          | 19 km    | stabilisé | dans le prolongement du chemin du Blanc à Saint-Hilaire sur Benaize dans la région Centre. Au sud de Journet camp militaire (traversée interdite) |
| Ligne de Lussac-les-Châteaux à Saint-Saviol                          |                                                      | de Saint-Martin-l'Ars à Civray                 | 24 km    | chemin    | |
| Ligne de Neuville-de-Poitou à Bressuire                              |                                                      | de Bressuire à Parthenay                       | 32 km    | stabilisé | |
| Ligne de La Possonnière à Niort                                      |                                                      | de Nueil-les-Aubiers à Breuil-Barret           | 41 km    | stabilisé | |
| ligne du Quéroy-Pranzac à Thiviers                                   | Coulée d'Oc                                          | de Pranzac à Souffrignac                       | 22 km    | enrobé    | |
| Ligne de Roumazières-Loubert au Vigeant                              |                                                      | Availles-Limouzine                             | 5 km     | chemin    | |
| Ligne de Saint-Jean-d'Angély à Taillebourg                           | La ferrée verte                                      | de Fenioux à Taillebourg                       | 11 km    | chemin    | |
| Tramway de Royan                                                     | Voie verte de Ronce-les-Bains à Saint-Palais-sur-Mer | de Ronce-les-Bains à Saint-Palais-sur-Mer      | 29 km    | enrobé    | |

| Enrobé | Stabilisé | Chemin | Total    |
| ------ | --------- | ------ | -------- |
| 665 km | 194 km    | 372 km | 1 231 km |

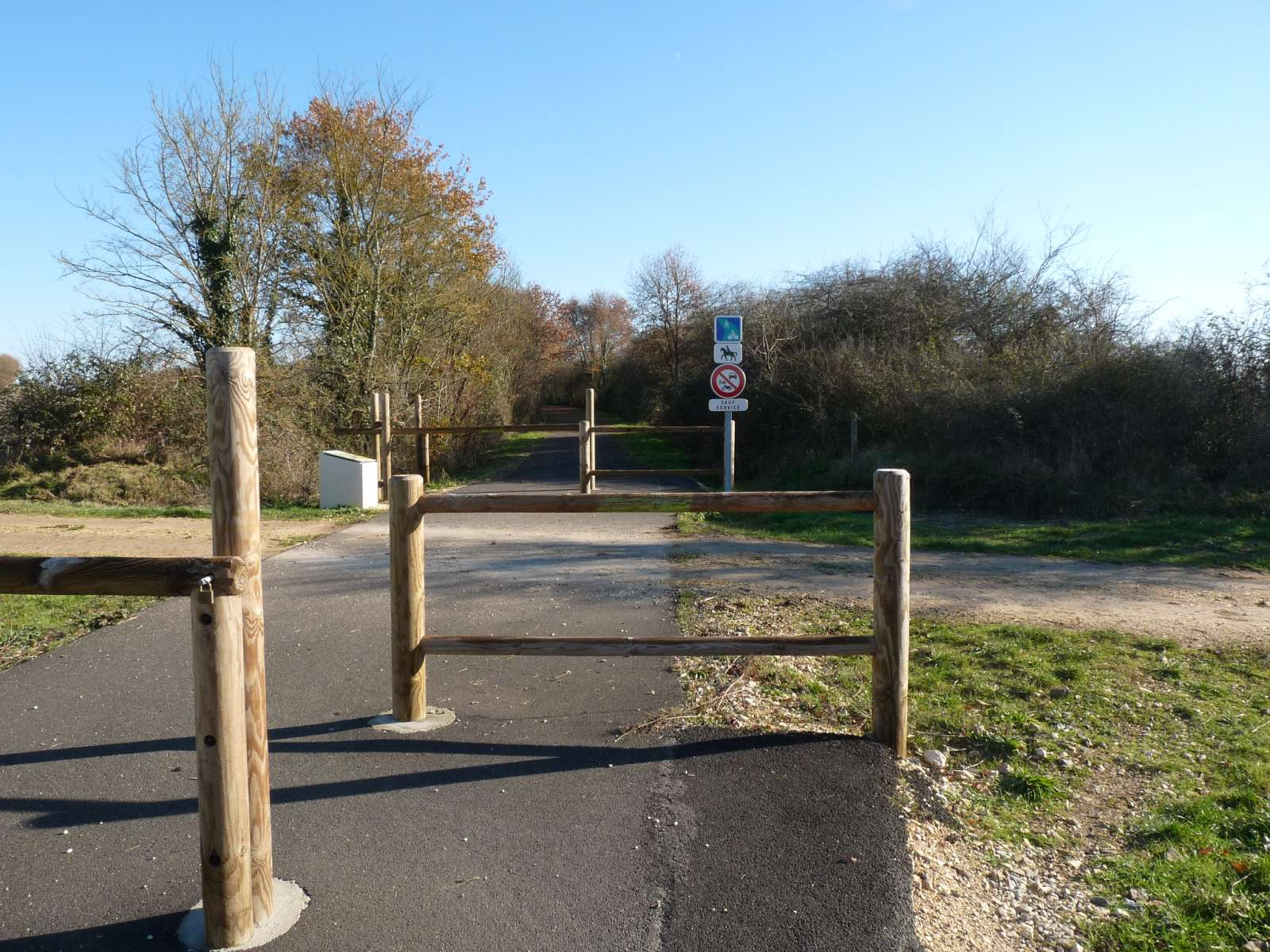
La coulée d’Oc
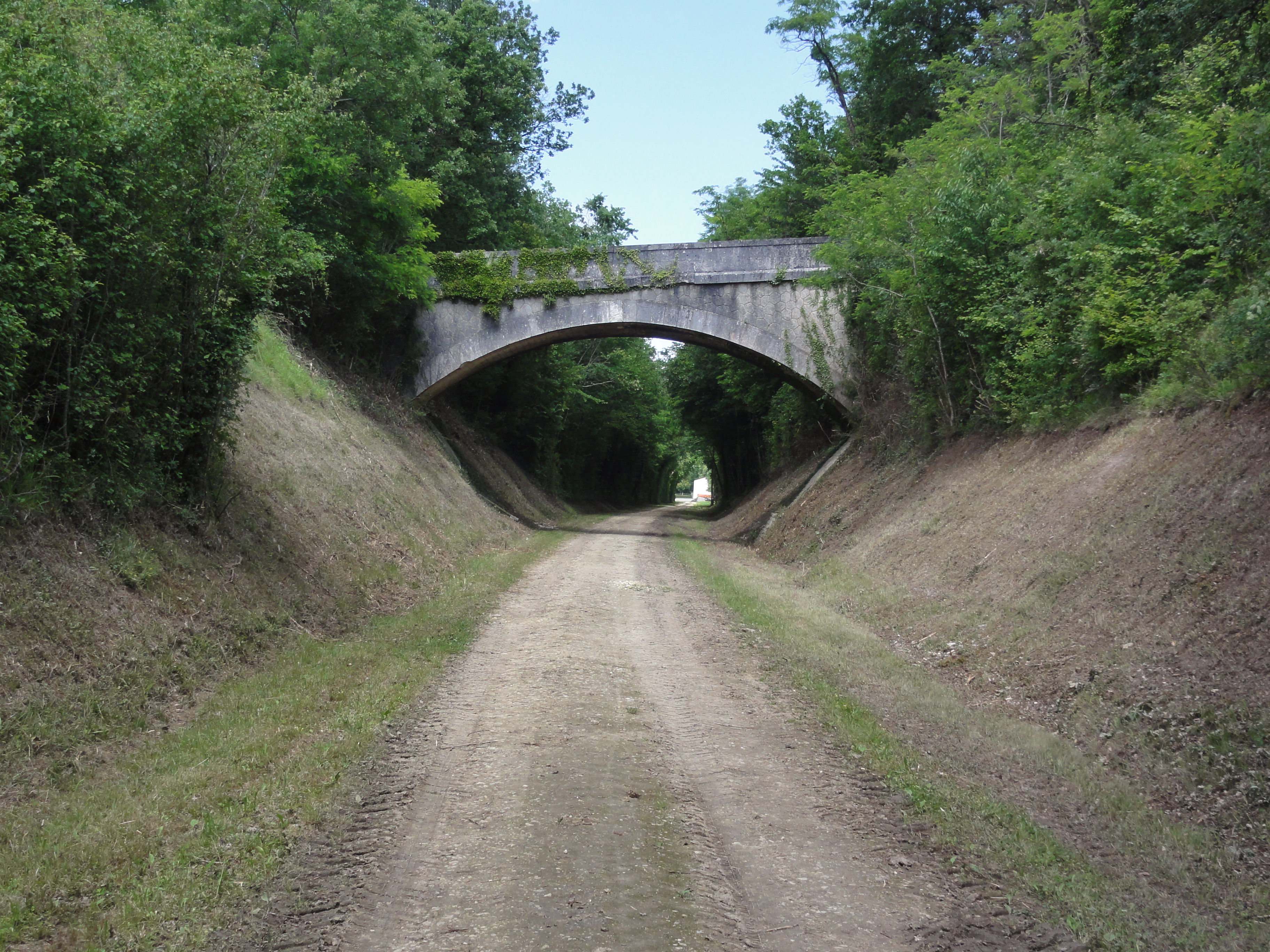
La Ferrée verte
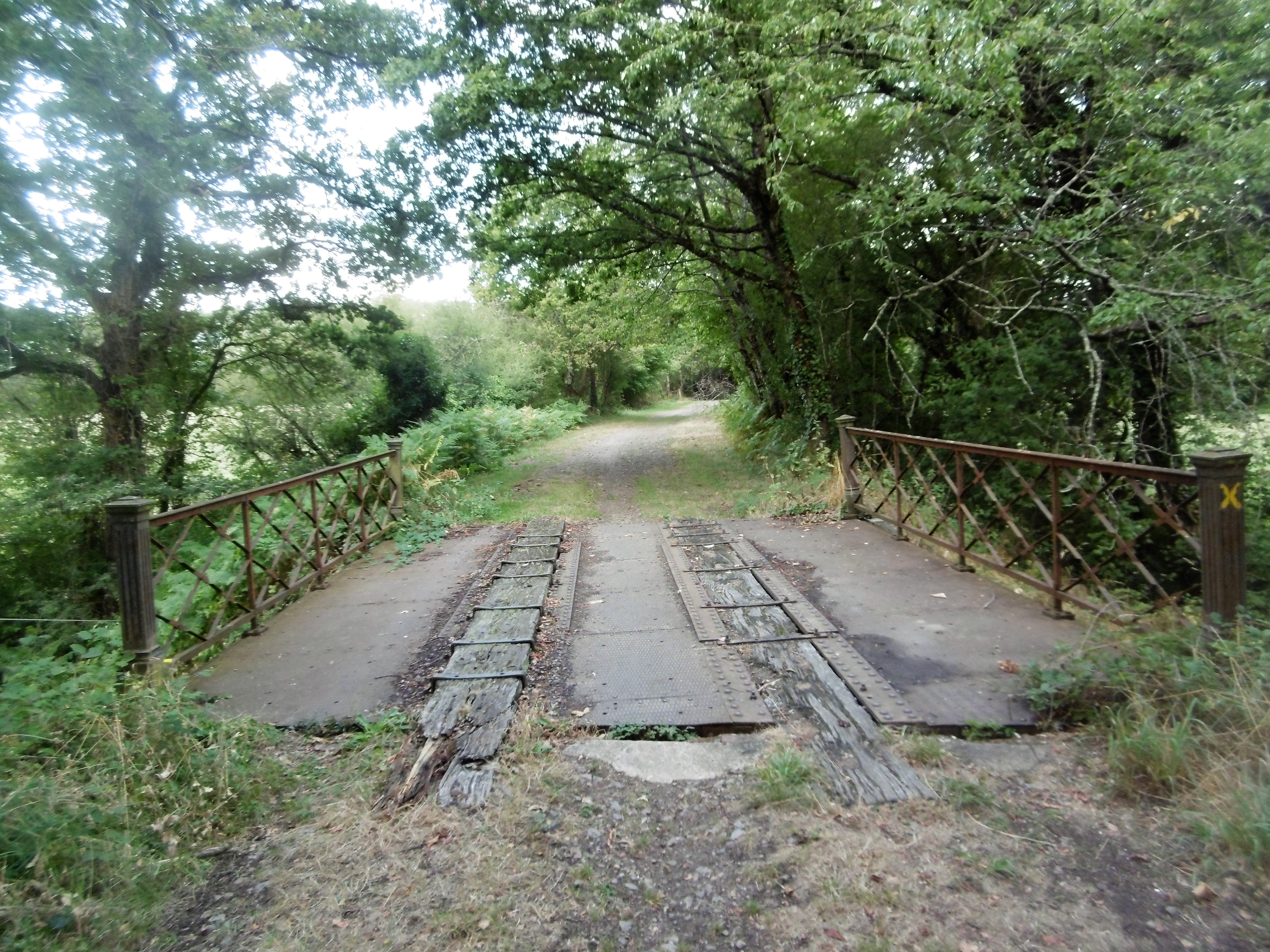
Chemin sur ligne  Le Dorat-Magnac Laval
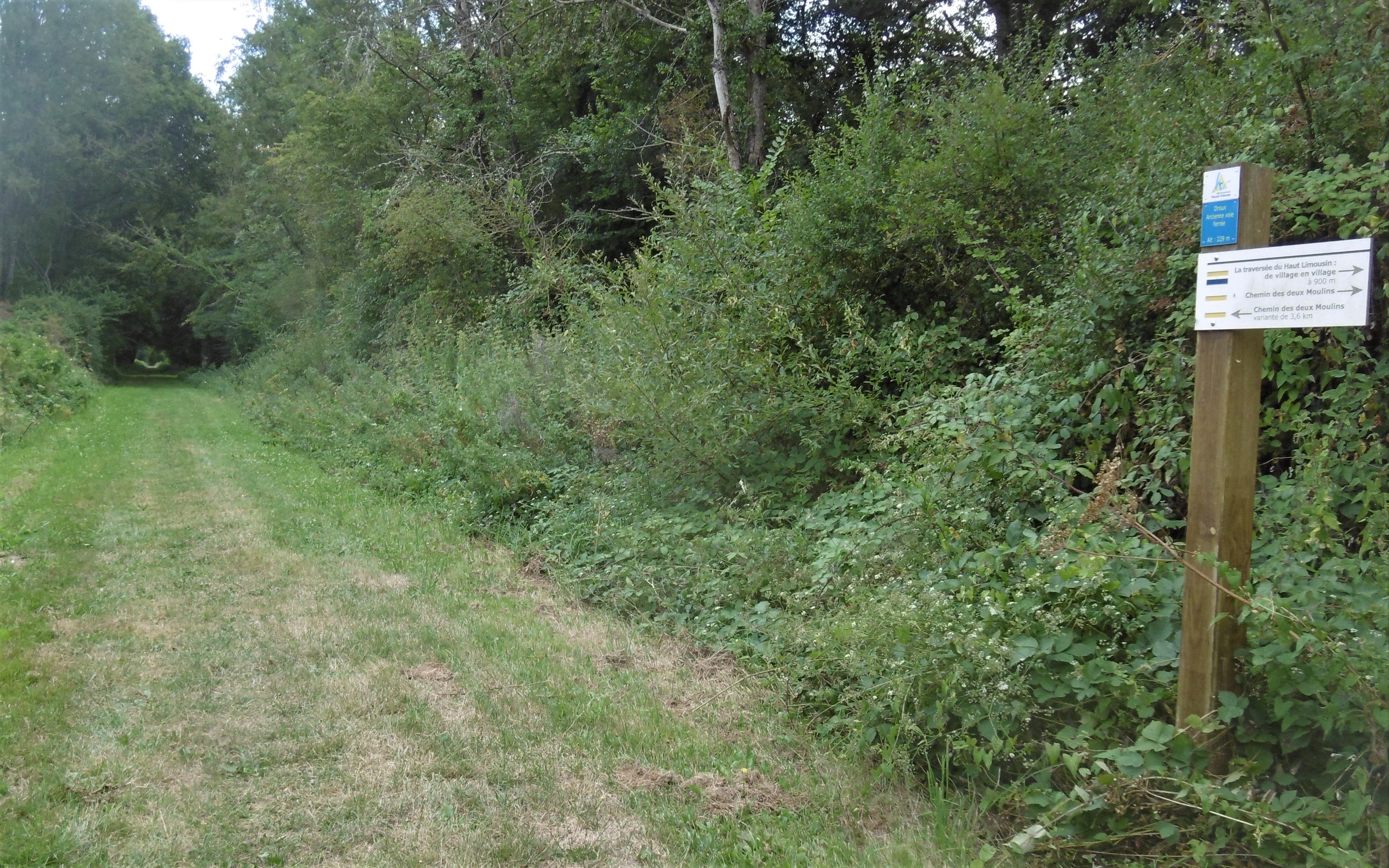
Chemin à Droux

## Occitanie

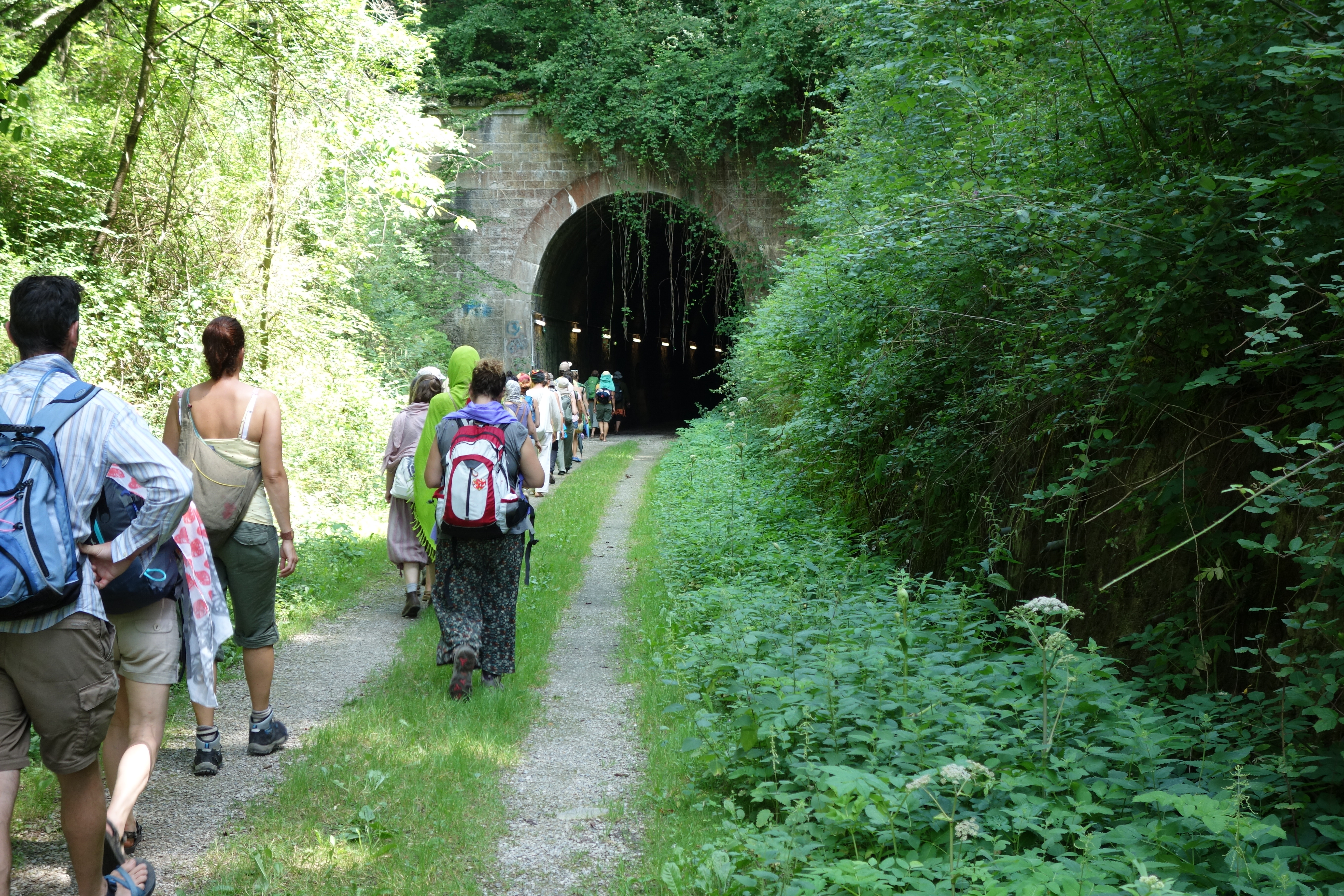
Chemin des filatiers
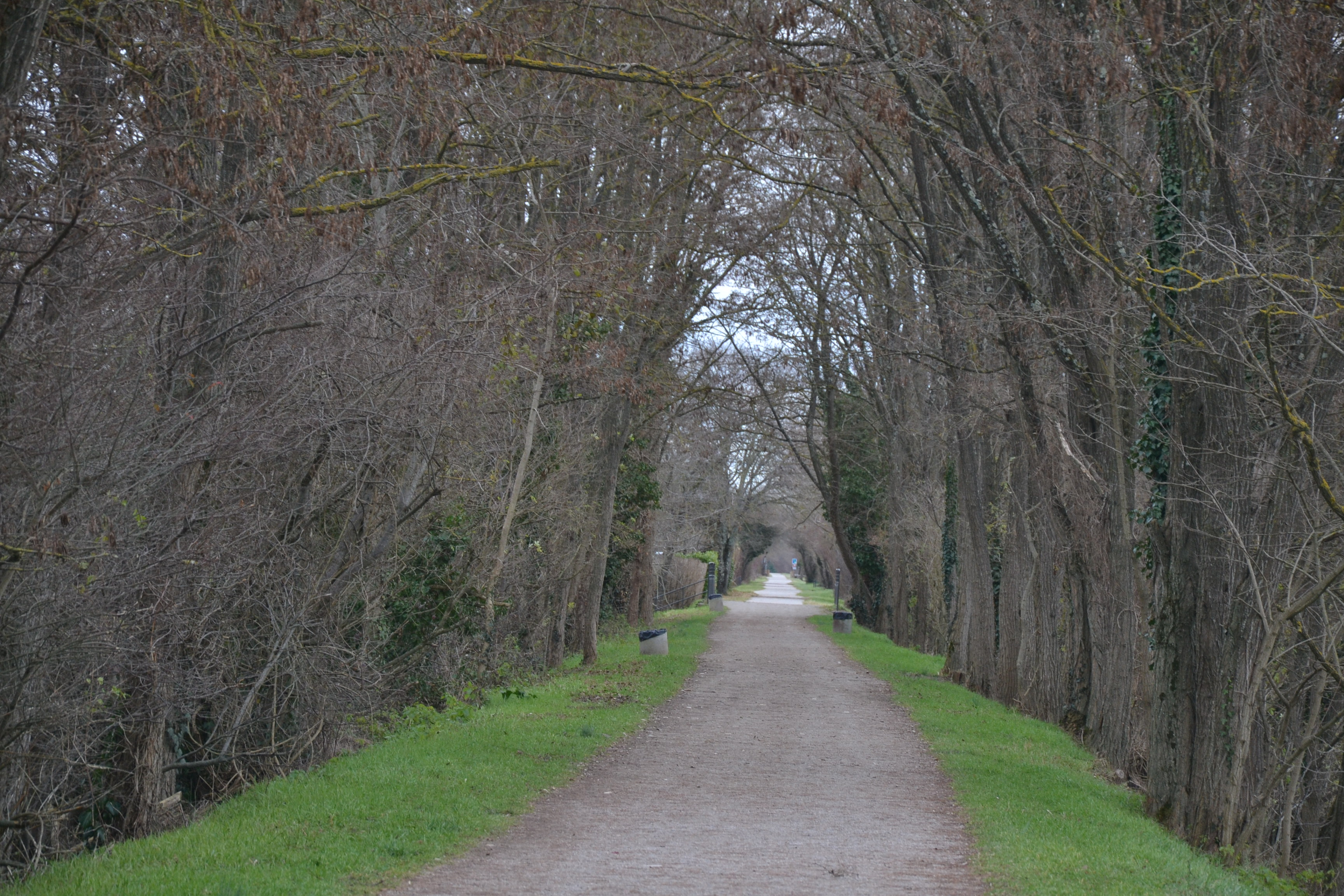
Chemin des filatiers à Mirepoix
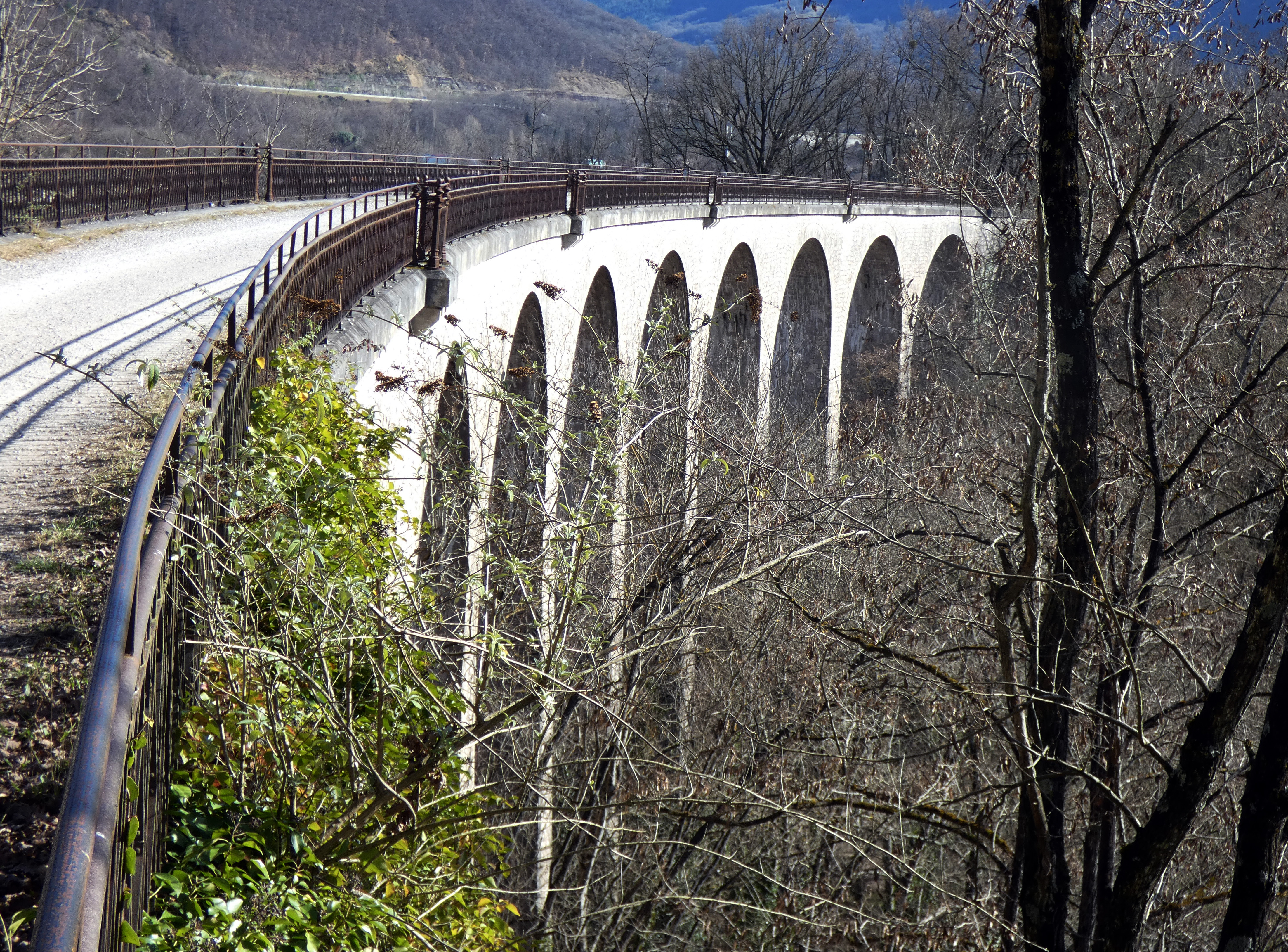
Voie verte Foix-Saint-Girons sur viaduc de Vernajoul
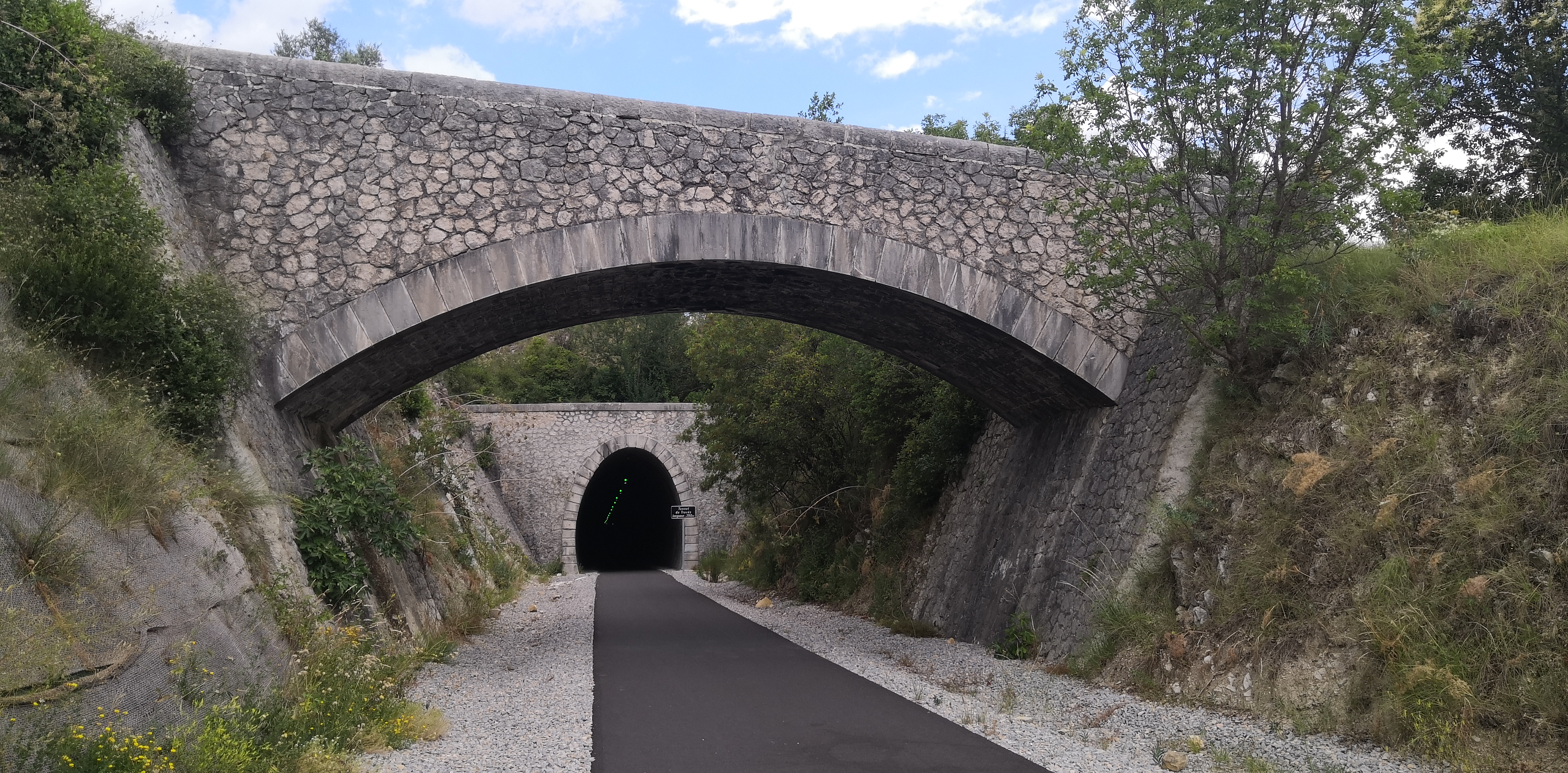
Voie verte à Sainte-Hippolyte

| ligne ferroviaire désaffectée                       | Voie ou chemin                                       | Localisation                              | Longueur | Surface   | Remarque                                                                  |
| --------------------------------------------------- | ---------------------------------------------------- | ----------------------------------------- | -------- | --------- | ------------------------------------------------------------------------- |
| ligne de Bram à Belvèze                             |                                                      | de Bram à Belvèze                         | 14 km    | stabilisé | Chemin des Filatiers prolongé jusqu’à Lavelanet                           |
| Ligne de Moulin-Neuf à Lavelanet                    | Chemin des Filatiers                                 | de Moulin-Neuf à Lavelanet                | 32 km    | stabilisé |                                                                           |
| Ligne de Pamiers à Limoux                           | Chemin Des Filatiers                                 | de Belvèze à Moulin-Neuf                  | 14 km    | stabilisé |                                                                           |
| Ligne de Pamiers à Limoux                           |                                                      | de Moulin Neuf à Rieucros par Mirepoix    | 10 km    | stabilisé |                                                                           |
| Ligne de Colombiers à Quarante - Cruzy              |                                                      | de Capestang à Cruzy                      | 12 km    | stabilisé |                                                                           |
| ligne d'Elne à Arles-sur-Tech                       | Véloroute Pirinexus                                  | d’ Amélie-les-Bains à Céret               | 4 km     | enrobé    |                                                                           |
| Ligne Florac - Sainte-Cécile-d'Andorge              |                                                      | de Florac à Sainte-Cécile-d'Andorge       | 49 km    | enrobé    |                                                                           |
| Ligne du Martinet à Beaucaire                       |                                                      | de Beaucaire à Uzès par Vers-Pont-du-Gard | 18 km    | enrobé    |                                                                           |
| Ligne du Martinet à Beaucaire                       | Promenade ferroviaire des troubadours                | de Mons à Euzet                           | 13 km    | chemin    | un tunnel et 2 viaducs                                                    |
| Ligne de Mas-des-Gardies aux Mazes-le-Crès          | La Régordane                                         | de Sommières à Quissac                    | 20 km    | enrobé    |                                                                           |
| Ligne d'Alès à Port-l'Ardoise                       | Voie verte Rhône-Cévennes                            | Laudun-l'Ardoise                          | 5 km     | enrobé    |                                                                           |
| Ligne d'Alès à Port-l'Ardoise                       | Chemin des garrigues                                 | de Cavillargues à Vallérargues            | 13 km    | chemin    |                                                                           |
| Ligne de Sommières à Gallargues                     |                                                      | de Boisseron à Saint-Geniès-des-Mourgues  | 8 km     | enrobé    |                                                                           |
| Ligne de Sommières à Saint-Césaire                  | Voie verte de la Vaunage                             | de Sommières à Nîmes                      | 30 km    | enrobé    |                                                                           |
| Ligne de La Tour-sur-Orb à Plaisance-Andabre        |                                                      | Saint-Gervais-sur-Mare                    | 3 km     | chemin    |                                                                           |
| ligne d'Uzès à Nozières - Brignon                   |                                                      | d’Arpaillargues-et-Aureillac à Moussac    | 10 km    | chemin    |                                                                           |
| Ligne d'Arles à Lunel                               |                                                      | de Lunel à Marsillargues                  | 4 km     | enrobé    |                                                                           |
| Ligne du Vigan à Quissac                            |                                                      | du Vigan à Sumène                         | 10 km    | chemin    | voie verte projetée                                                       |
| Ligne du Vigan à Quissac                            |                                                      | de Quissac à Sumène                       | 32 km    | enrobé    |                                                                           |
| Ligne de Colombiers à Quarante - Cruzy              | Voie verte minervoise                                | de Capestang à Cruzy                      | 14 km    | stabilisé |                                                                           |
| Chemins de fer de l'Hérault                         | Ligne de Colombiers à Saint-Chinian Sentier de l’Orb | de Maureilhan à Saint-Chinian             | 16 km    | stabilisé | tronçons entrecoupés de passages sur route                                |
| Chemins de fer de l'Hérault                         | Voie verte de l’étang de Thau                        | de Balaruc à Mèze                         | 15 km    | enrobé    |                                                                           |
| Chemins de fer de l'Hérault                         | Voie verte du Lez                                    | de Montpellier à Palavas-les-Flots        | 12 km    | enrobé    |                                                                           |
| Chemins de fer de l'Hérault                         | Ligne Montpellier-Rabieux                            | de Juvignac à Aniane                      | 25 km    | chemin    |                                                                           |
| Chemins de fer de l'Hérault                         | Ligne Montpellier-Montbazin                          | de Montpellier à Montbazin                | 11 km    | chemin    |                                                                           |
| Chemins de fer de l'Hérault                         |                                                      | de Montbazin à Poussan                    | 4 km     | enrobé    |                                                                           |
| Chemins de fer de l'Hérault                         | Ligne Béziers-Pézenas                                | de Pézenas à Servian                      | 9 km     | chemin    |                                                                           |
| Chemins de fer de l'Hérault                         | Ligne Béziers-Pézenas                                | de Servian à Bassan                       | 4 km     | stabilisé |                                                                           |
| Chemins de fer de l'Hérault                         | Ligne Béziers-Pézenas                                | de Bassan à Boujan                        | 4 km     | enrobé    |                                                                           |
| Ligne de Perpignan à Thuir                          |                                                      | de Perpignan à Thuir                      | 15 km    | enrobé    |                                                                           |
| Ligne de Bertholène à Espalion                      |                                                      | de Bertholène à Espalion                  | 23 km    | stabilisé |                                                                           |
| ligne de Boussens à Saint-Girons                    | Véloroute du Piémont pyrénéen                        | de Roquefort-sur-Garonne à Prat-Bonrepaux | 12 km    | enrobé    | élément d'une véloroute de 34 km de Roquefort-sur-Garonne à Saint-Girons. |
| Ligne de Boussens à Saint-Girons                    | Véloroute du Piémont pyrénéen                        | de Saint-Lizier à Prat-Bonrepaux          | 9 km     | stabilisé | élément d'une véloroute de 34 km de Roquefort-sur-Garonne à Saint-Girons. |
| Ligne de Buzy à Laruns-Eaux-Bonnes-Les Eaux-Chaudes | Voie verte de la vallée d’Ossau                      | autour de Castet                          | 8 km     | enrobé    |                                                                           |
| Ligne de Foix à Saint-Girons                        |                                                      | de Foix à Saint-Girons                    | 46 km    | stabilisé |                                                                           |
| Ligne de Castelnaudary à Rodez                      | Chemin des droits de l’homme                         | d'Puygouzon à Castres                     | 46 km    | stabilisé | Prolongement jusqu'à Albi projeté                                         |
| Ligne de Castelnaudary à Rodez                      |                                                      | de Saïx à Lescout                         | 6 km     | enrobé    |                                                                           |
| ligne de Lexos à Montauban-Ville-Bourbon            | Voie de Lexos                                        | Montauban                                 | 7 km     | stabilisé |                                                                           |
| Ligne de Lourdes à Pierrefitte-Nestalas             | Voie verte des Gaves                                 | de Lourdes à Pierrefitte-Nestalas         | 18 km    | enrobé    |                                                                           |
| Ligne de Monsempron-Libos à Cahors                  | Véloroute de la vallée du Lot                        | Fumel                                     | 3 km     | stabilisé |                                                                           |
| Ligne de Monsempron-Libos à Cahors                  | Véloroute de la vallée du Lot                        | de Mercuès à Douelle                      | 5 km     | stabilisé |                                                                           |
| Ligne de Cahors à Capdenac                          | Véloroute de la vallée du Lot                        | de Cahors (Cabessus) à Arcambal           | 7 km     | enrobé    |                                                                           |
| Ligne de Montauban-Ville-Bourbon à La Crémade       |                                                      | de Villemur à La Magdelaine-sur-Tarn      | 8 km     | enrobé    |                                                                           |
| Tramway Pierrefitte – Cauterets – Luz               |                                                      | de Pierrefitte-Nestalas à Cauterets       | 10 km    | stabilisé |                                                                           |
| Ligne de Port-Sainte-Marie à Riscle                 | Voie verte de l’Albret                               | de Port-Sainte-Marie à Moncrabeau         | 30 km    | stabilisé |                                                                           |
| Ligne de Port-Sainte-Marie à Riscle                 | Voie verte de l’Armagnac                             | de Condom à Eauze                         | 33 km    | stabilisé |                                                                           |
| Ligne de Port-Sainte-Marie à Riscle                 | Chemin de l’Armagnac                                 | Condom                                    | 4 km     | chemin    |                                                                           |
| Ligne de Tournemire - Roquefort au Vigan            | Promenade du viaduc                                  | d’Arre à Bez-et-Esparon                   | 4 km     | enrobé    |                                                                           |
| Ligne de Tournemire - Roquefort au Vigan            | Promenade du Valcroze                                | Alzon                                     | 3 km     | chemin    | comporte 2 tunnels et un viaduc                                           |
| Ligne de Tournemire - Roquefort au Vigan            |                                                      | De l’Hospitalet du Larzac à Sauclières    | 14 km    | chemin    | dans la continuité du vélorail du Larzac                                  |
| Voie ferrée minière Carmaux-Albi                    | Le chemin des mineurs                                |                                           | 10 km    | chemin    |                                                                           |
| Ligne de Castres à Bédarieux                        | Voie verte Passa Paï                                 | de Mazamet à Bédarieux                    | 75 km    | stabilisé |                                                                           |
| Chemin de fer de Castres à Murat-sur-Vèbre          | Chemin du petit train                                | de Lacaune à Gijounet                     | 8 km     | stabilisé |                                                                           |
| Chemin de fer de Castres à Murat-sur-Vèbre          |                                                      | de Roquecourbe à Brassac                  | 30 km    | chemin    |                                                                           |

| Enrobé | Stabilisé | Chemin | Total  |
| ------ | --------- | ------ | ------ |
| 283 km | 403 km    | 152 km | 838 km |

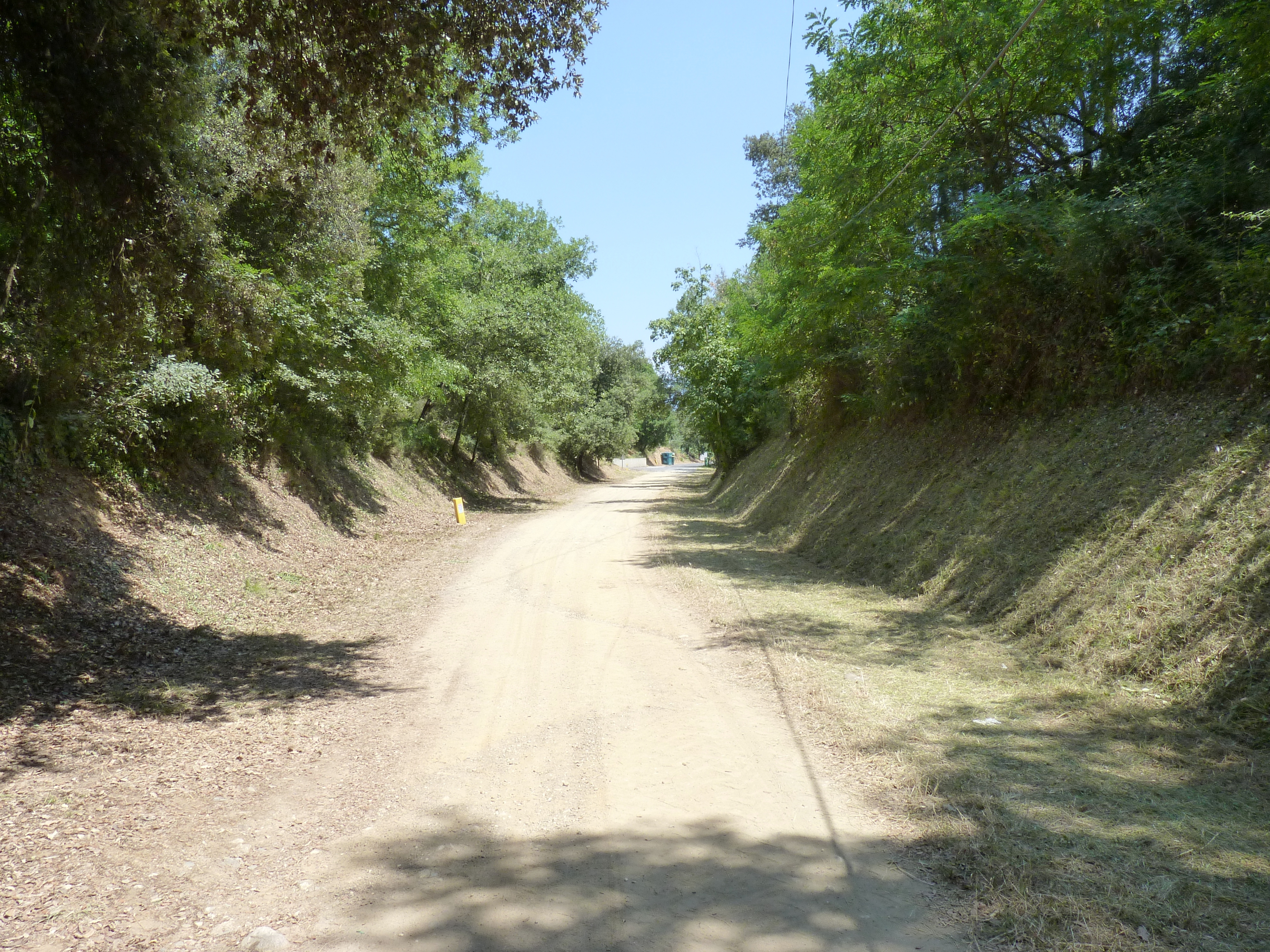
Voie verte d'Amélie-les-Bains à Céret
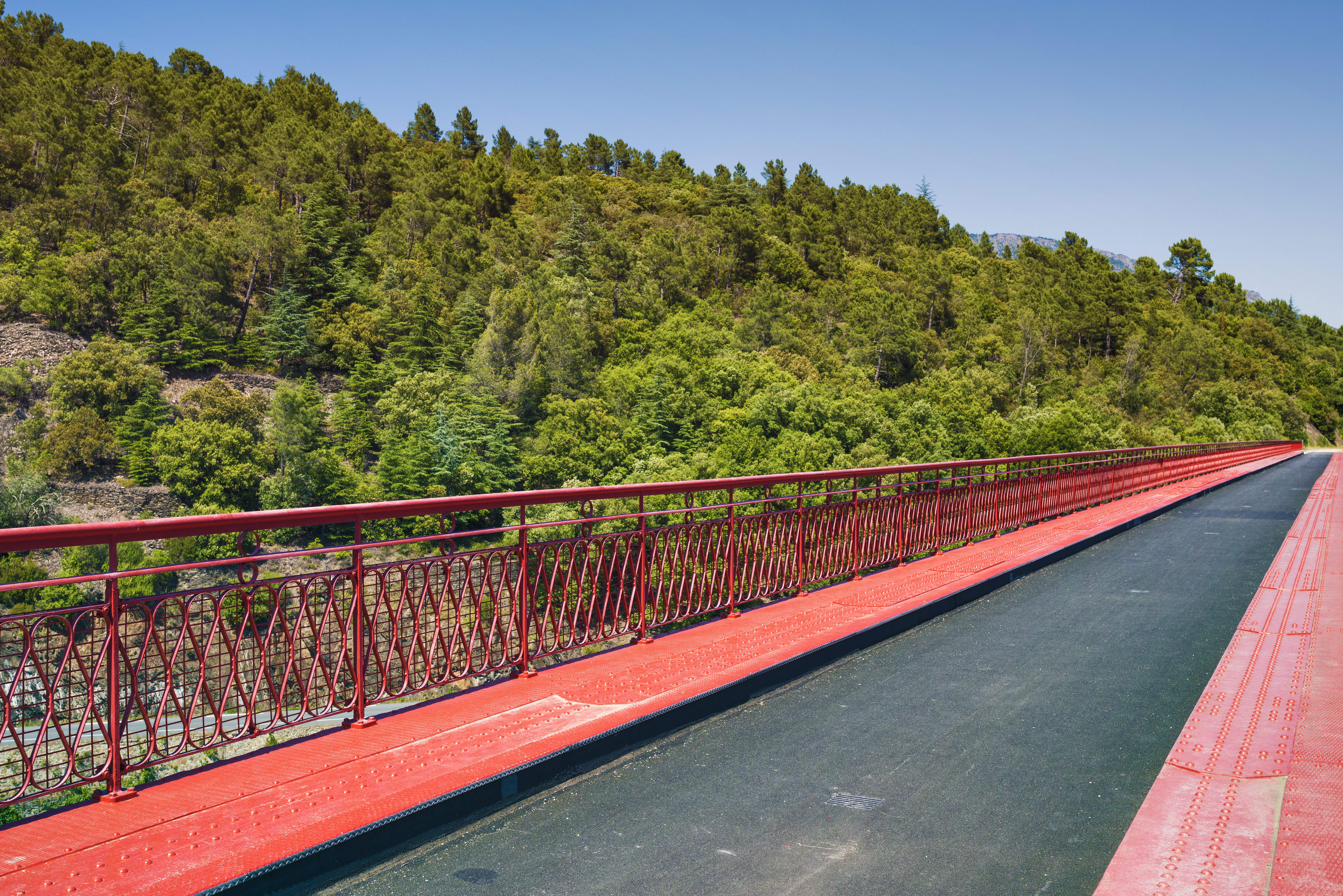
Voie verte Passa Paï à Olargues
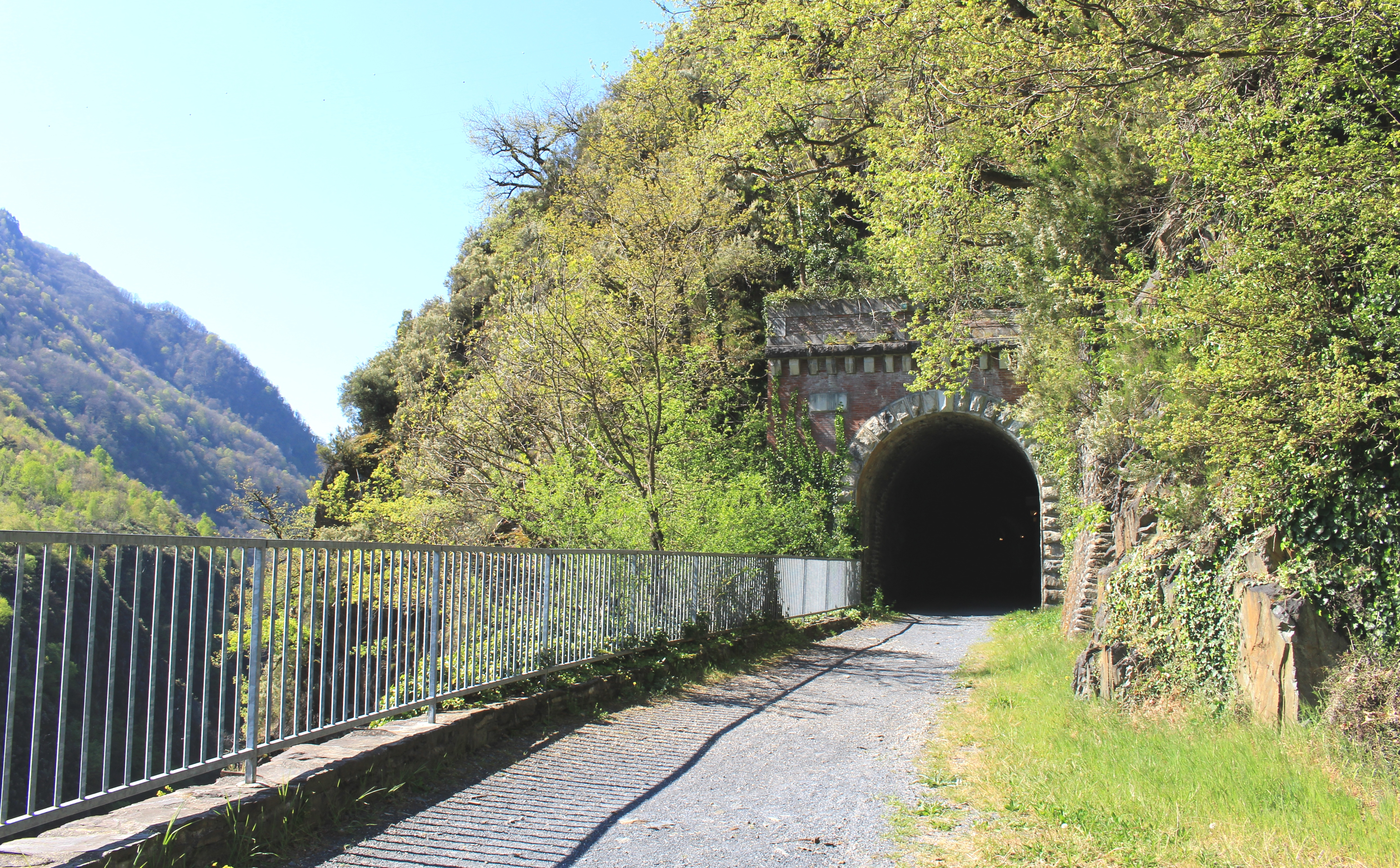
Voie verte de Pierrefitte-Nestalas à Cauterets
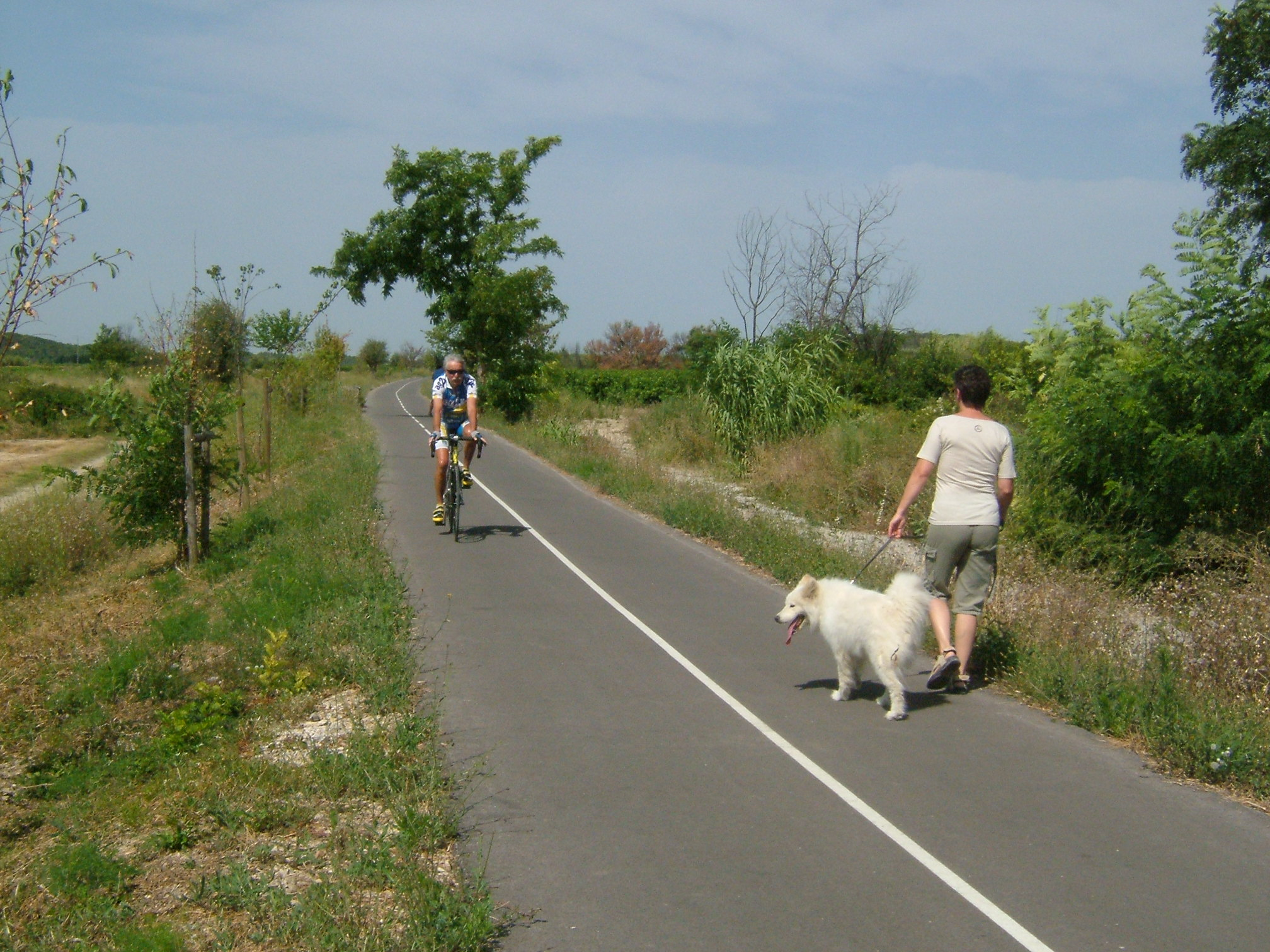
Voie verte de la Vaunage

## Pays de la Loire

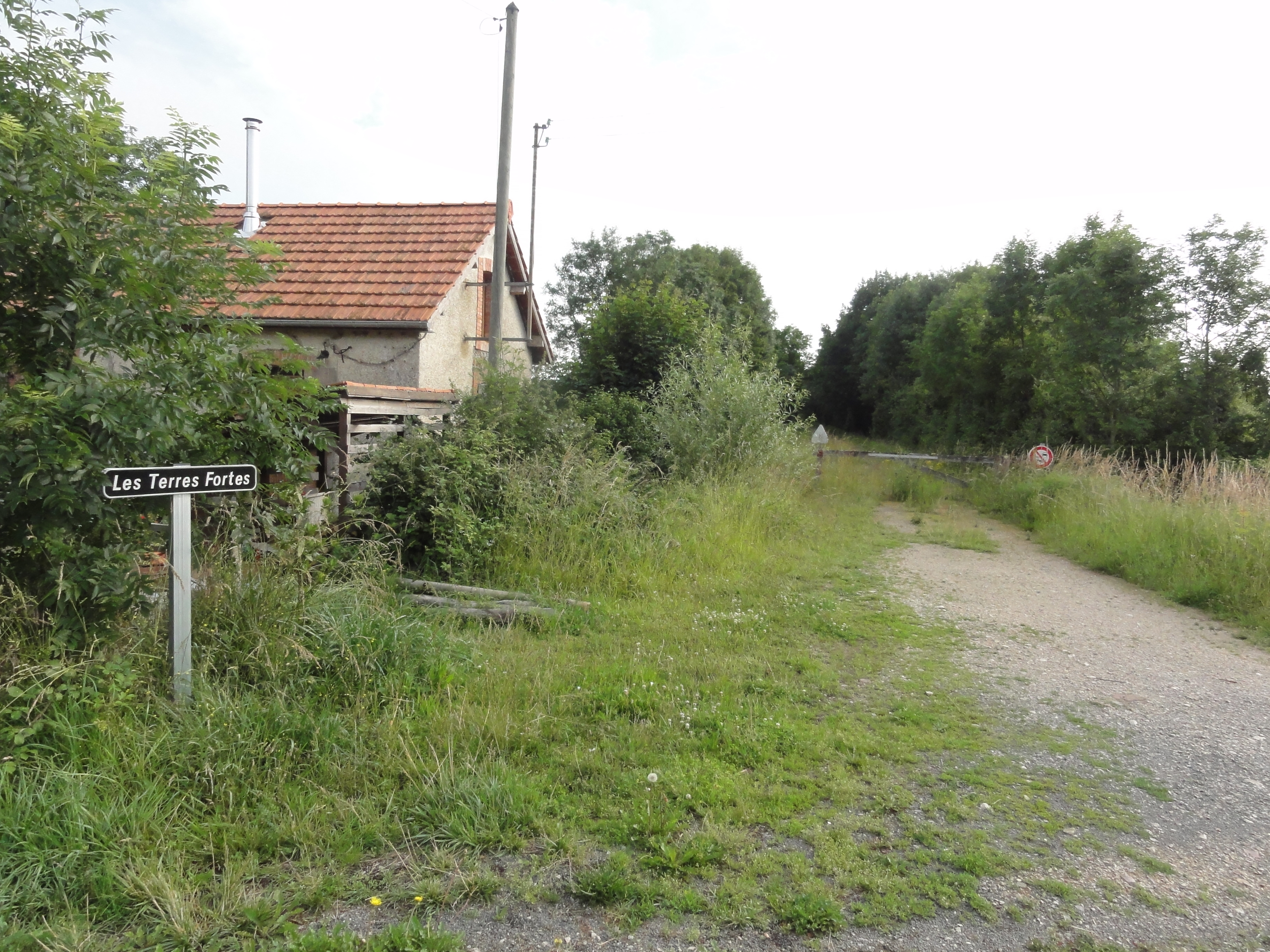
Chemin des Bercons à St-Christophe du Jambet
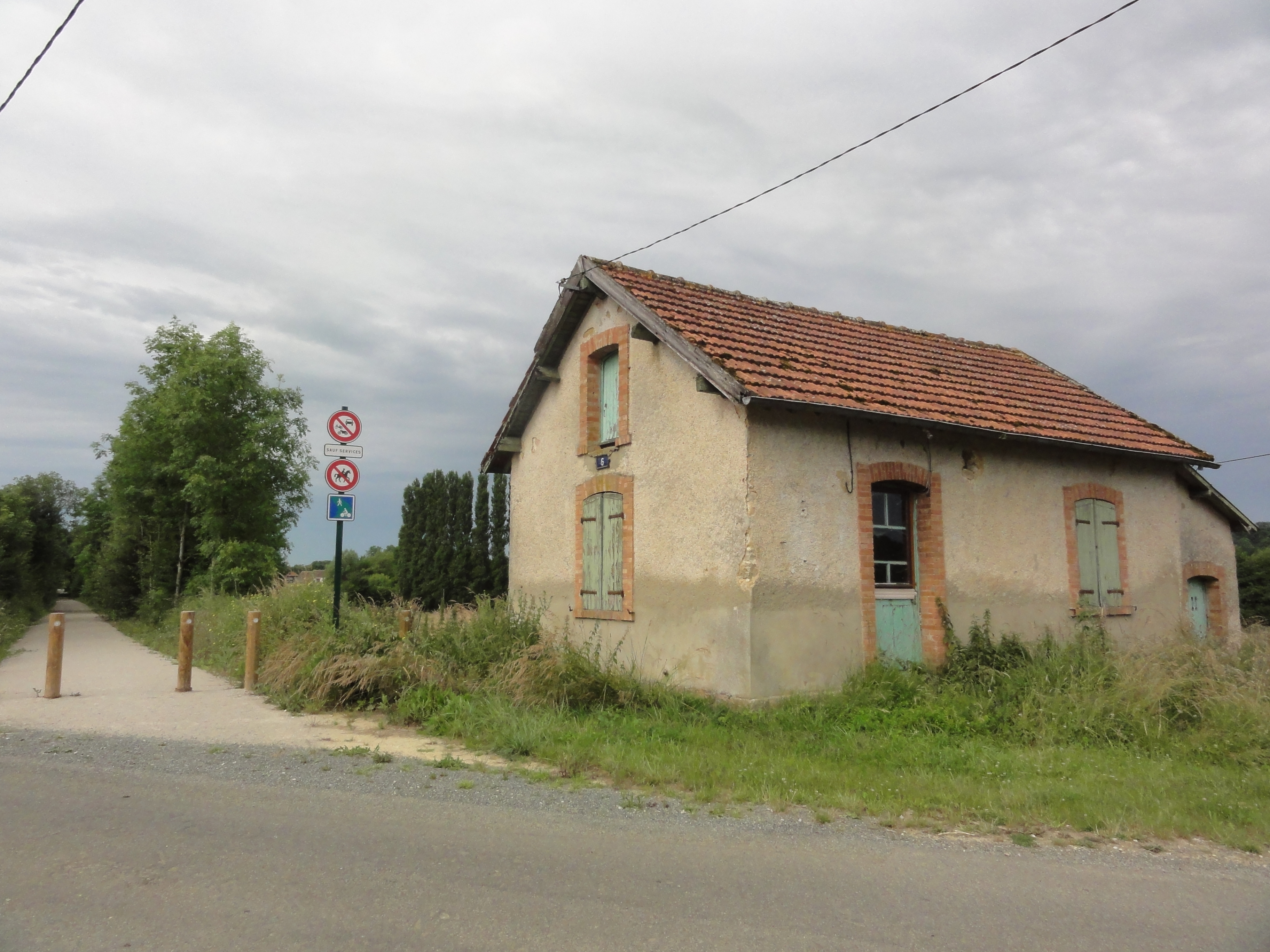
Voie verte du Saosnois
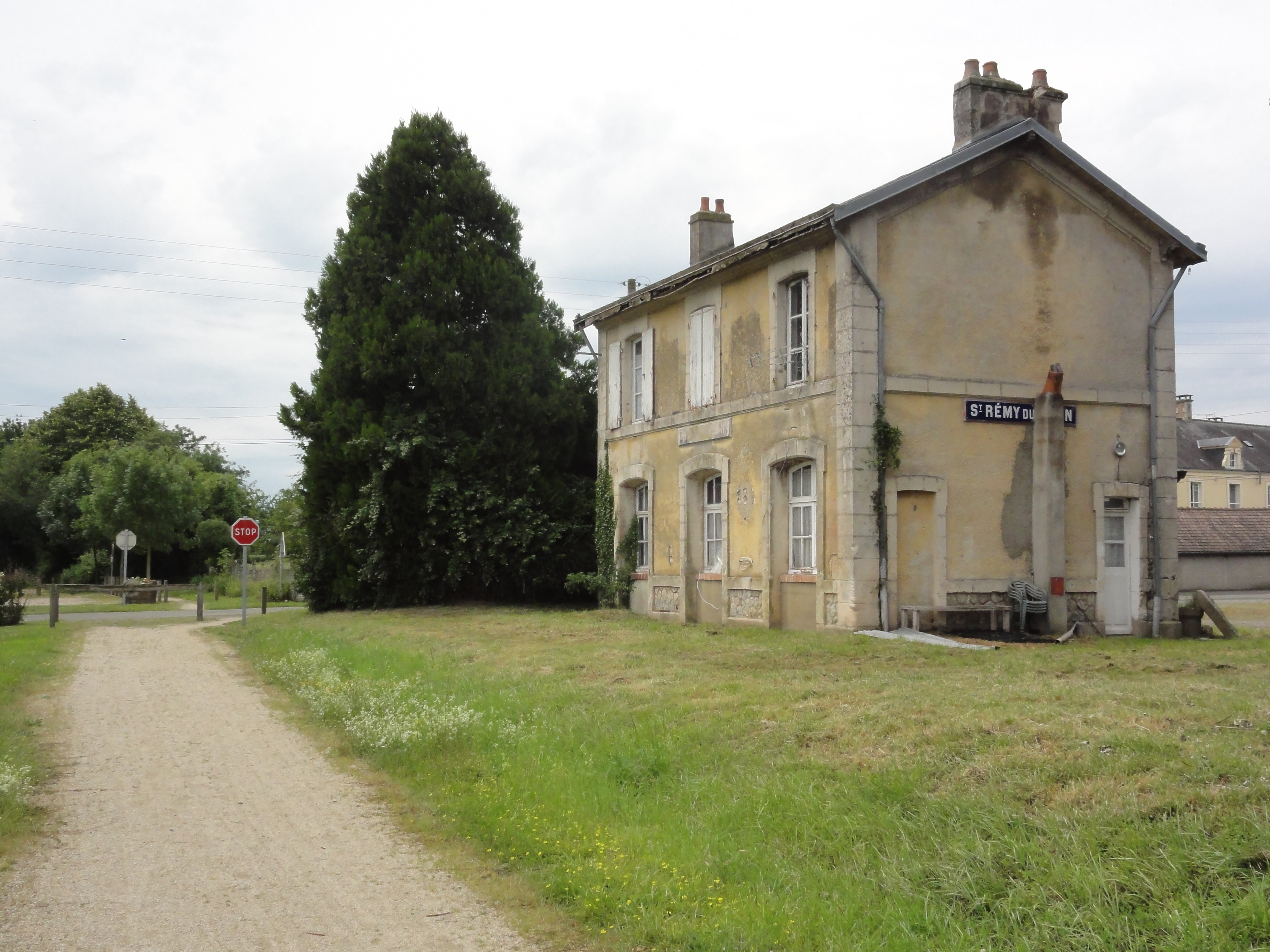
Voie verte du Saosnois. Ancienne gare de St.-Remy-du-Plan
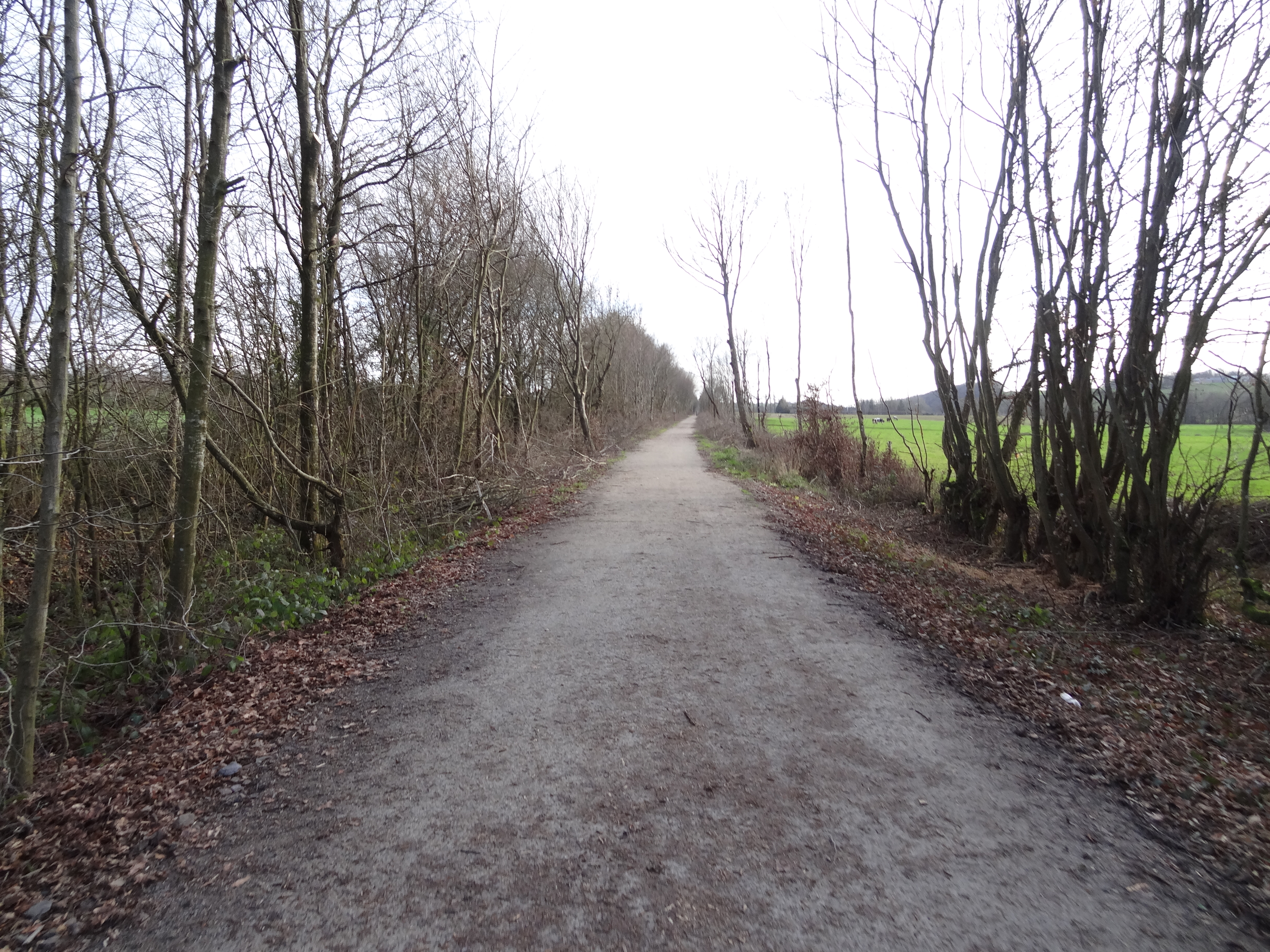
Voie verte  de Laval à Pouancé
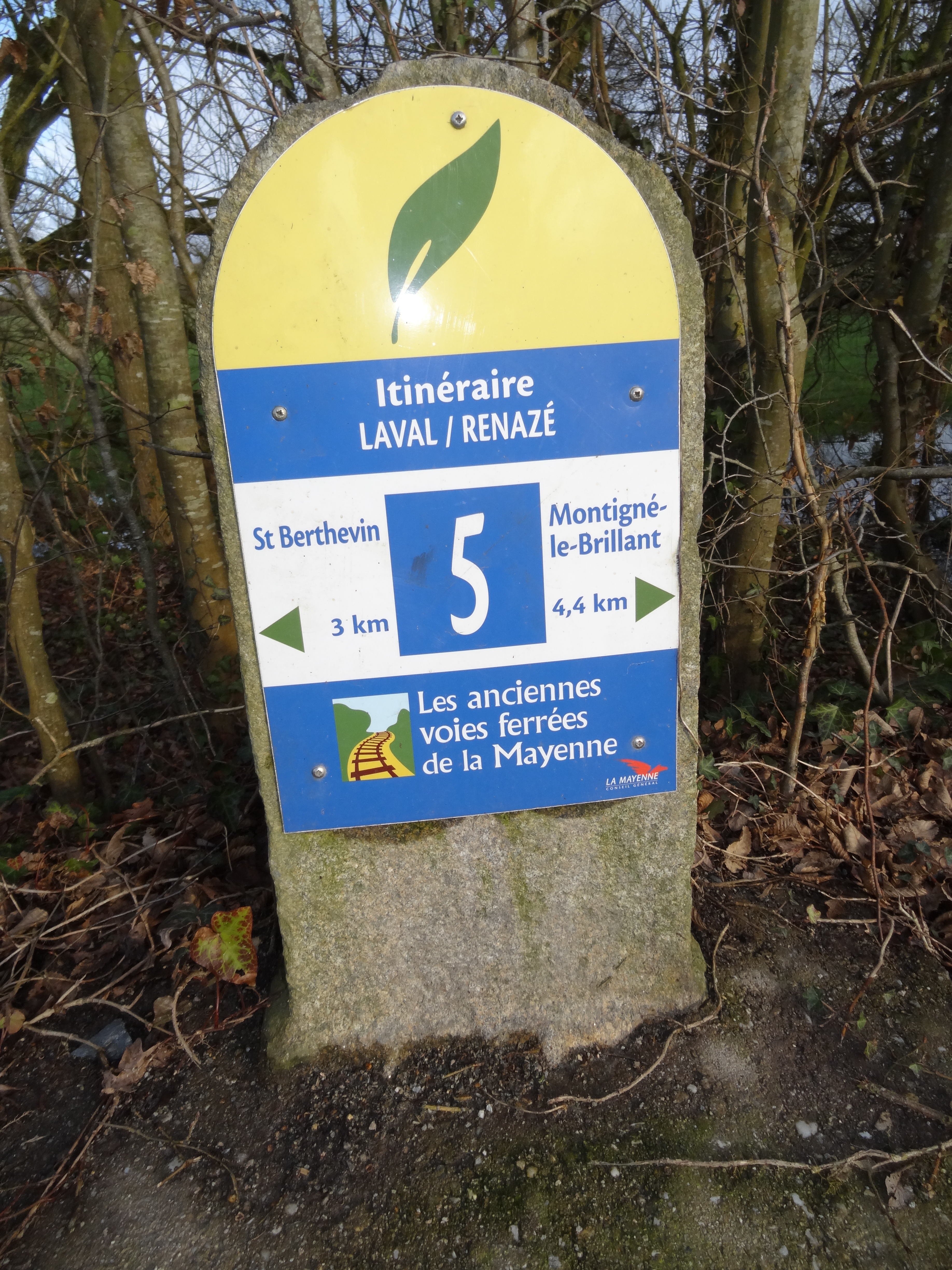
Voie verte  de Laval à Pouancé

| ligne ferroviaire désaffectée                              | Voie ou chemin                                   | Localisation                                                 | Longueur | Surface   | Remarque                                             |
| ---------------------------------------------------------- | ------------------------------------------------ | ------------------------------------------------------------ | -------- | --------- | ---------------------------------------------------- |
| Ligne de Sillé-le-Guillaume à La Hutte - Coulombiers       | Voie verte des Bercons                           | de Saint-Christophe-du-Jambet à Segrie                       | 5 km     | chemin    |                                                      |
| Ligne d'Angers-Saint-Laud à La Flèche                      |                                                  | de La Flèche à Durtal                                        | 10 km    | enrobé    |                                                      |
| Ligne d'Aubigné-Racan à Sablé                              |                                                  | de La Flèche au Lude                                         | 20 km    | enrobé    |                                                      |
| Ligne de Chartres à Bordeaux-Saint-Jean                    |                                                  | de Bessé-sur-Braye à Montval-sur-Loir (Château-du-Loir)      | 33 km    | stabilisé |                                                      |
| Ligne de La Flèche à Vivy                                  | Promenade de la voie ferrée                      | Corzé                                                        | 3 km     | chemin    |                                                      |
| Ligne de La Flèche à Vivy                                  | Voie verte de La Flèche à Longué                 | de La Flèche à Clefs                                         | 3 km     | enrobé    |                                                      |
| Ligne de La Flèche à Vivy                                  | Voie verte de La Flèche à Longué                 | de Clefs à Longué                                            | 27 km    | stabilisé |                                                      |
| Ligne de L'Aubinière à La Suze                             |                                                  | de La Suze à La Flèche                                       | 29 km    | stabilisé |                                                      |
| Ligne de La Chapelle-Anthenaise à Flers                    | Vélo Francette d'Ambrières-les-Vallées à Mayenne | d’Ambrières-les-Vallées à La Chapelle-Anthenaise par Mayenne | 35 km    | stabilisé |                                                      |
| Ligne de La Hutte - Coulombiers à Mamers                   | Voie verte du Saosnois                           | de Saint-Longis (Mamers) à Chérancé                          | 19 km    | stabilisé |                                                      |
| Ligne de Laval à Pouancé                                   | Voie verte craonnaise                            | de Saint-Berthevin (Laval) à Renazé par Craon                | 47 km    | stabilisé |                                                      |
| Ligne de Loudun à Angers-Maître-École                      | Promenade du Layon                               | de Saint-Aubin-de-Luigné à Chavagnes                         | 10 km    | chemin    | cumul de tronçons entrecoupés de passages sur routes |
| Ligne de Loudun à Angers-Maître-École                      |                                                  | de Pouançay aux Trois-Moutiers                               | 12 km    | chemin    |                                                      |
| Ligne de Mayenne à La Selle-en-Luitré                      | Cheminement Saint-Léonard                        | de Mayenne à Parigné-sur-Braye                               | 4 km     | chemin    |                                                      |
| Ligne de Mayenne à La Selle-en-Luitré                      |                                                  | Ernée                                                        | 3 km     | chemin    |                                                      |
| Ligne de Pré-en-Pail à Mayenne                             | Voie verte de la Mayenne bocagère                | de Mayenne à Javron                                          | 33 km    | stabilisé |                                                      |
| Ligne de Nantes-État à La Roche-sur-Yon par Sainte-Pazanne | Voie verte du bocage vendéen                     | De La Roche-sur-Yon à Coëx                                   | 29 km    | enrobé    |                                                      |
| Ligne de Segré à Angers-Saint-Serge                        |                                                  | de Montreuil-Juigné à Angers (pont sur le Maine)             | 9 km     | stabilisé |                                                      |
| Ligne de Sablé à Montoir-de-Bretagne                       | Voie verte de l’Anjou bleu                       | de Château-Gonthier à Pouancé par Segré                      | 50 km    | stabilisé |                                                      |
| Ligne de Sablé à Montoir-de-Bretagne                       |                                                  | de Pouancé à Châteaubriant                                   | 16 km    | enrobé    |                                                      |
| Ligne de Sablé à Montoir-de-Bretagne                       | Chemin du Gâvre                                  | de Louisfert à Bouvron                                       | 44 km    | chemin    |                                                      |
| Ligne de Sablé à Montoir-de-Bretagne                       | Coulée verte de Pontchâteau                      | Campbon                                                      | 5 km     | stabilisé |                                                      |
| Ligne de Sablé à Montoir-de-Bretagne                       |                                                  | de Donges à Montoir                                          | 5 km     | chemin    |                                                      |
| Ligne de Châteaubriant à Ploërmel                          |                                                  | de Châteaubriant à Rougé                                     | 13 km    | enrobé    |                                                      |
| Ligne de Blain à La Chapelle-sur-Erdre                     | chemin de la ligne de l'Erdre                    | de Blain à Fay-de-Bretagne                                   | 8 km     | chemin    |                                                      |
| Ligne de Segré à Angers-Saint-Serge                        | Chemin de l'Erdre                                | La Membrolle                                                 | 3 km     | chemin    |                                                      |
| Ligne de Segré à Nantes-État                               |                                                  | de Carquefou à Candé                                         | 50 km    | stabilisé |                                                      |

| Enrobé | Stabilisé | Chemin | Total  |
| ------ | --------- | ------ | ------ |
| 87 km  | 311 km    | 101 km | 499 km |

## Provence-Alpes-Côte d'Azur

Véloroute du littoral varois
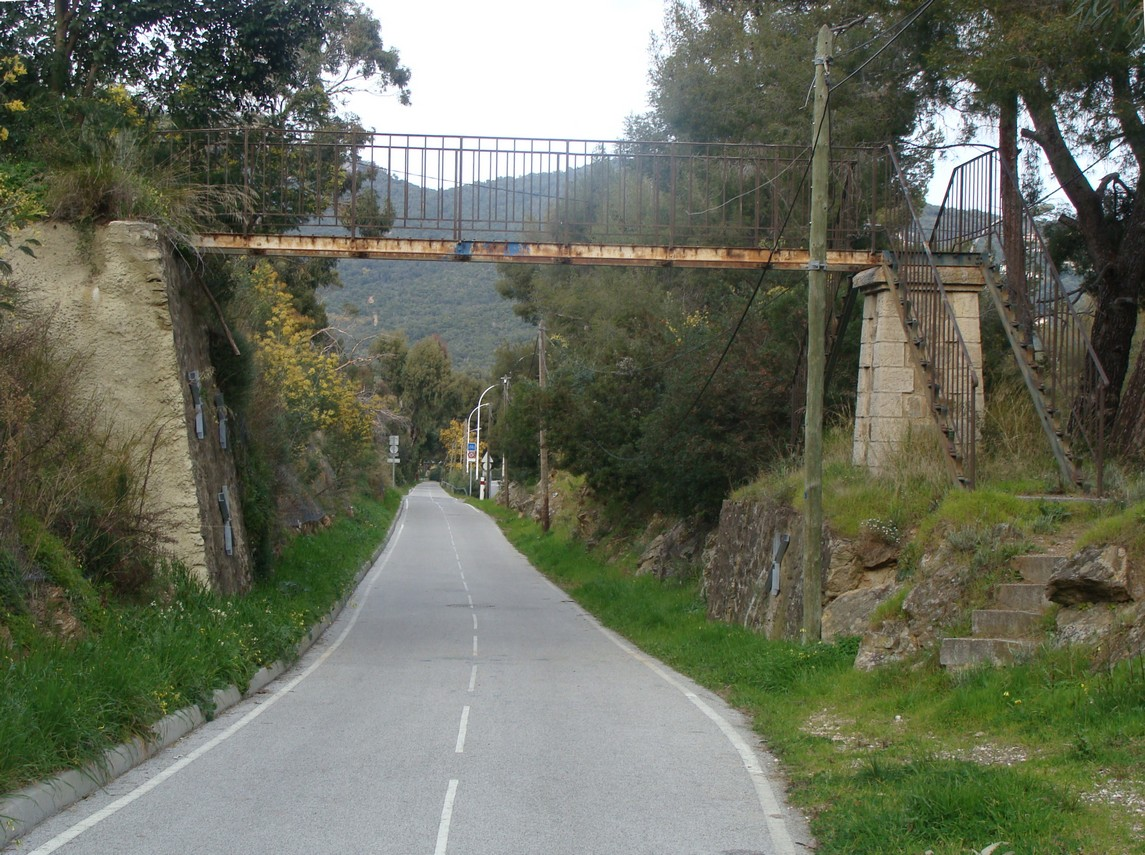
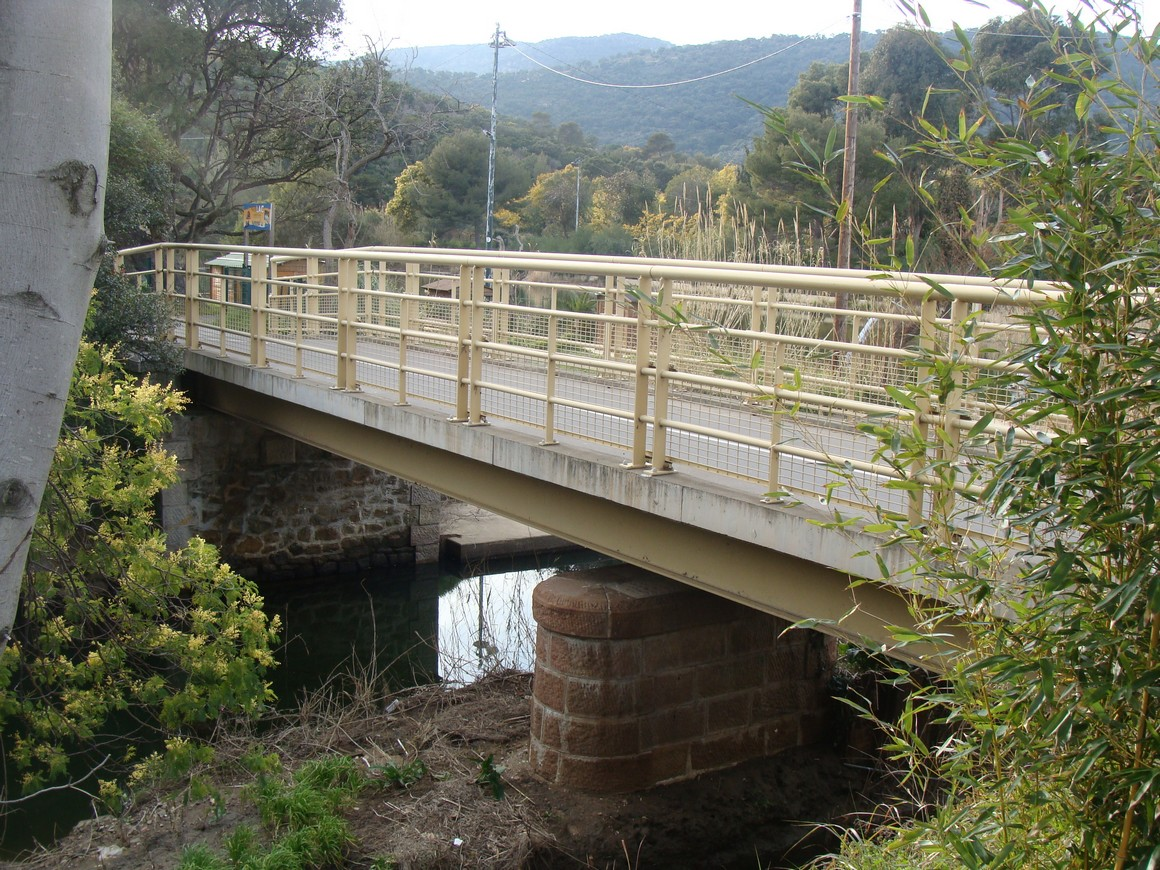
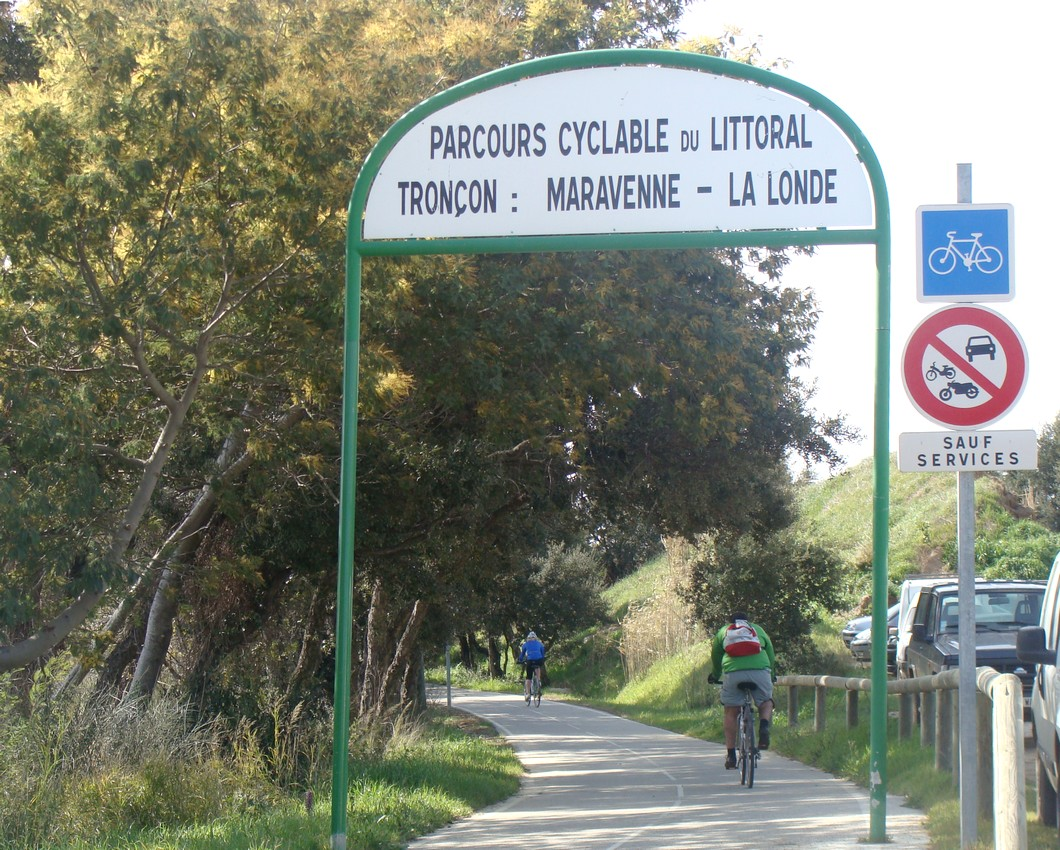
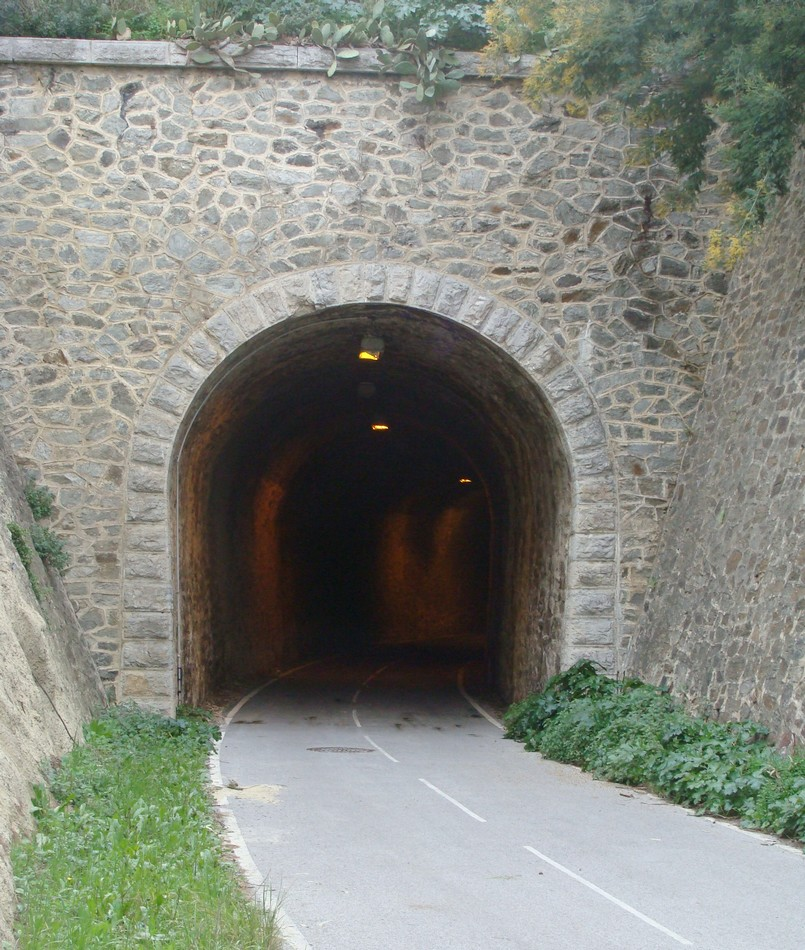

| ligne ferroviaire désaffectée                  | Voie ou chemin          | Localisation                                       | Longueur | Surface   | Remarque                                        |
| ---------------------------------------------- | ----------------------- | -------------------------------------------------- | -------- | --------- | ----------------------------------------------- |
| Ligne des Arcs à Draguignan                    | La vigne à vélo         | des Arcs à Draguignan                              | 12 km    | enrobé    |                                                 |
| Ligne d'Arles au canal                         | ViaRhôna                | d’Arles à Port-Saint-Louis-du-Rhône                | 31 km    | enrobé    |                                                 |
| Ligne de La Ciotat-gare à La Ciotat-ville      | Voie douce de La Ciotat | La Ciotat                                          | 4 km     | enrobé    |                                                 |
| ligne Central-Var                              |                         | de Barjols à Lorgues                               | 8 km     | stabilisé | cumul de tronçons                               |
| Ligne du littoral varois                       |                         | de Toulon à Carqueiranne                           | 17 km    | enrobé    |                                                 |
| Ligne de La Pauline-Hyères aux Salins-d'Hyères |                         | Hyères                                             | 4 km     | enrobé    |                                                 |
| Ligne du littoral varois                       |                         | d’Hyères à Saint-Raphaël                           | 90 km    | enrobé    |                                                 |
| Ligne de Cavaillon à Saint-Maime - Dauphin     | Véloroute du Cavalon    | de Cavaillon à Saint-Martin-de-Castillon           | 40 km    | enrobé    |                                                 |
| Ligne du Champsaur                             |                         | de Gap au col de Manse                             | 5 km     | chemin    | cumul de tronçons                               |
| Ligne de Chorges à Barcelonnette               | Chemin de l’Ubaye       | Le Lauzet-Ubaye                                    | 6 km     | chemin    |                                                 |
| Ligne d'Orange à l'Isle - Fontaine-de-Vaucluse | Via Venaissia           | d'Orange à Carpentras                              | 15 km    | enrobé    | prolongements prévus jusqu'à Orange et Velleron |
| Ligne de Tarascon à Orgon                      | La Méditerranée à vélo  | Tarascon                                           | 2 km     | enrobé    |                                                 |
| Ligne de Tarascon à Orgon                      | La Méditerranée à vélo  | de Mas-Blanc-des-Alpilles à Saint-Rémy-de-Provence | 3 km     | enrobé    |                                                 |
| Ligne de Tarascon à Orgon                      | La Méditerranée à vélo  | Est de Saint-Rémy-de-Provence                      | 6 km     | enrobé    |                                                 |
| Ligne de Barbentane à Orgon                    | La Durance à vélo       | de Barbentane à Orgon                              | 23 km    | enrobé    |                                                 |
| Ligne de La Ciotat-gare à La Ciotat-ville      | Voie douce de la Ciotat | La Ciotat                                          | 4 km     | enrobé    |                                                 |

| Enrobé | Stabilisé | Chemin | Total  |
| ------ | --------- | ------ | ------ |
| 251 km | 19 km     | 0 km   | 270 km |

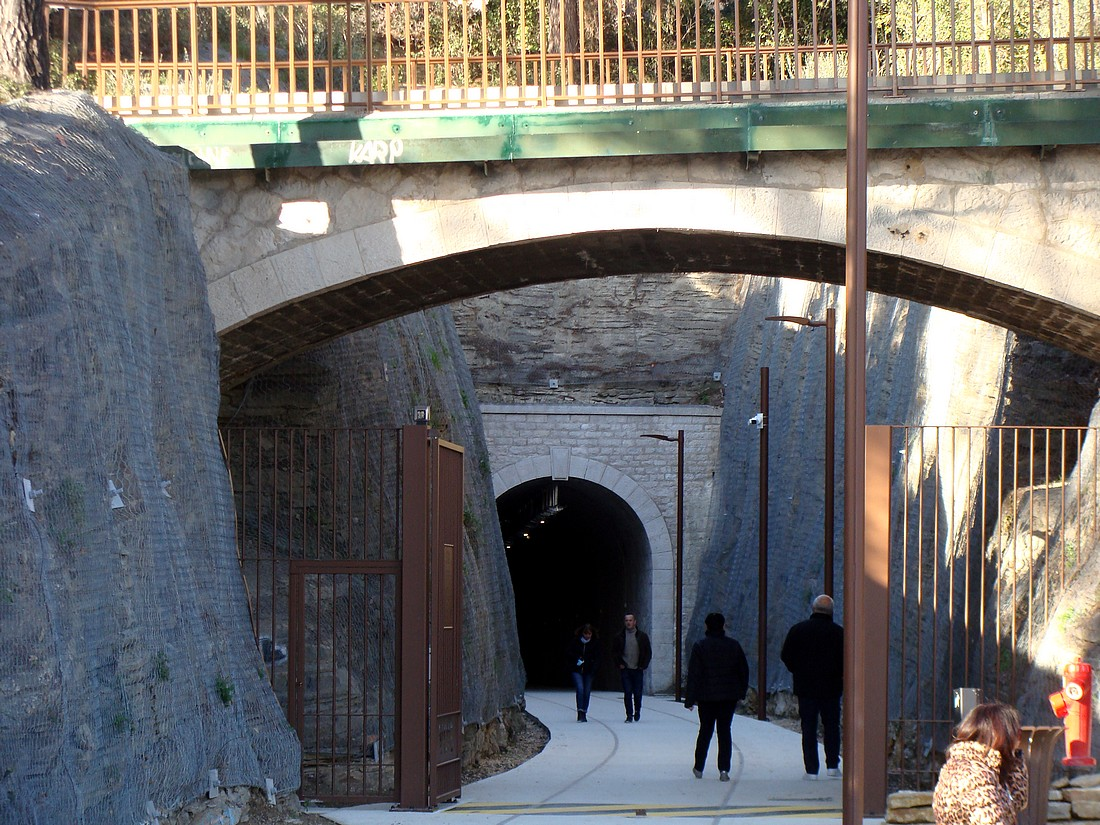
Voie douce de La Ciotat
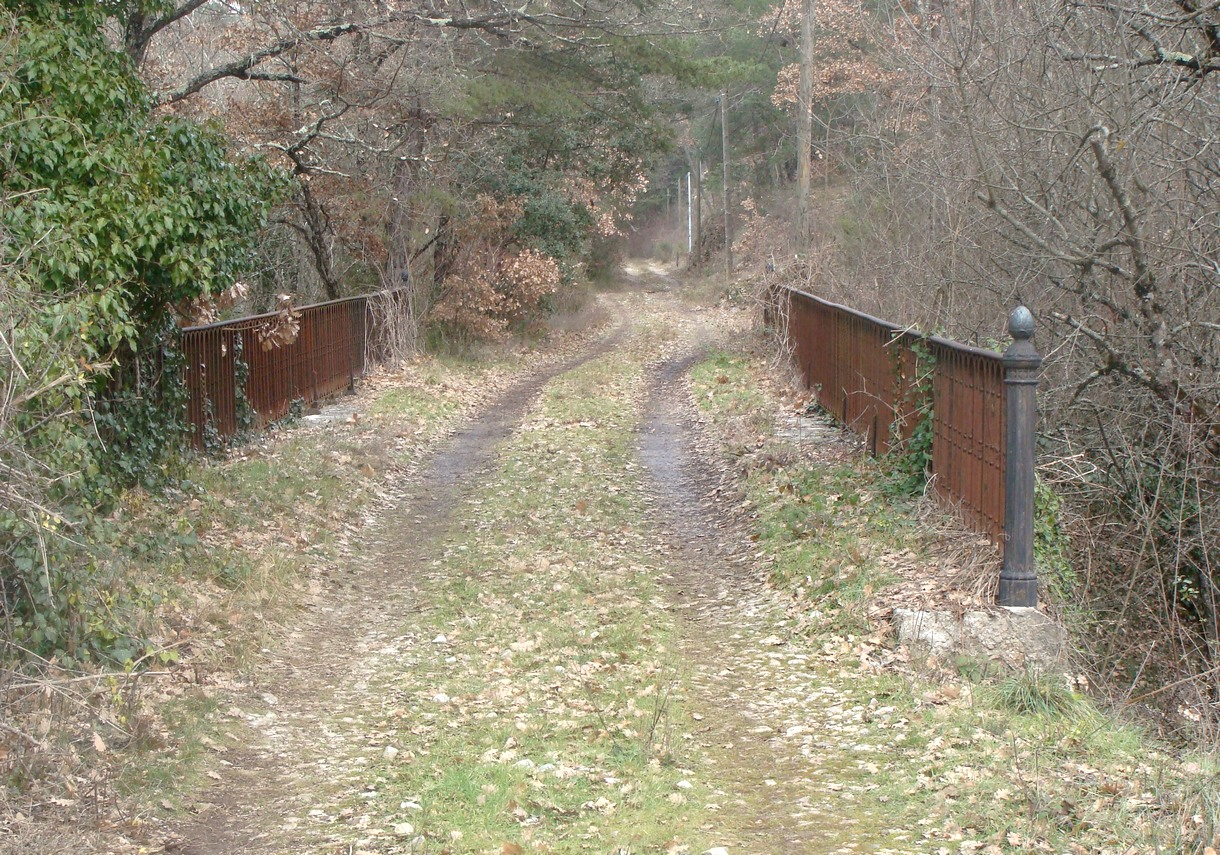
Central Var
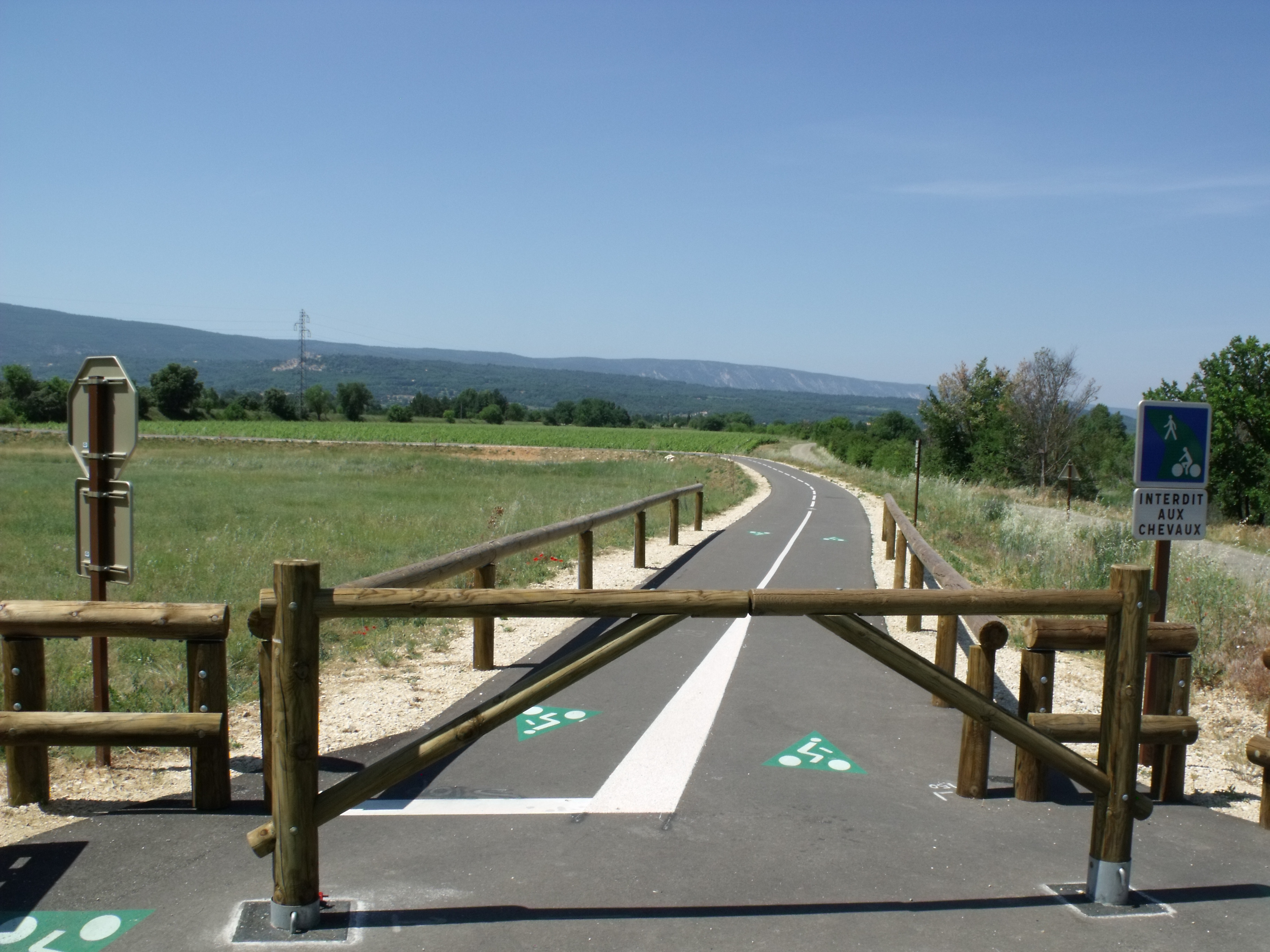
Véloroute du Cavalon
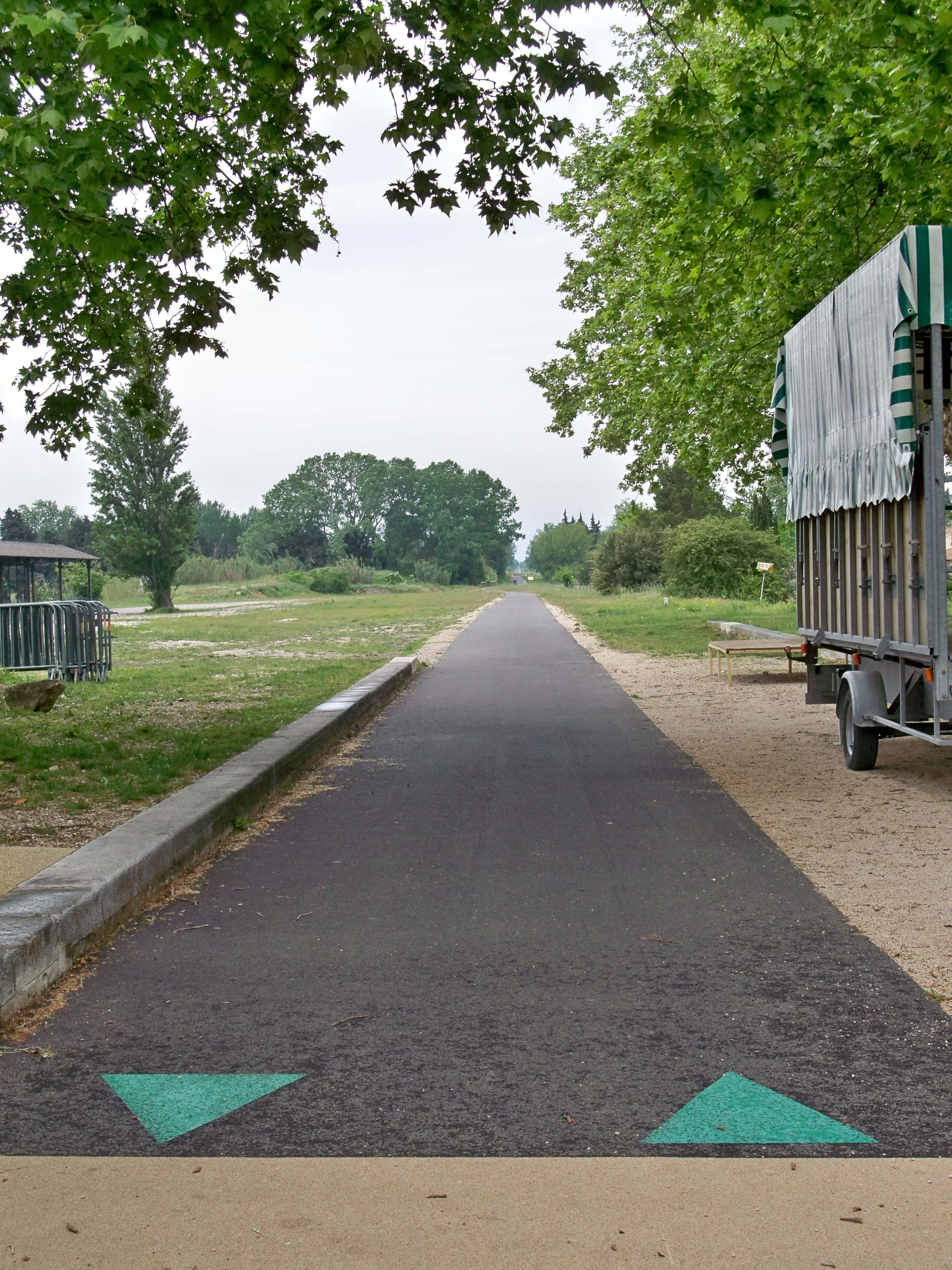
Via Venaissia  à Sarrians
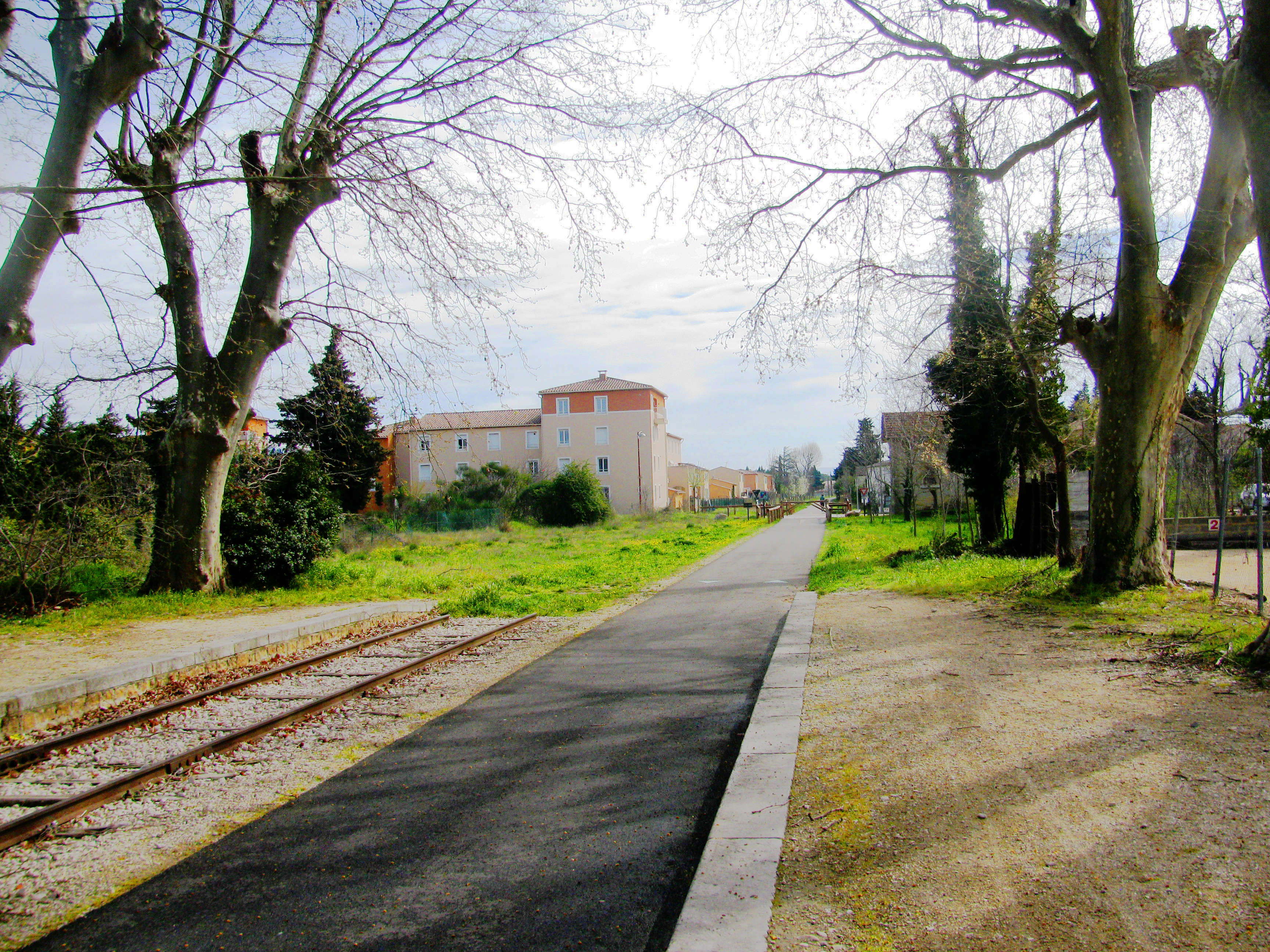
Via Venaissia  à Joncquières

## Projets
En 2024, de nombreuses voies vertes sont à l'étude, programmées ou en travaux parmi lesquelles (liste non exhaustive) :

### Bourgogne-Franche-Comté
| Ligne ferroviaire désaffectée                                                    | Localisation                        | Longueur | échéance                                                                        | Remarque                                         | Surface prévue |
| -------------------------------------------------------------------------------- | ----------------------------------- | -------- | ------------------------------------------------------------------------------- | ------------------------------------------------ | -------------- |
| Ligne d'Étang à Santenay (via Autun) et de Cravant - Bazarnes à Dracy-Saint-Loup | d'Autun à Avallon                   | 85 km    | à l'étude                                                                       |                                                  |                |
| Ligne de Saint-Julien (Troyes) à Gray                                            | Châtillon-sur-Seine à Is-sur-Tille  | 70 km    | projet en sommeil ?                                                             |                                                  |                |
| Ligne d'Aillevillers à Port-d'Atelier-Amance                                     | de Port d'Atelier à Aillevillers    | 30 km    | projet porté par la Comcom Terres de Saône de Port d'Atelier à Conflans (20 km) | Voie verte Haute Comté                           | stabilisé      |
| Ligne d'Aillevillers à Plombières-les-Bains                                      | Aillevillers à Plombières-les-Bains | 10 km    | à l'étude                                                                       | Voie verte Haute Comté                           | stabilisé      |
| Ligne de Corbenay à Faymont                                                      | de Corbenay à Fougerolles           | 6 km     | à l'étude                                                                       | Voie verte Haute Comté                           | stabilisé      |
| Ligne de Moulins à Mâcon                                                         | de Charnay-lès-Mâcon à Mâcon        | 3 km     | projet                                                                          | Prolongement de la voie verte au départ de Cluny | lisse          |

### Centre-Val-de-Loire
| Ligne ferroviaire désaffectée                                      | Localisation             | Longueur | échéance             | Remarque                                                   | Surface prévue |
| ------------------------------------------------------------------ | ------------------------ | -------- | -------------------- | ---------------------------------------------------------- | -------------- |
| Ligne de Montargis à Sens                                          | de Montargis à Triguères | 22 km    | à l'étude            |                                                            |                |
| Ligne de Triguères à Surgy                                         | de Triguères à Charny    | 14 km    | à l'étude            | dans le prolongement de la précédente                      |                |
| Ligne de Châteauroux à La Ville-Gozet                              | d'Ardentes à La Châtre   | 19 km    | plan vélo de l'Indre |                                                            |                |
| Ligne d'Argenton-sur-Creuse à La Chaussée et de La Châtre à Guéret | de La Châtre à Chavin    | 35 km    | plan vélo de l'Indre | à Chavin dans le prolongement de la voie verte des Vallées |                |

### Grand-Est
| Ligne ferroviaire désaffectée                               | Localisation                                        | Longueur | échéance                            | Remarque                                                                     | Surface prévue |
| ----------------------------------------------------------- | --------------------------------------------------- | -------- | ----------------------------------- | ---------------------------------------------------------------------------- | -------------- |
| Ligne de Saint-Julien (Troyes) à Saint-Florentin - Vergigny | de Troyes à Vergigny                                | 42 km    | à l'étude                           |                                                                              |                |
| Ligne de Coolus à Sens                                      | De Sens à Troyes                                    | 51 km    | à l'étude                           |                                                                              |                |
| Ligne de Polisot aux Riceys et à Cunfin                     | Les Riceys à Cunfin                                 | 35 km    | projet à long terme                 |                                                                              |                |
| Ligne de Bazancourt à Challerange                           | De Vandredé (hameau de Warmeriville) à Betheniville | 7 km     | en travaux                          | Voie verte de la Suippe dans le prolongement d'un tronçon existant de 3,5 km |                |
| Ligne de Laveline-devant-Bruyères à Gérardmer               | De Laveline-devant-Bruyères à Gérardmer             | 16 km    | en projet. Ouverture prévue en 2029 |                                                                              | stabilisé      |

### Hauts-de-France
| Ligne ferroviaire désaffectée                | Localisation                      | Longueur | échéance                            | Remarque | Surface prévue |
| -------------------------------------------- | --------------------------------- | -------- | ----------------------------------- | -------- | -------------- |
| Ligne d'Anizy-Pinon à Chauny                 | d' Anizy-le-Château à Sinceny     | 20 km    |                                     |          |                |
| Chemin de fer d'Achiet à Bapaume et Marcoing | Bapaume à Achiet                  | 7 km     |                                     |          | stabilisé      |
| Ligne de Saint-Just-en-Chaussée à Douai      | de Péronne à Roisel               | 13 km    |                                     |          | lisse          |
| Ligne de Busigny à Hirson                    | d' Étreux à Vaux-Andigny          | 11 km    |                                     |          | stabilisé      |
| Ligne de Laon au Cateau                      | de Laon à Beaurain                | 40 km    | reliée à l'Axe vert de la Thiérache |          | stabilisé      |
| Ligne de Canaples à Longroy - Gamaches       | de Canaples à Flixecourt          | 14 km    |                                     |          | stabilisé      |
| Ligne de Wavrin à Armentières                | Armentières à Wavrin (2 tronçons) | 8 km     | projet à moyen terme                |          |                |

### Pays-de-la-Loire
| Ligne ferroviaire désaffectée                        | Localisation                               | Longueur | échéance   | Remarque                                                                   | Surface prévue |
| ---------------------------------------------------- | ------------------------------------------ | -------- | ---------- | -------------------------------------------------------------------------- | -------------- |
| Ligne de Sablé à Montoir-de-Bretagne                 | Nozay à Saint-Vincent-des-Landes           | 15 km    |            |                                                                            | stabilisé      |
| Ligne de Beslé à Blain                               | Masserac à Le Gâvre                        | 29 km    |            |                                                                            | stabilisé      |
| Ligne de Laval à Pouancé                             | Renazé à Pouancé                           | 10 km    | en travaux | Prolongement de la voie verte de Laval à Renazé                            | stabilisé      |
| Ligne de Blain à La Chapelle-sur-Erdre               | de La Chapelle-sur-Erdre à Blain           | 26 km    |            |                                                                            |                |
| Ligne de Segré à Nantes-État                         | de Candé à Segré                           | 20 km    | en travaux | dans le prolongement de la voie verte de Carquefou à Candé                 | stabilisé      |
| Ligne de Sillé-le-Guillaume à La Hutte - Coulombiers | de Fresnay-sur-Sarthe à Sillé-le-Guillaume | 20 km    |            |                                                                            | lisse          |
| Ligne de La Possonnière à Niort                      | de Cholet à Nueil-les-Aubiers              | 30 km    |            | dans le prolongement de la voie verte de Nueil-les-Aubiers à Breuil-Barret | stabilisé      |

### Autres
| Ligne ferroviaire désaffectée                               | Localisation                    | Longueur | échéance | Remarque                                                                  | Surface prévue |
| ----------------------------------------------------------- | ------------------------------- | -------- | --- | ------------------------------------------------------------------------- | -------------- |
| Tramways de l'Ardèche                                       | d' Aubenas à Privas             | 33 km    | à l'étude | passerait par le tunnel de l'Escrinet                                     |                |
| ligne de Cahors à Capdenac                                  | de Carjac à Saint-Pierre-Toirac | 12 km    | programmé | véloroute de la vallée du Lot                                             |                |
| Ligne de Saint-Sébastien à Guéret                           | de Dun-le-Palestel à Guéret     | 17 km    | en travaux | prolongement de l'échappée verte de Dun à Guéret                          | stabilisé      |
| Ligne de Souillac à Viescamp-sous-Jallès                    | de Souillac à Baladou           | 3 km     | | vallée de la Dordogne                                                     |                |
| Ligne de Pamiers à Limoux                                   | de Rieucros à Pamiers           | 17 km    | en travaux | reliée à la voie verte des filatiers                                      |                |
| Ligne de Castelnaudary à Rodez                              | de Puygouzon à Albi             | 17 km    | projet | prolongement de la voie verte des droits de l'homme                       |                |
| Ligne transcévenole                                         | de Peyrard à Présailles         | 20 km    | programmé | Véloroute de 40 km de Brives-Charensac au Mont Gerbier-de-Jonc            |                |
| Ligne de Carcassonne à Rivesaltes                           | de Limoux à Quillan             | 28 km    | programmé | Projet contesté par les partisans d'une réouverture ferroviaire           |                |
| ligne de Bourges à Miécaze                                  | de Montluçon à Évaux-les-Bains  | 23 km    | projet | Projet contesté par les partisans d'une réouverture ferroviaire           |                |
| Lignes de Dax à Mont-de-Marsan et de Saint-Sever à Hagetmau | de Mont-de-Marsan à Hagetmau    | 31 km    | en travaux (ouverture annoncée pour 2025-2027)                                                                                                 | sera reliée à Saint-Sever à la voie verte de la Chalosse                  |                |
| Ligne du Teil à Alès                                        | du Teil à Alba-la-Romaine       | 11 km    | projet (envisagé pour 2025) |                                                                           |                |
| Ligne de Béziers à Neussargues                              | de Millau à Aguessac            | 5 km     | projet datant de 30 ans relancé | en partie le long de la voie (Plateforme prévue pour 2ème voie non posée) |                |
| Ligne de Sévérac-le-Château à Rodez                         | de Sévérac-le-Château à Rodez   | 44 km    | proposition de communes riveraines à la suite de l'annonce par la Présidente de la région de l'abandon du projet de remise en état de la voie. |                                                                           |                |
| Ligne de Saint-Brieuc à Pontivy                             | de Saint-Brieuc à Pontivy       | 52 km    | projet à l'étude,. | Projet contesté par la CGT                                                |                |